# 敬礼

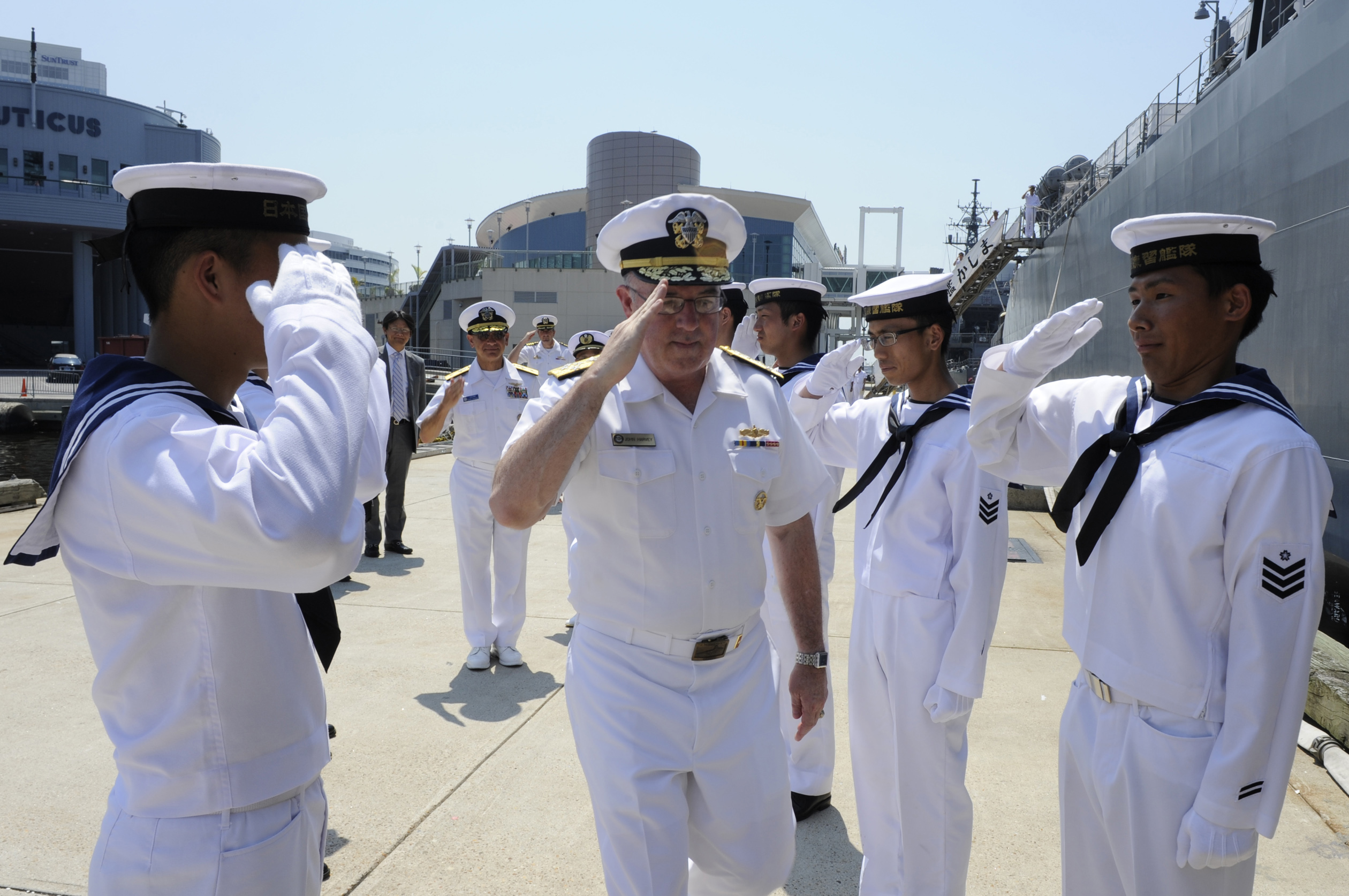
「敬礼（挙手の敬礼）」を行う日本の
海上自衛隊海士（兵、左右列）および、それに対し「答礼（挙手の答礼）」を行いながら歩むアメリカ海軍将校（将官、中央）

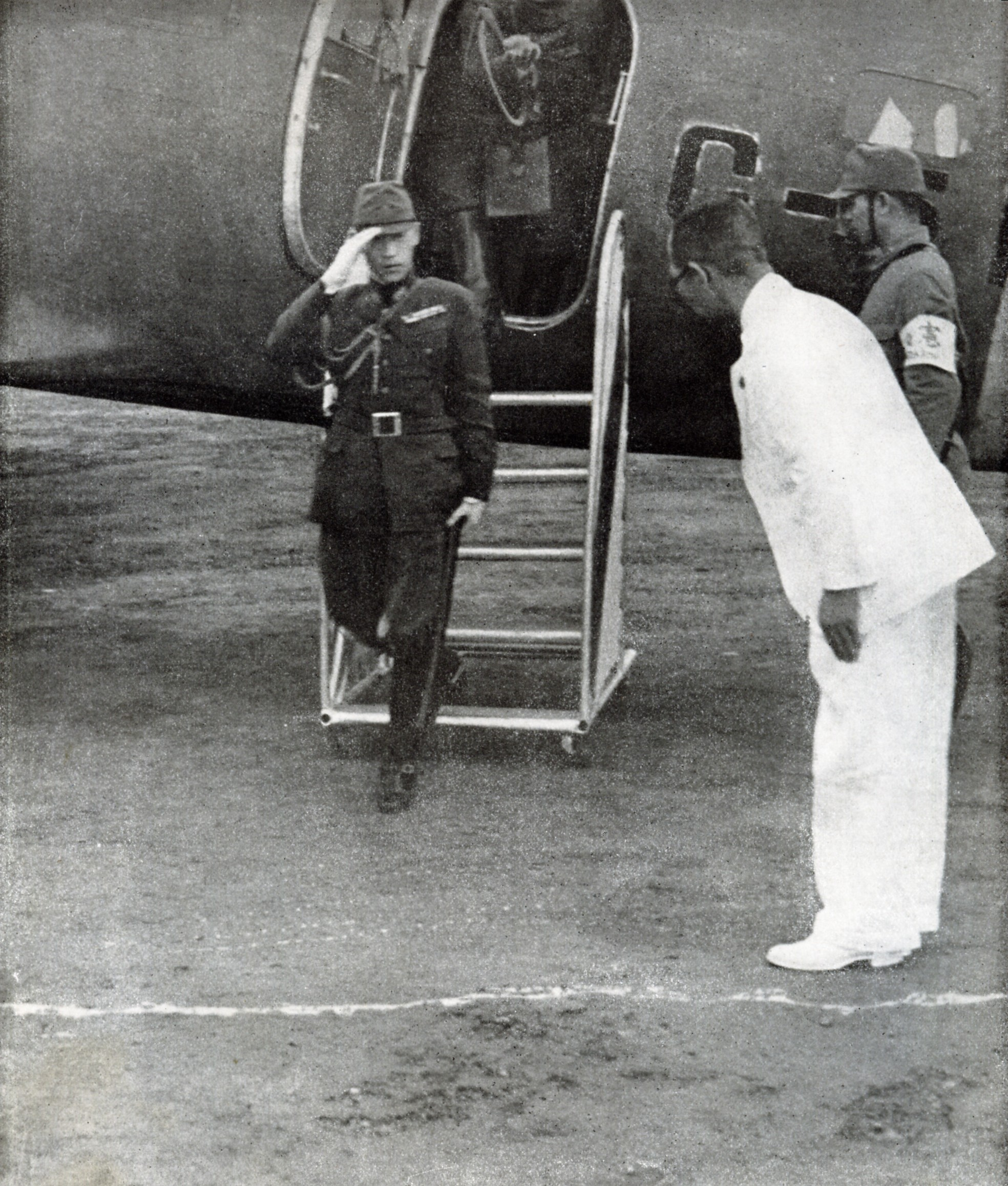
「敬礼（お辞儀の敬礼）」で出迎える白服の人物（右手前）に、「答礼（挙手の答礼）」を行う日本陸軍将校（陸軍少佐李鍝公、中央）。また、護衛の憲兵（下士官ないし兵、右奥）は陸軍将校に対し「敬礼（挙手の敬礼）」を行っている

敬礼（けいれい）とは、相手に敬意を表すこと（礼）。一般的には下位の者が上位の者に対して行う動作を指し、受礼者たる上位の者はこの「敬礼」に対し「答礼（とうれい）」で応え、また同位の者でも相互に「敬礼」は交換しあう。
日常の動作では握手・お辞儀などが含まれ単に「礼」と言うことが一般的であるため、「敬礼」と称す場合には特に近代以降の軍隊などで行われている挙手の敬礼（挙手注目の敬礼）を指すことが多い（軍隊礼式）。
本記事では主に日本の軍隊礼式について記述する。

## 一般礼式

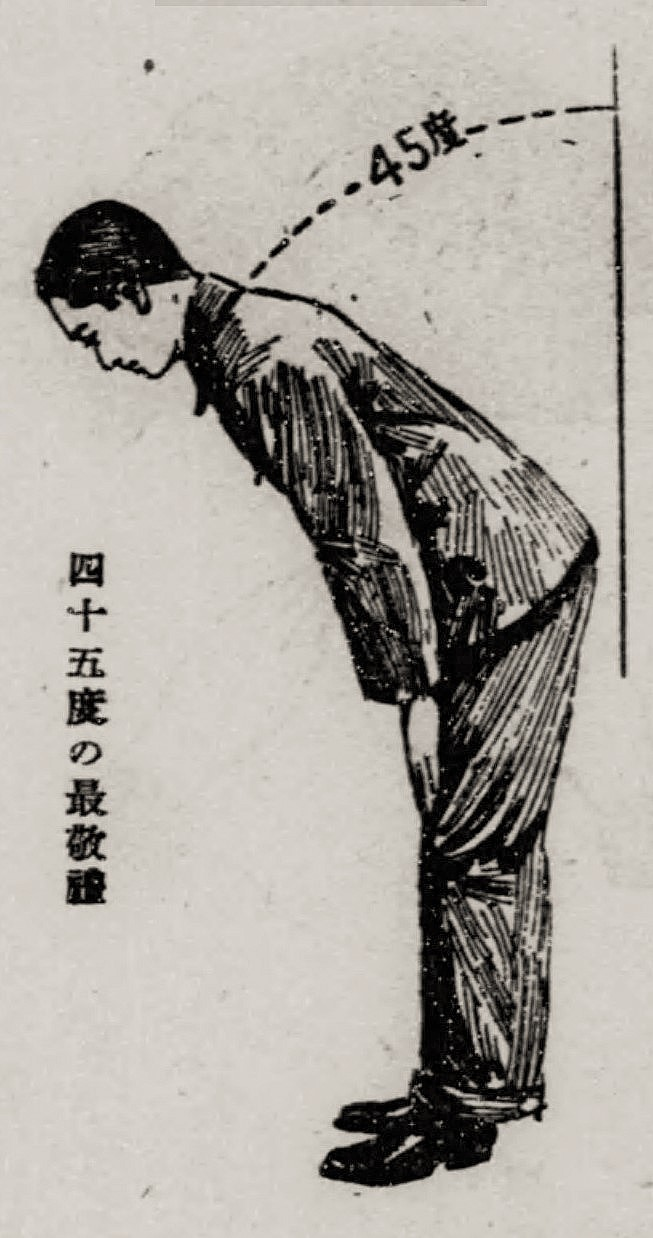
最敬礼

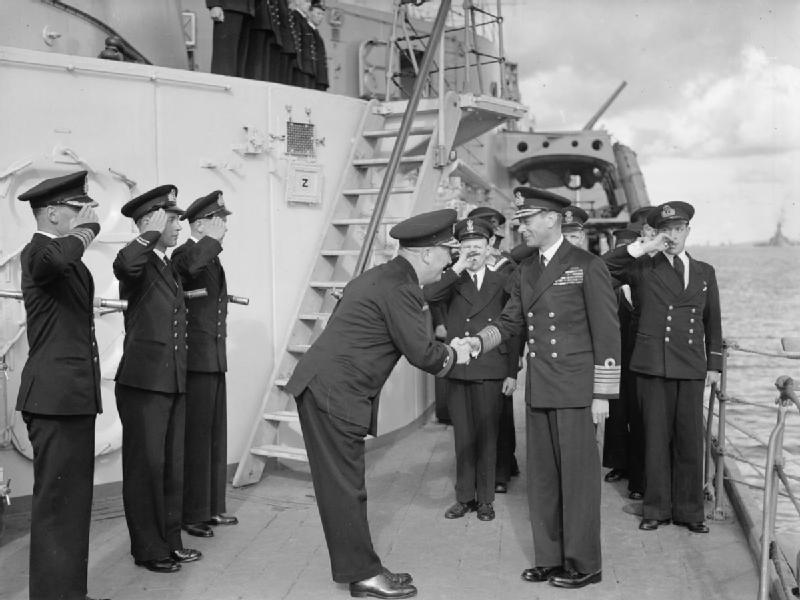
1943年、イギリス国王たる海軍元帥ジョージ6世に対するイギリス海軍における各種の敬礼（お辞儀・握手・挙手の敬礼・登舷礼・号笛（サイドパイプ）吹鳴・姿勢を正す）

一般的には握手やお辞儀の敬礼を行う。握手・お辞儀共に東洋・西洋で古くから行われていた行為であるが、東洋においてはお辞儀が、西洋においては握手が広く行われる。古くは跪礼なども行われた。また、神・仏や僧などを敬い拝む意味の敬禮（きょうらい、けいれい）もある。
日本では上体を傾ける角度により10度の「会釈」・30度の「敬礼」・45度の「最敬礼」があり、角度が大きいものほど敬意が深いとされ、場面により使い分けられる。

## 軍隊礼式

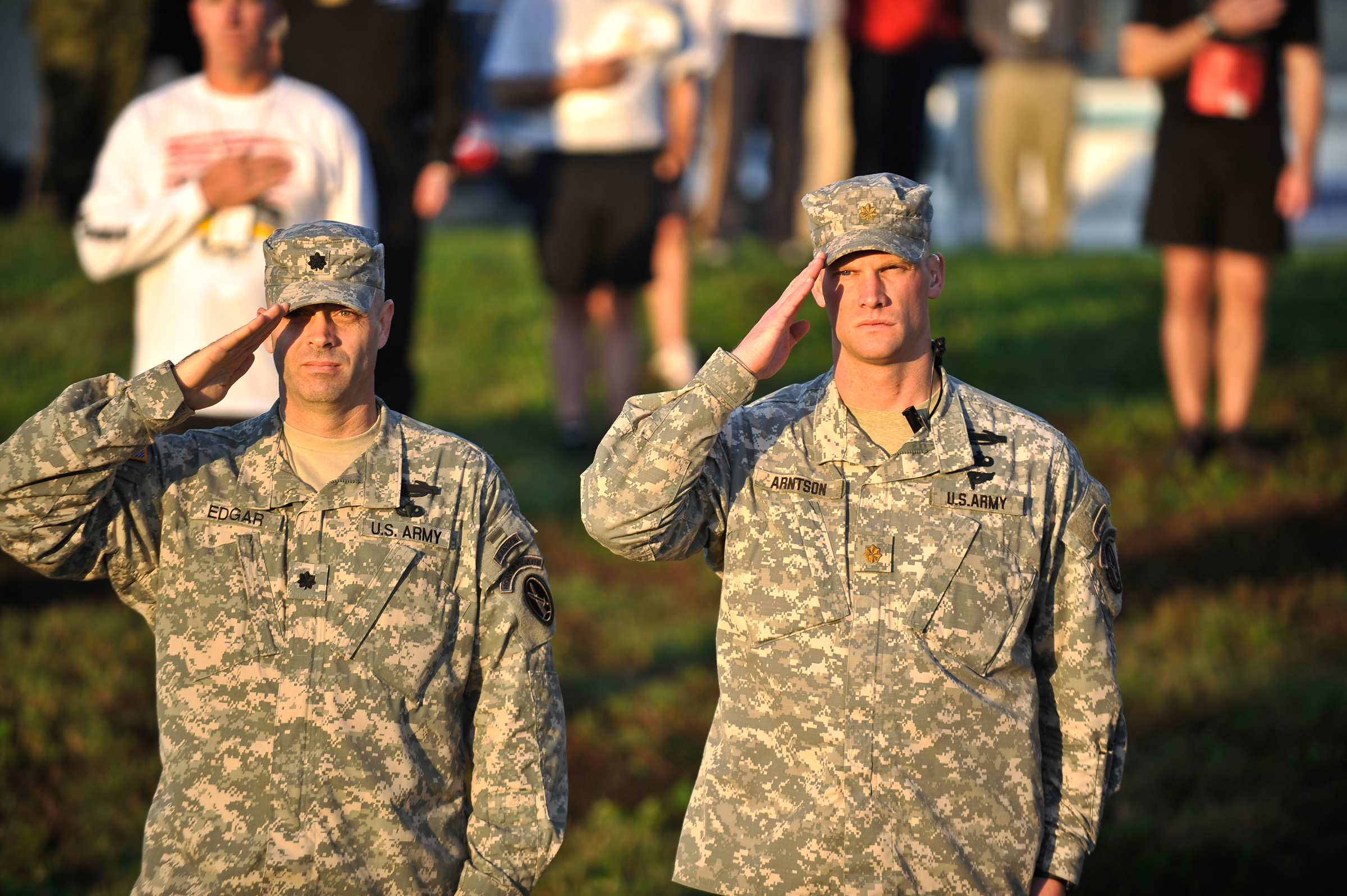
アメリカ陸軍10マイル走大会において、国歌吹奏で挙手の敬礼を行う軍人。後方の体操服姿の人々は掌を胸に当てる敬礼を行っている。
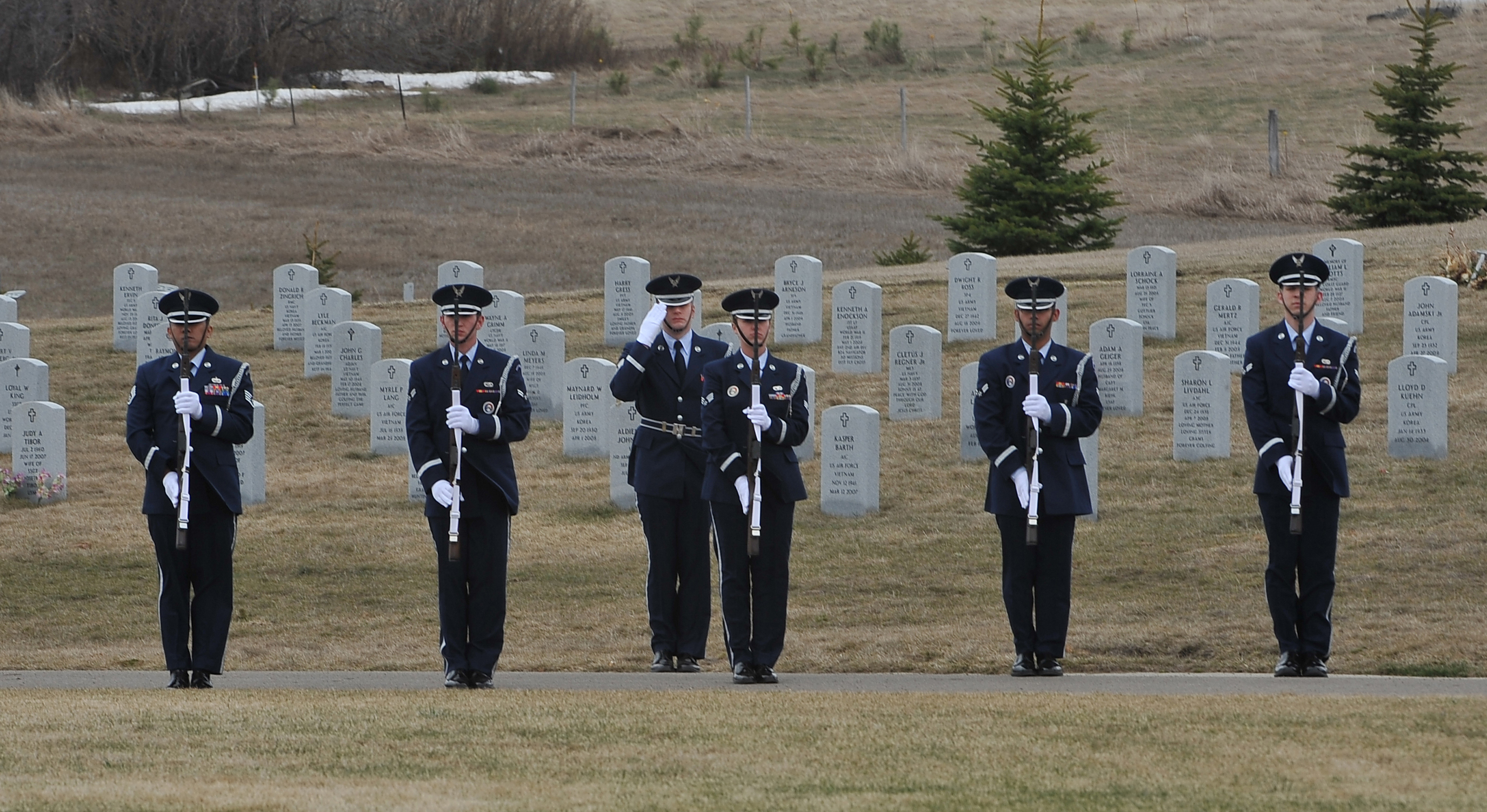
挙手の敬礼および捧げ銃の敬礼を行うアメリカ空軍の軍人
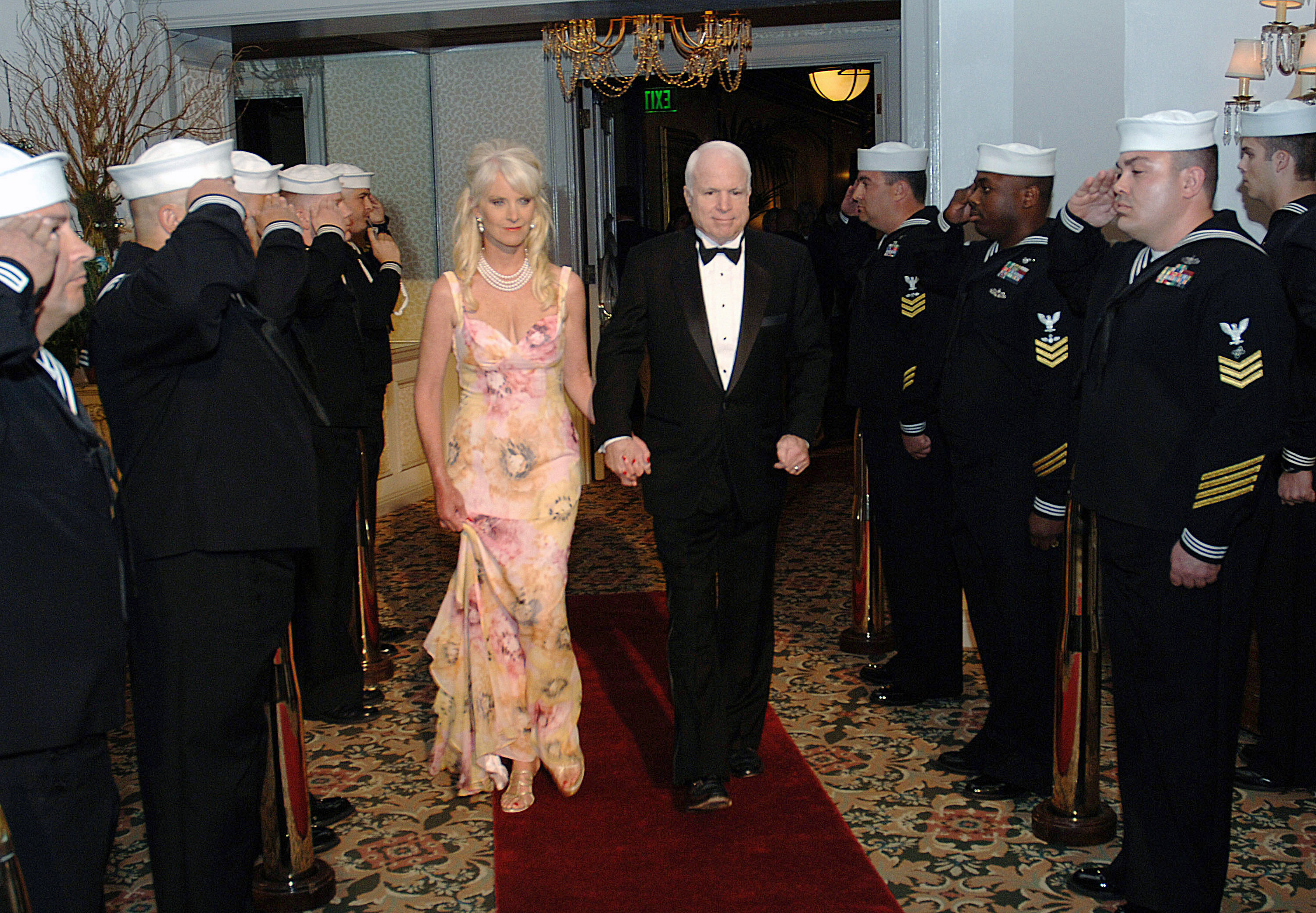
挙手の敬礼を行うアメリカ海軍の軍人
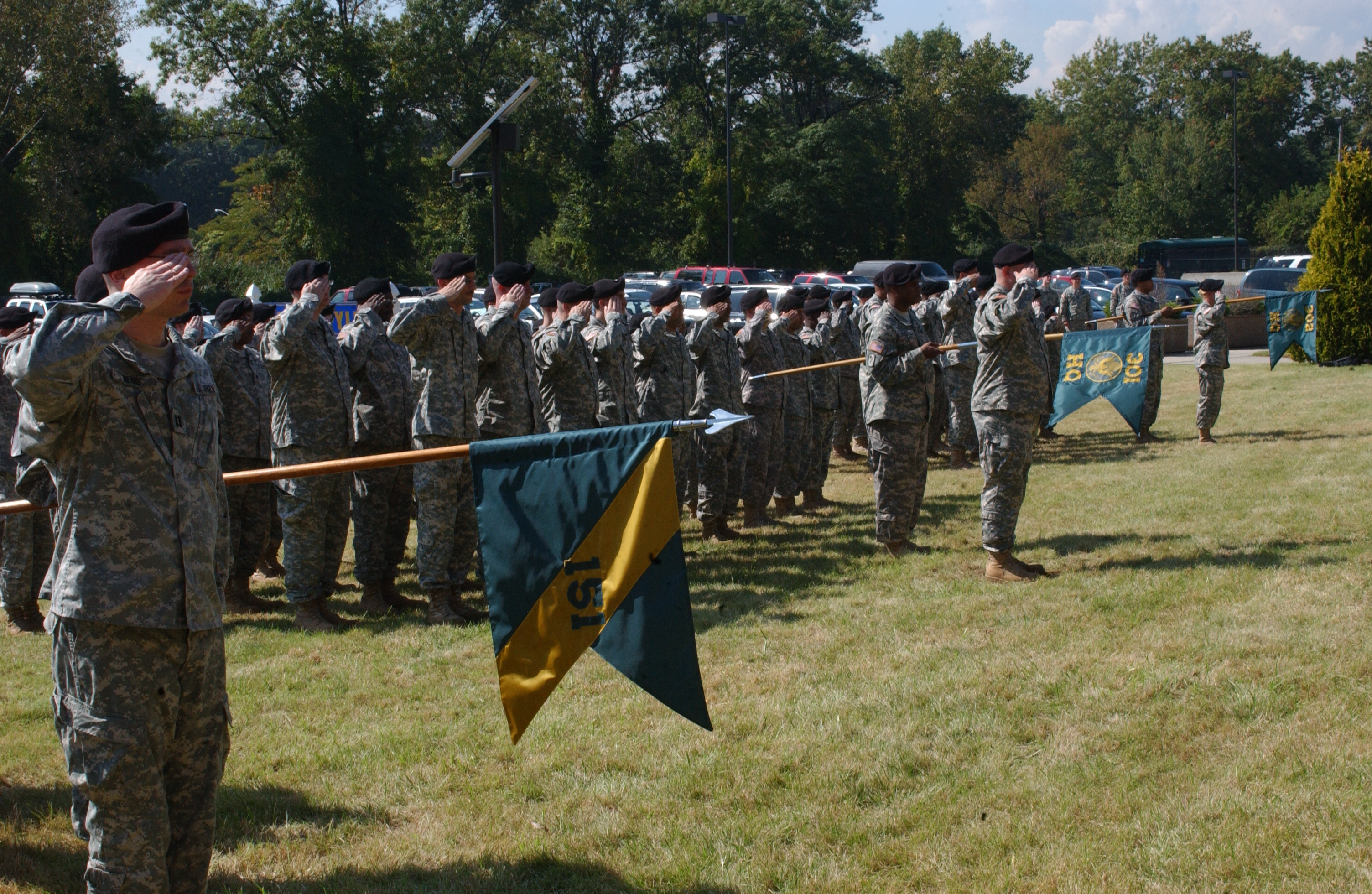
挙手の敬礼および旗の敬礼を行うアメリカ陸軍の軍人
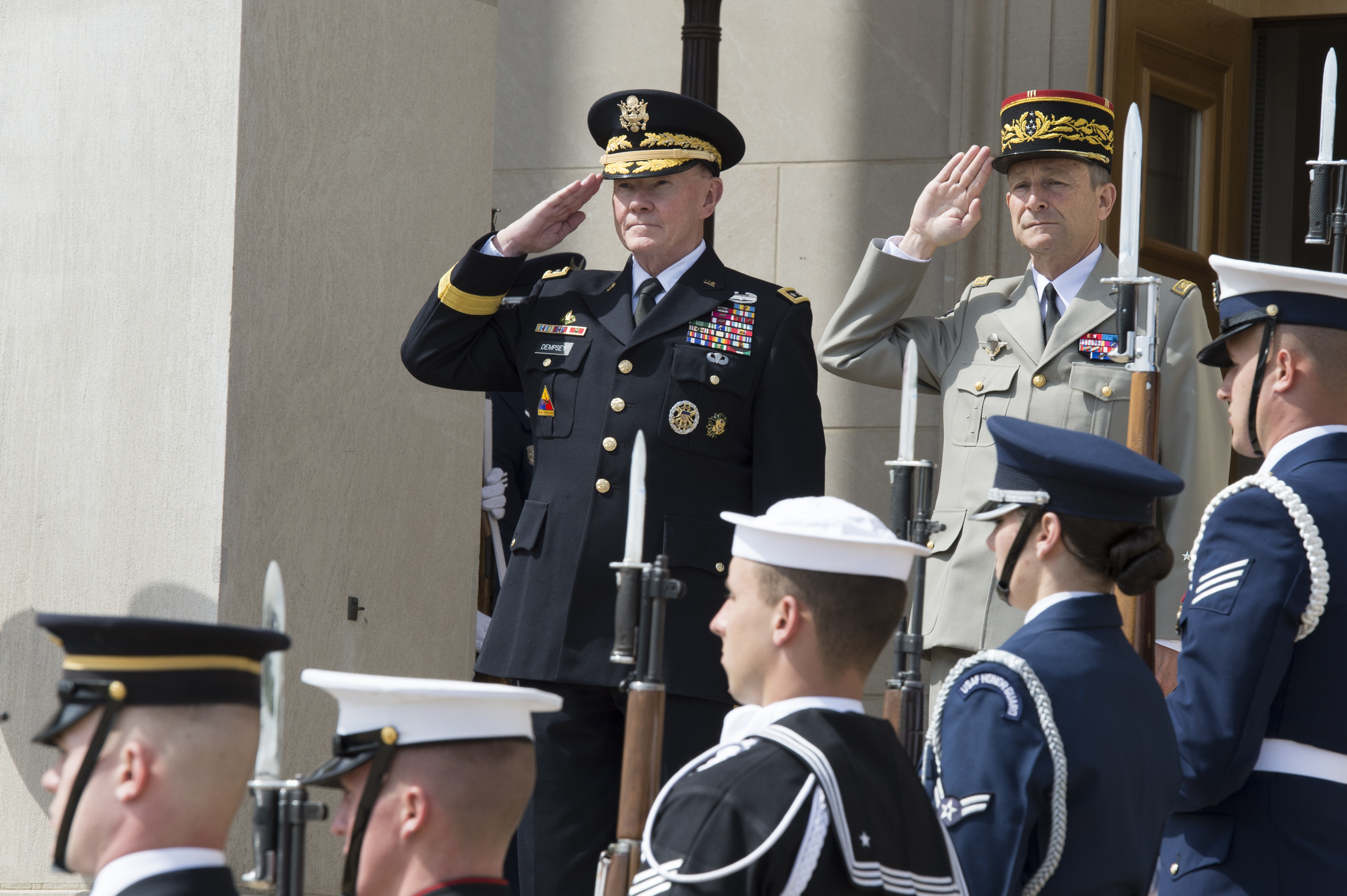
着剣捧げ銃の敬礼を行うアメリカ陸海空軍・海兵隊の軍人と、挙手の答礼を行うアメリカ陸軍（掌が下向き）およびフランス陸軍の軍人（掌が前向き）
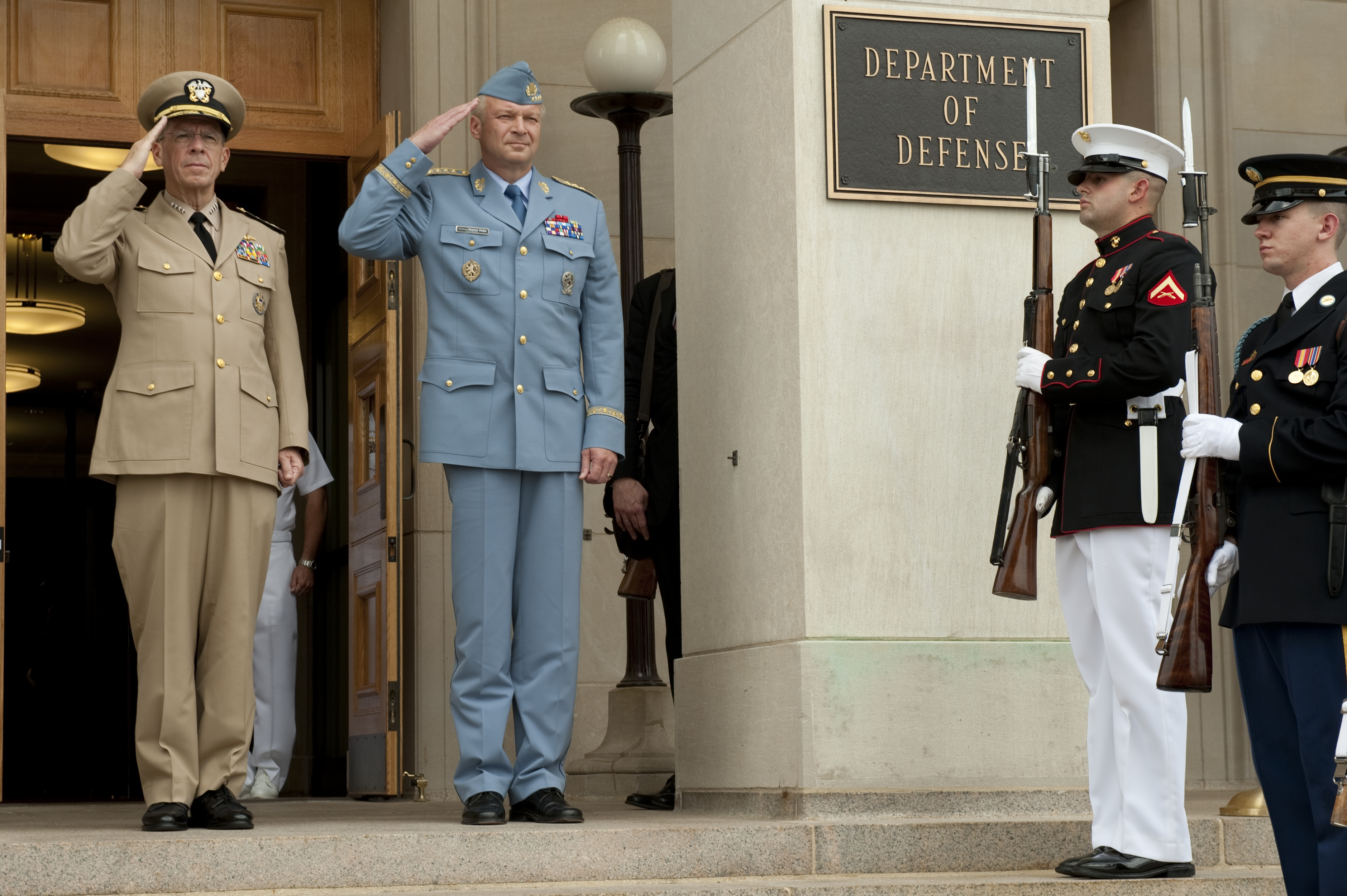
着剣捧げ銃の敬礼を行うアメリカ陸軍・海兵隊の軍人と、挙手の答礼を行うアメリカ海軍のマイケル・マレン作戦部長およびチェコ空軍の軍人
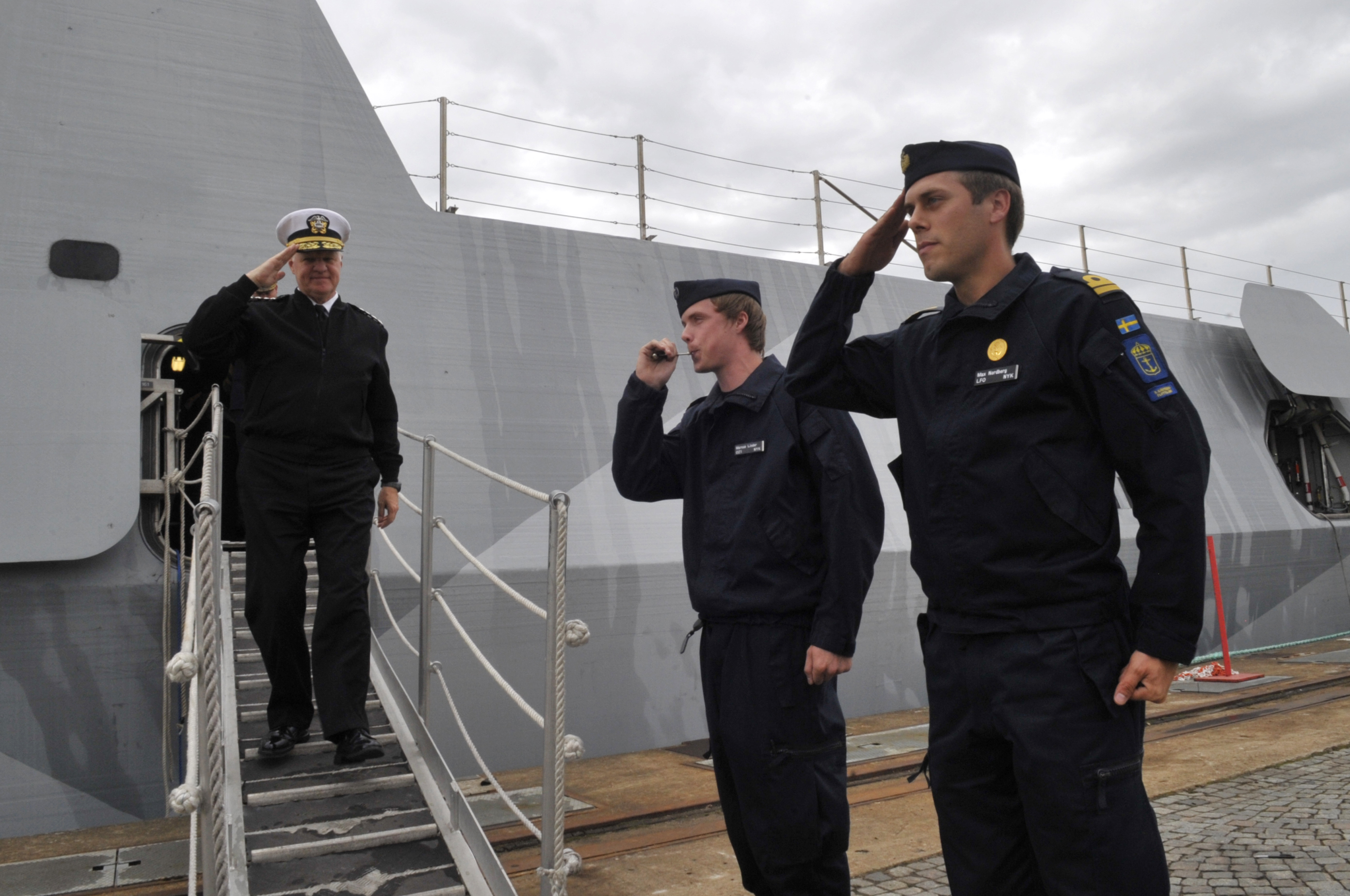
スウェーデン海軍の舷門送迎。視察を終え答礼しながら退艦するアメリカ海軍作戦部長ゲイリー・ラフヘッドに敬礼する乗組員の横では号笛（サイドパイプ）[注釈 2] を吹いている。

軍隊においては一般的な挙手の敬礼（挙手注目の敬礼）のほか、銃・刀・槍・旗などや各種兵器を用いたもの、手・腕ではなく頭・視線・体勢で表現するもの、個人（各個）・団体（部隊）によるものなど多種多様な敬礼が存在する。特に火砲を用いたものは礼砲と称す。
敬礼は受礼者が答礼してから元の姿勢に復するまで続けるべきであるとされている。
この軍隊礼式を参考として導入しているものは、沿岸警備隊・国境警備隊などの準軍事組織や警察・消防などの公的機関だけでなく、警備会社や交通会社（航空・鉄道・船舶・バスなど）といった民間の組織などもある（後述）。

### 自衛隊礼式

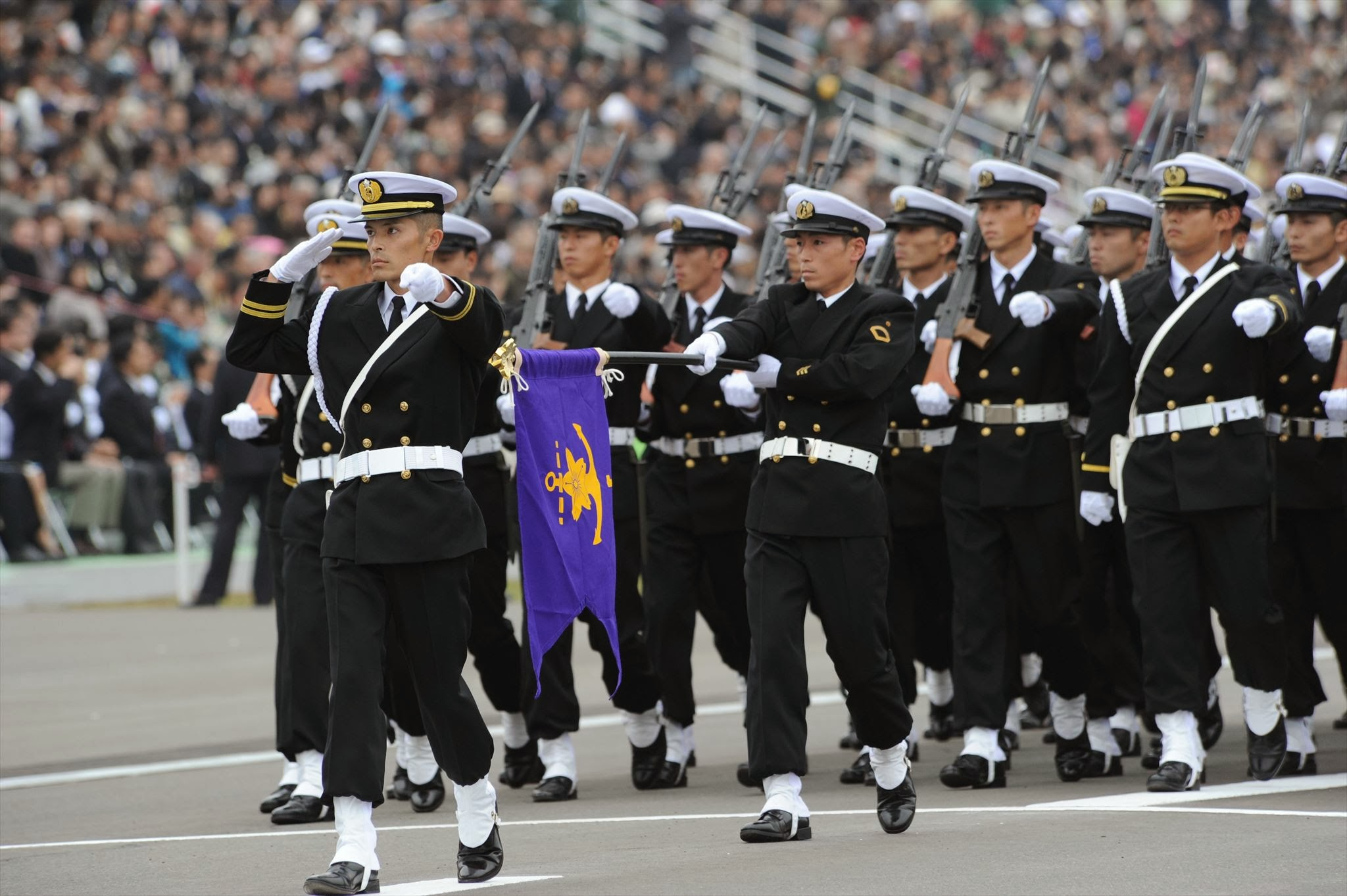
内閣総理大臣に対する隊の敬礼（海上自衛隊）

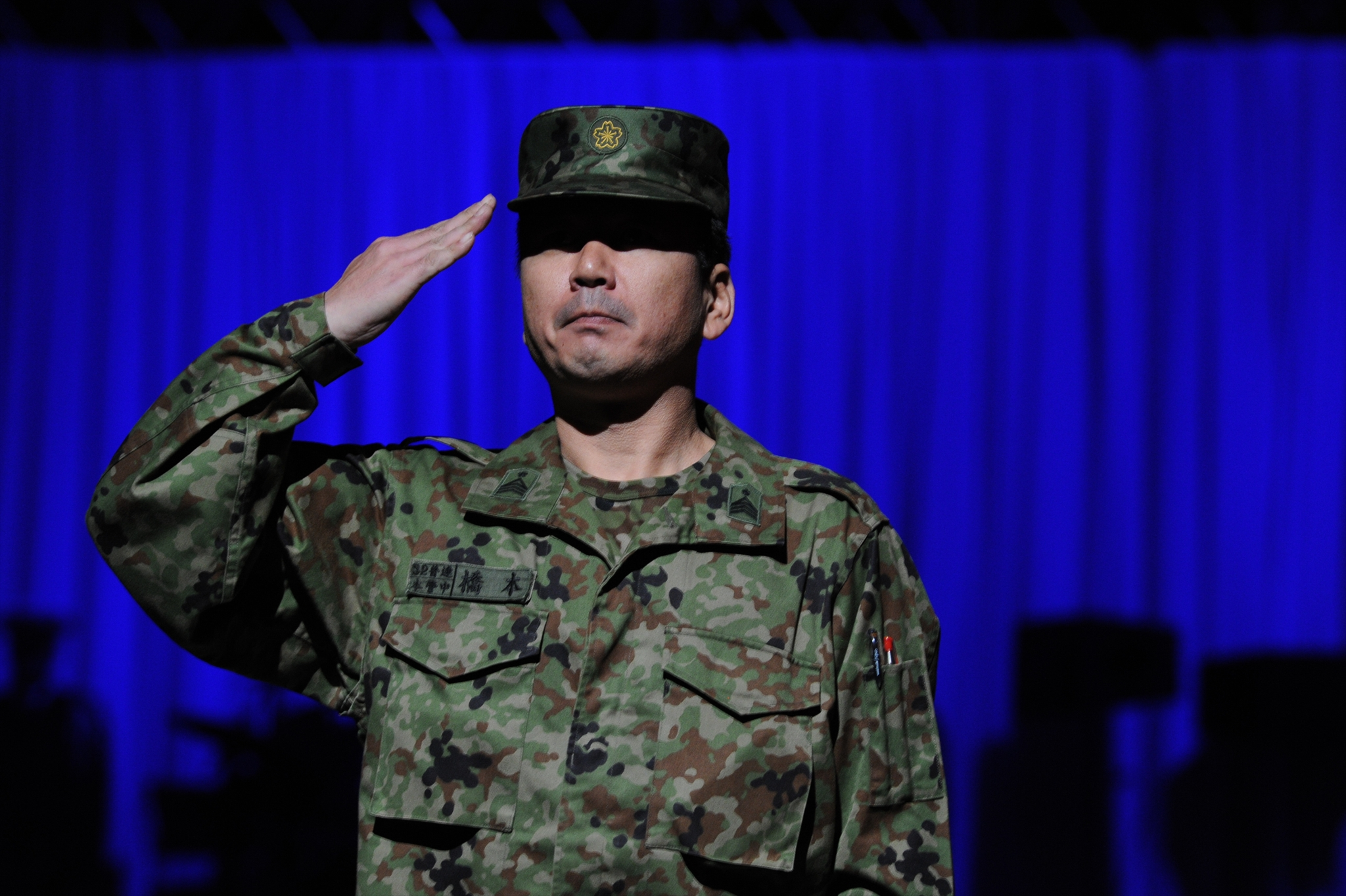
挙手の敬礼

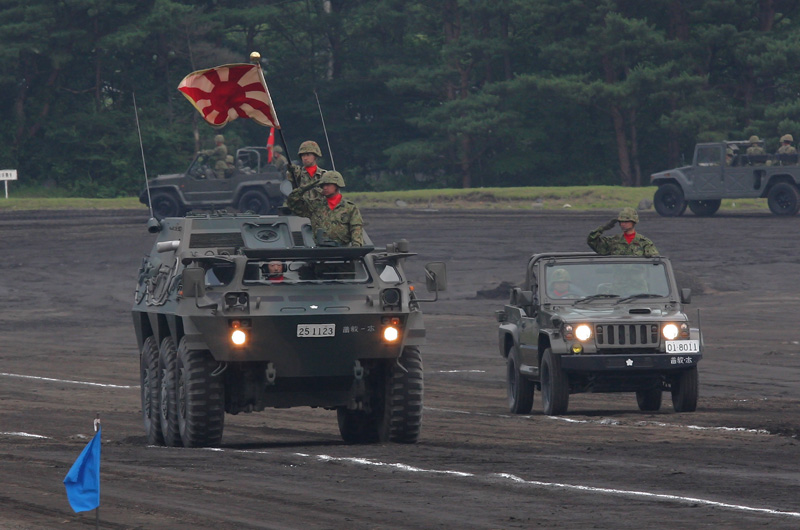
挙手および「頭右（かしらみぎ）」、旗（自衛隊旗）の敬礼

自衛隊では「自衛隊の礼式に関する訓令（昭和39年5月8日防衛庁訓令第14号）」に基づき、以下の礼式が定められている。概ね、アメリカ軍および事実上の前身である旧日本軍（陸海軍）の礼式の影響を多分に受けている。

捧げ銃の敬礼（89式小銃）

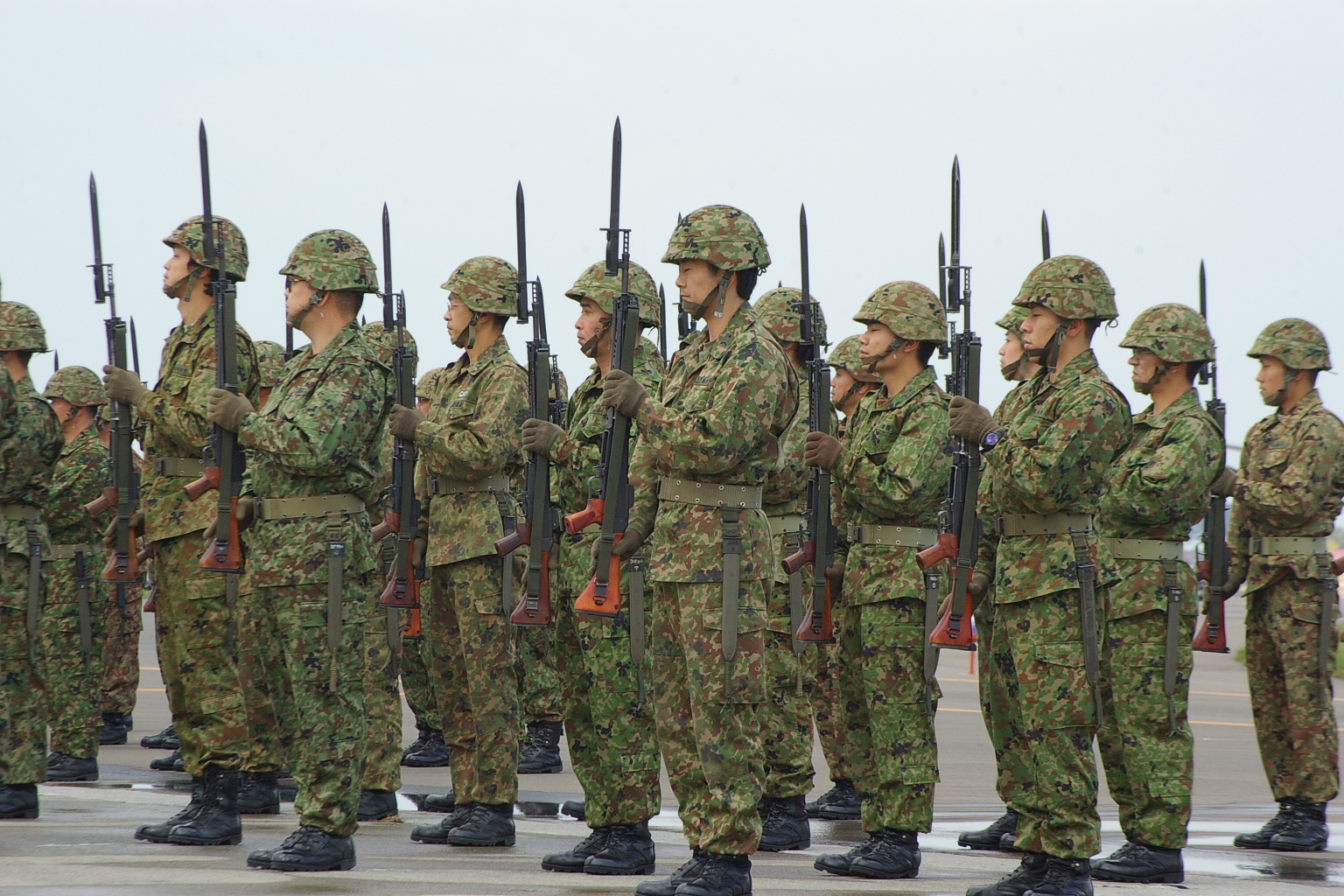
着剣捧げ銃の敬礼（64式小銃）

| 受礼者 | 各個の敬礼 （着帽時）       | 各個の敬礼 （脱帽時） | 隊の敬礼                                                                                               | 警衛隊敬礼                                                                                             | 歩哨等の敬礼                           |
| --- | --------------------------- | --------------------- | --- | --- | -------------------------------------- |
| 天皇 | 捧げ銃の敬礼 又は挙手の敬礼 | 45度の敬礼            | 着剣捧げ銃の敬礼、 挙手の敬礼 又は45度の敬礼                                                           | 着剣捧げ銃の敬礼                                                                                       | 停止して、 捧げ銃の敬礼 又は挙手の敬礼 |
| 国歌（君が代） | 姿勢を正す敬礼              | 姿勢を正す敬礼        | 姿勢を正す敬礼                                                                                         | 捧げ銃の敬礼                                                                                           | 停止して、 捧げ銃の敬礼 又は挙手の敬礼 |
| 国旗等 | 挙手の敬礼                  | 姿勢を正す敬礼        | 捧げ銃の敬礼 （儀式に際し、国旗に対しては 着剣捧げ銃の敬礼）、 挙手の敬礼 又は姿勢を正す敬礼           | 捧げ銃の敬礼 （儀式に際しては 着剣捧げ銃の敬礼）                                                       | 停止して、 捧げ銃の敬礼 又は挙手の敬礼 |
| 隊員のひつぎ | 捧げ銃の敬礼 又は挙手の敬礼 | 45度の敬礼            | 捧げ銃の敬礼 （儀式等に際しては 着剣捧げ銃の敬礼）、 挙手の敬礼 又は45度の敬礼                         | 捧げ銃の敬礼 （儀式に際しては 着剣捧げ銃の敬礼）                                                       | 停止して、 捧げ銃の敬礼 又は挙手の敬礼 |
| 皇后、皇太子等 | 銃礼 又は挙手の敬礼         | 10度の敬礼            | 捧げ銃 （特別儀仗隊にあっては 着剣捧げ銃） の敬礼、 頭右（左、中）の敬礼 又は指揮者のみの敬礼          | 捧げ銃の敬礼                                                                                           | 停止して、 捧げ銃の敬礼 又は挙手の敬礼 |
| 皇后、皇太子 以外の皇族 | 銃礼 又は挙手の敬礼         | 10度の敬礼            | 頭右（左、中）の敬礼 又は指揮者のみの敬礼                                                              | 捧げ銃の敬礼                                                                                           | 停止して、 捧げ銃の敬礼 又は挙手の敬礼 |
| 内閣総理大臣・ 防衛大臣・ 防衛副大臣・ 防衛大臣政務官・ 幕僚長・一佐相当の その隊の指揮系統上の 部隊等の長・中隊長等 駐屯地（基地）司令 それに準ずる指揮官等 | 銃礼 又は挙手の敬礼         | 10度の敬礼            | 頭右（左、中）の敬礼、 指揮者のみの敬礼 又は号令により隊列 又は隊員の姿勢を正した後に 指揮者のみの敬礼 | 捧げ銃の敬礼                                                                                           | 停止して、 捧げ銃の敬礼 又は挙手の敬礼 |
| その他のもの | 銃礼 又は挙手の敬礼         | 10度の敬礼            | 号令により隊列 又は隊員の姿勢を正したのち、 指揮者のみの敬礼                                           | 警衛司令より上位者である 幹部自衛官及び准尉が 警衛所の所在する営門を 出入する場合は 警衛司令のみの敬礼 | 銃礼 又は挙手の敬礼                    |

着剣捧げ銃の敬礼
着剣した小銃を右手で体の中央前に上げ、同時に左手で銃の引金室前部を握り、前腕を水平にして体につけ、小銃を体から約10センチメートル離して垂直に保ち、次に右手で銃把を握って行う（自衛隊の礼式に関する訓令第10条参照）。天皇や国旗・隊員への棺・慰霊碑等に対して行われる。
なお、大正後期頃までの旧日本軍の礼式において「捧銃（捧げ銃）」の動作はこの自衛隊とほぼ同じであったが、礼式令改正後の昭和期は持ち手が左右逆（右手が上・左手が下）で、また左手は銃把に相当する小銃下部ではなく右手位置から握り拳1個分下の前床（木被）部を握り、親指を伸ばす違いがあった。
捧げ銃の敬礼
着剣していない小銃による。動作は「着剣捧げ銃の敬礼」に同じ（自衛隊の礼式に関する訓令第10条参照）。主な対象者は将官以上の階級・役職にある高官に対する栄誉礼時に行われるものとされている が、対象者が佐官や尉官であっても着任式や離任式において観閲台付近に立する衛兵たる隊員は観閲行進開始前及び終了時における観閲官への敬礼として捧げ銃を行う。
銃礼
立て銃の姿勢から、左手の手のひらを下にして指をそろえて伸ばし、手首と前腕をまっすぐにしておおむね水平に伸ばし、人さし指の第1関節が銃口に軽く接触する程度に保って行う（自衛隊の礼式に関する訓令第10条参照）。
他の敬礼と異なり、旧日本軍では行われていなかった敬礼の方式で、アメリカ軍の「rifle salute at order arms（立て銃敬礼）」に相当する。
挙手の敬礼
右手をあげ手のひらを左下方に向け、人さし指を帽のひさしの右斜め前部にあてて行う（自衛隊の礼式に関する訓令第10条参照）。
詳細は「挙手の敬礼」参照。
10度の敬礼
頭を正しく上体の方向に保ったまま、体の上部を約10度前に傾けて行う（自衛隊の礼式に関する訓令第10条参照）。
会釈に相当。
45度の敬礼
頭を正しく上体の方向に保ったまま、体の上部を約45度前に傾けて行う（自衛隊の礼式に関する訓令第10条参照）。
最敬礼に相当。
頭右（左、中）の敬礼
頭を受礼者に向けて行う。ただし、頭を向ける角度は、約45度を限度とする。着帽時に行われる。脱帽時は基本的に「頭（かしら）」の号令で受礼者に正対（半ば「左向け」または「右向け」）し、「中（左・右）」の号令で「10度の敬礼」を行う（自衛隊の礼式に関する訓令第10条）。
原則として2名以上の隊列を組む部隊が行う敬礼の一種なので、指揮権を有する部隊長以上に対して行われるべきである事から、陸上自衛隊では、中隊長（特科部隊等を除く・但し、特科部隊は離着任式のみ頭中の敬礼が行われる）以上の指揮官や駐屯地司令に対して行われる。
脱帽時は基本的に「10度の敬礼」をもってそれに換えることが出来る ものの、式典においては進行上事務官や技官が参加している場合、脱帽にもかかわらず「頭中（左右）の敬礼」を行っている場合もあり、これは基本的に訓令違反に該当するが黙認扱いになっている。
姿勢を正す敬礼
気を付けの姿勢をとって行う（自衛隊の礼式に関する訓令第10条参照）。
脱帽時の敬礼の一種（主に国歌に対して行われる）また、儀仗等において曹士が式典会場付近にいる場合は受礼者に対する栄誉礼において「姿勢を正す敬礼」を行う。
着席中は号令により起立、直立不動の姿勢を取る。
旗の敬礼
隊が姿勢を正す敬礼を行う場合は、姿勢を正してそのまま捧持し、その他の敬礼を行う場合は、右手で旗ざおを垂直に上げ同時に左手で右わきのところで旗ざおを握り、次に旗ざおを水平に前方に倒して行う。ただし、自衛隊旗など捧持用バンドを使用して捧持している旗は、右手をのばし旗ざおを水平に前方に倒して行う（自衛隊の礼式に関する訓令第51条）。旗手は旗の敬礼を行うと同時に顔を受礼者に向ける。
主に中隊（隊）以上の部隊で行う。

栄誉礼
将補以上に対して行われる。栄誉礼参照。

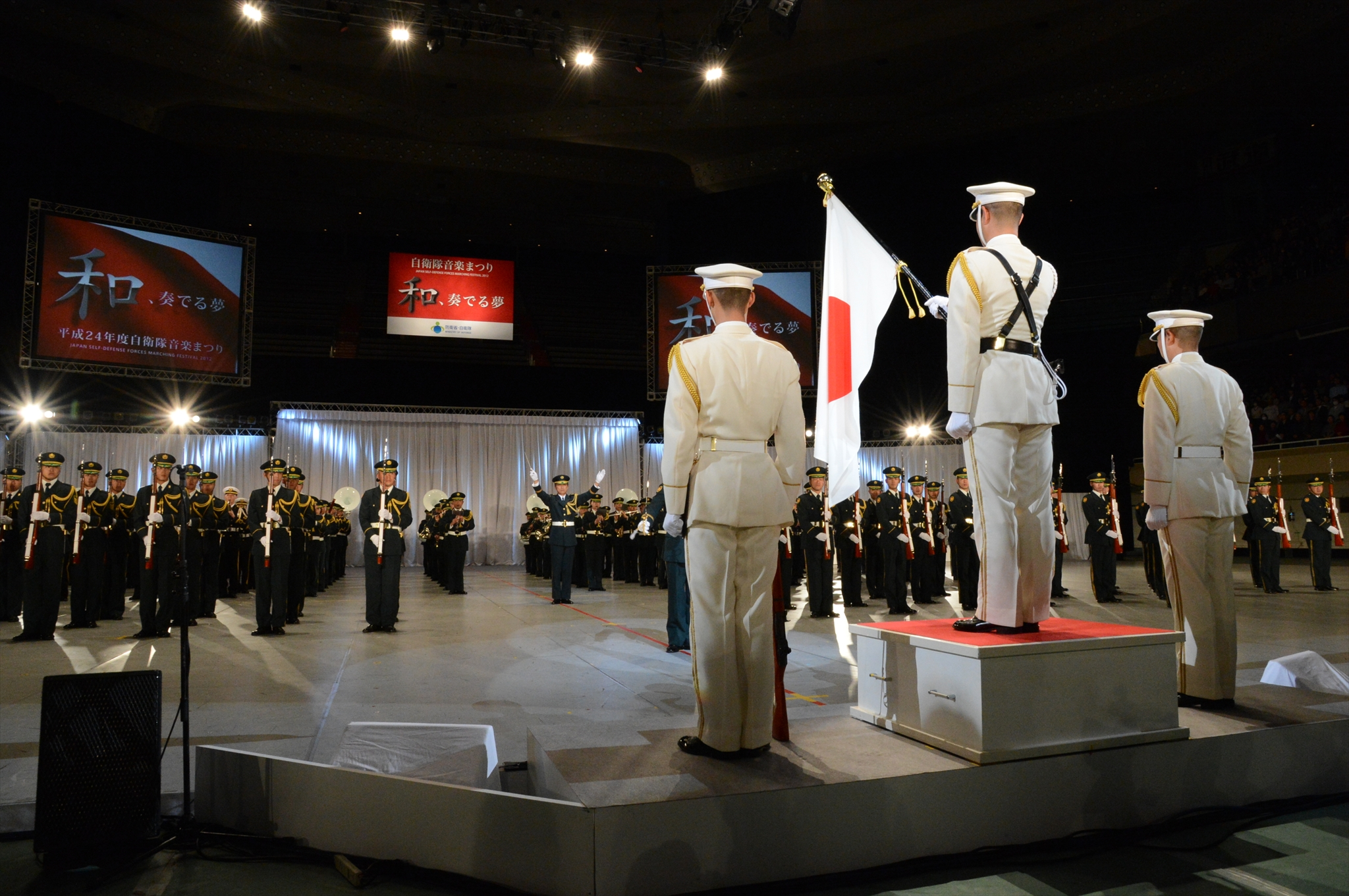
国旗に対し着剣捧げ銃の敬礼
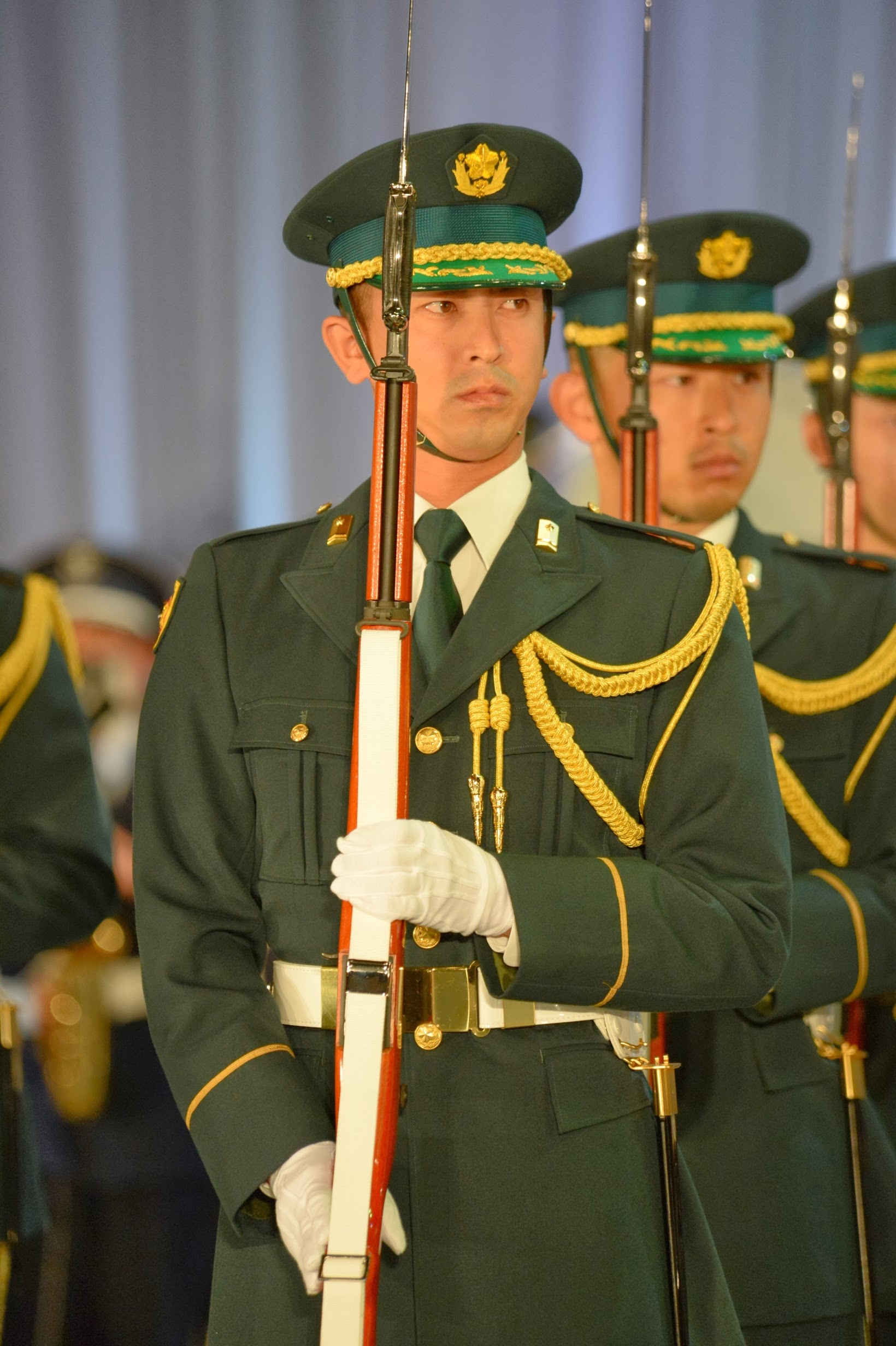
着剣捧げ銃の敬礼（M1小銃）
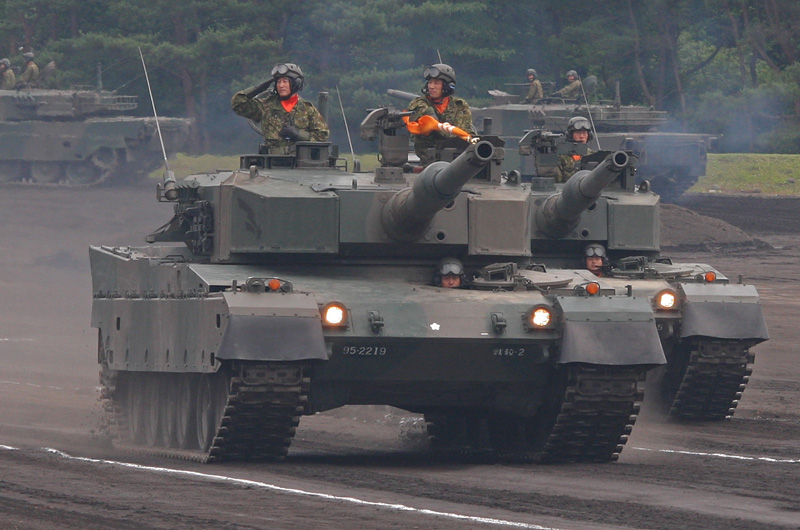
挙手および「頭右」、旗の敬礼
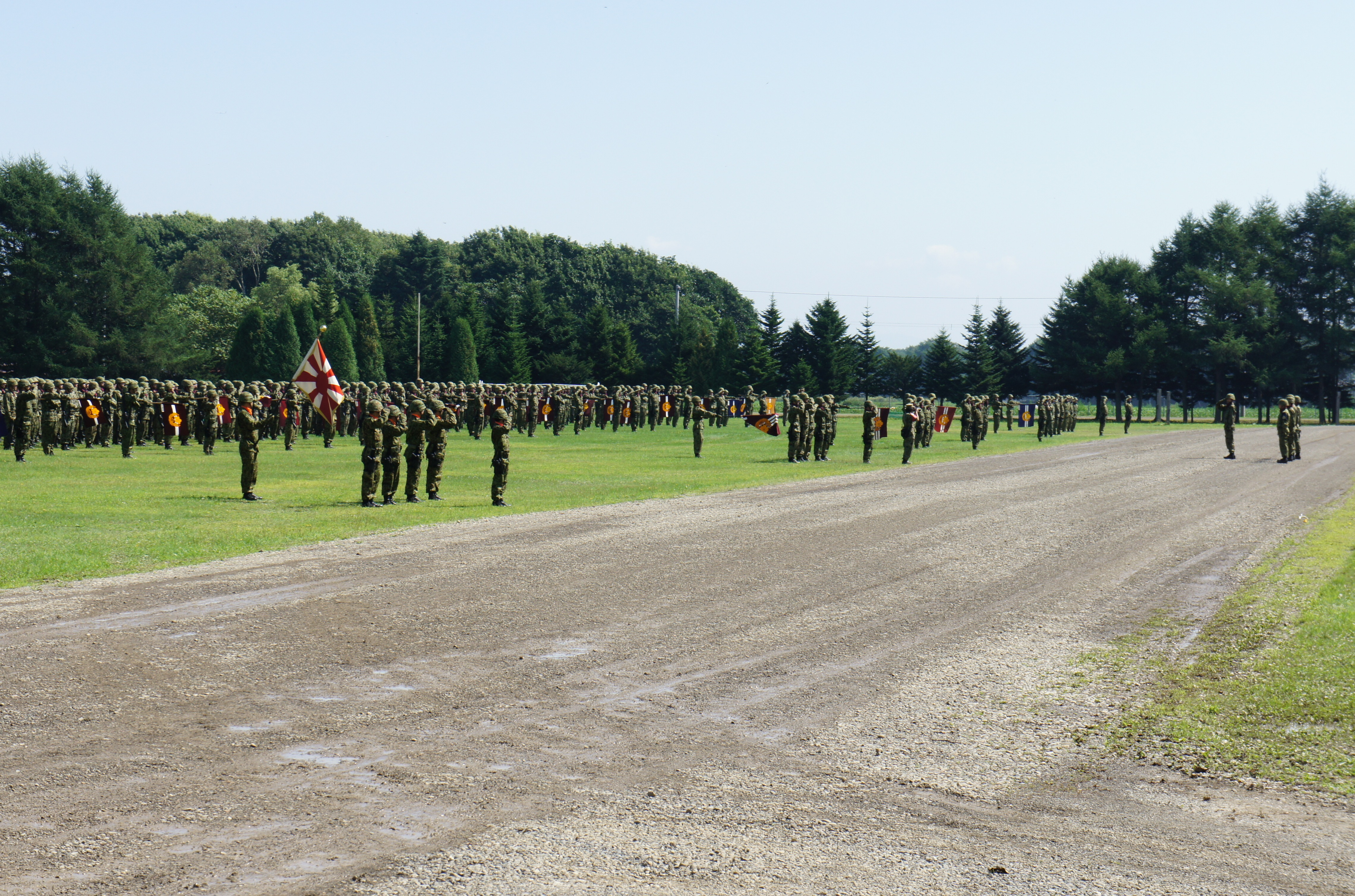
「頭中（かしらなか）」の敬礼をもって部隊の敬礼を行う様子
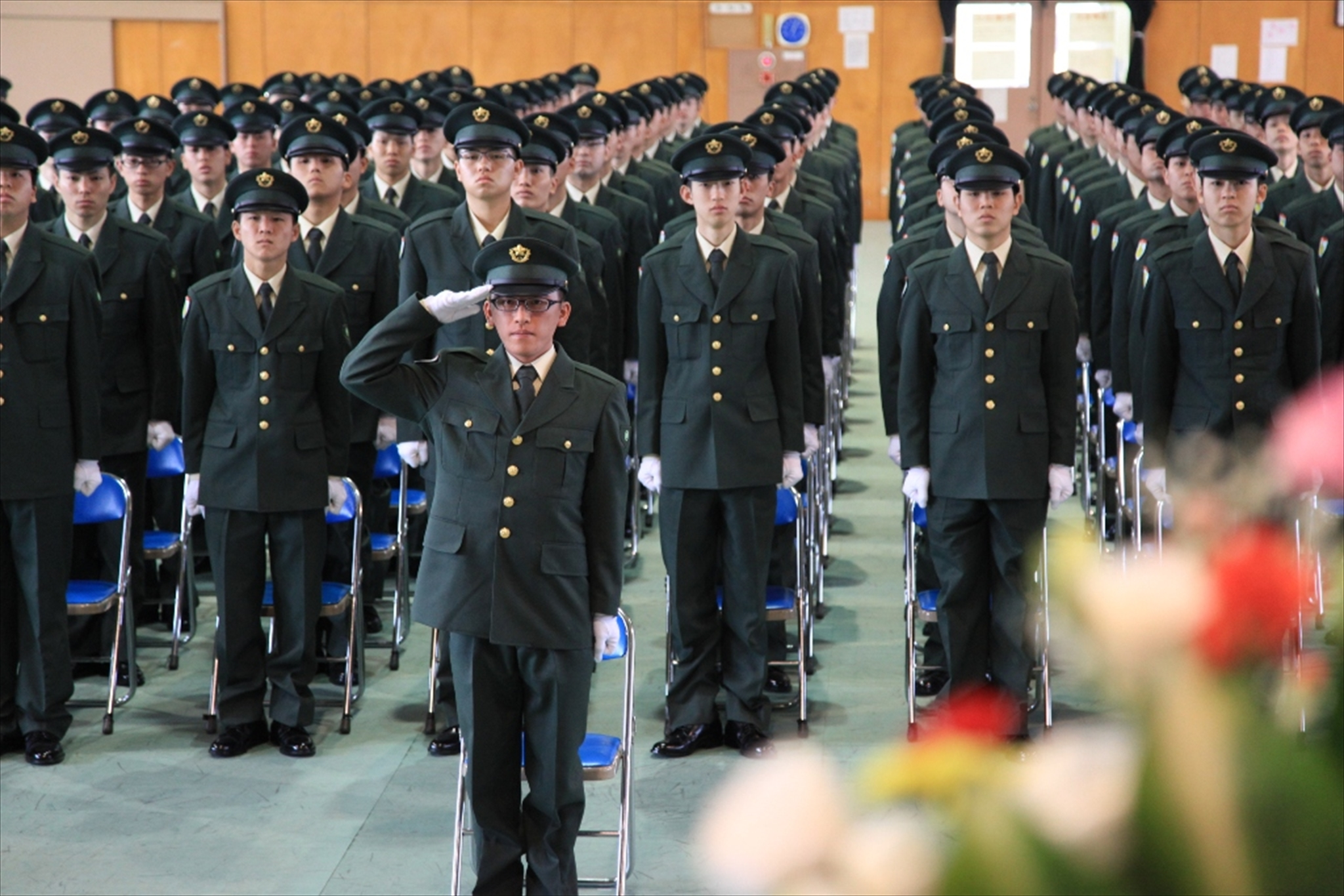
「頭中」の敬礼。指揮官は挙手の敬礼、他の隊員は鼻先や顎から顔を執行者に向けて注目
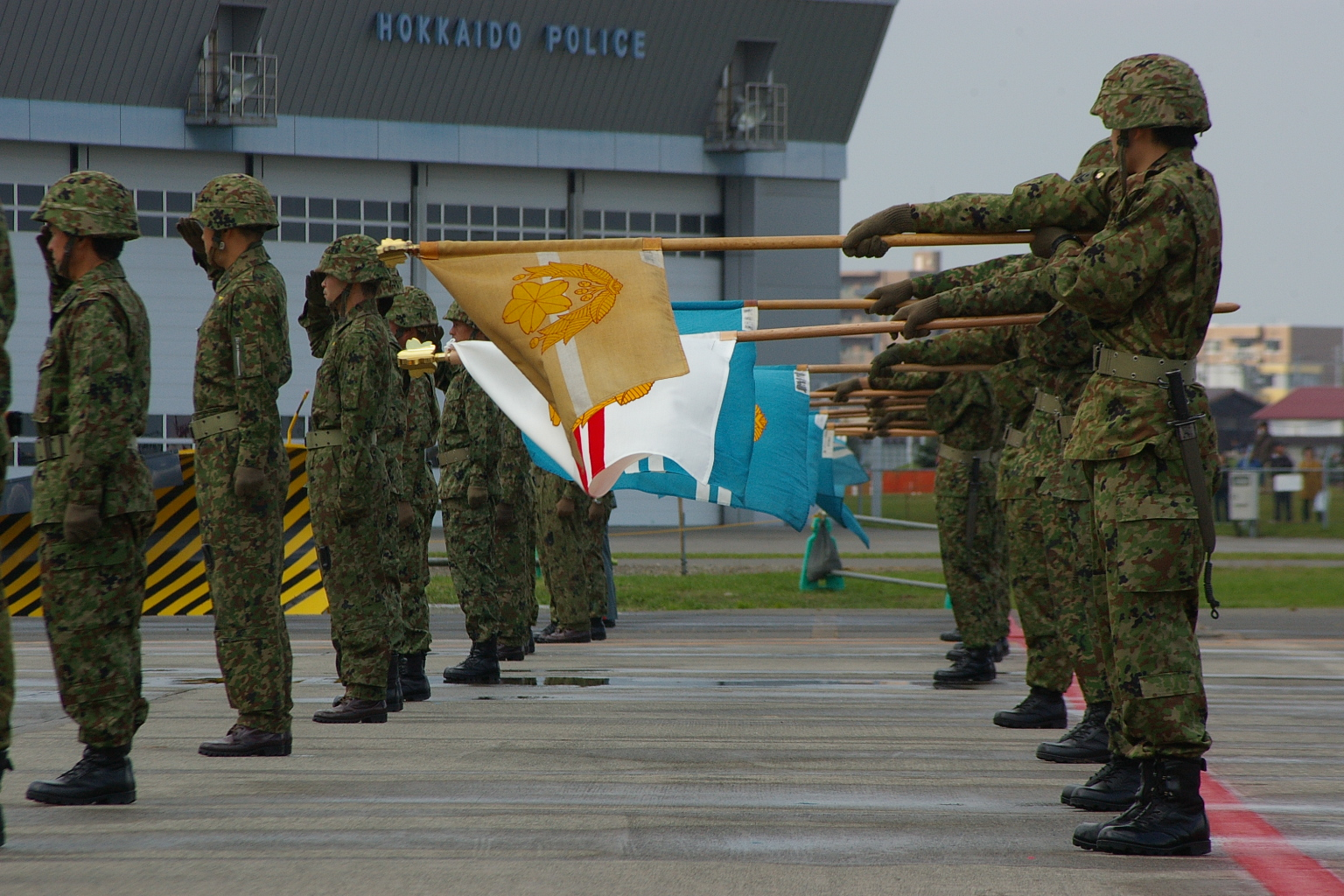
駐屯地司令に対する挙手および旗の敬礼
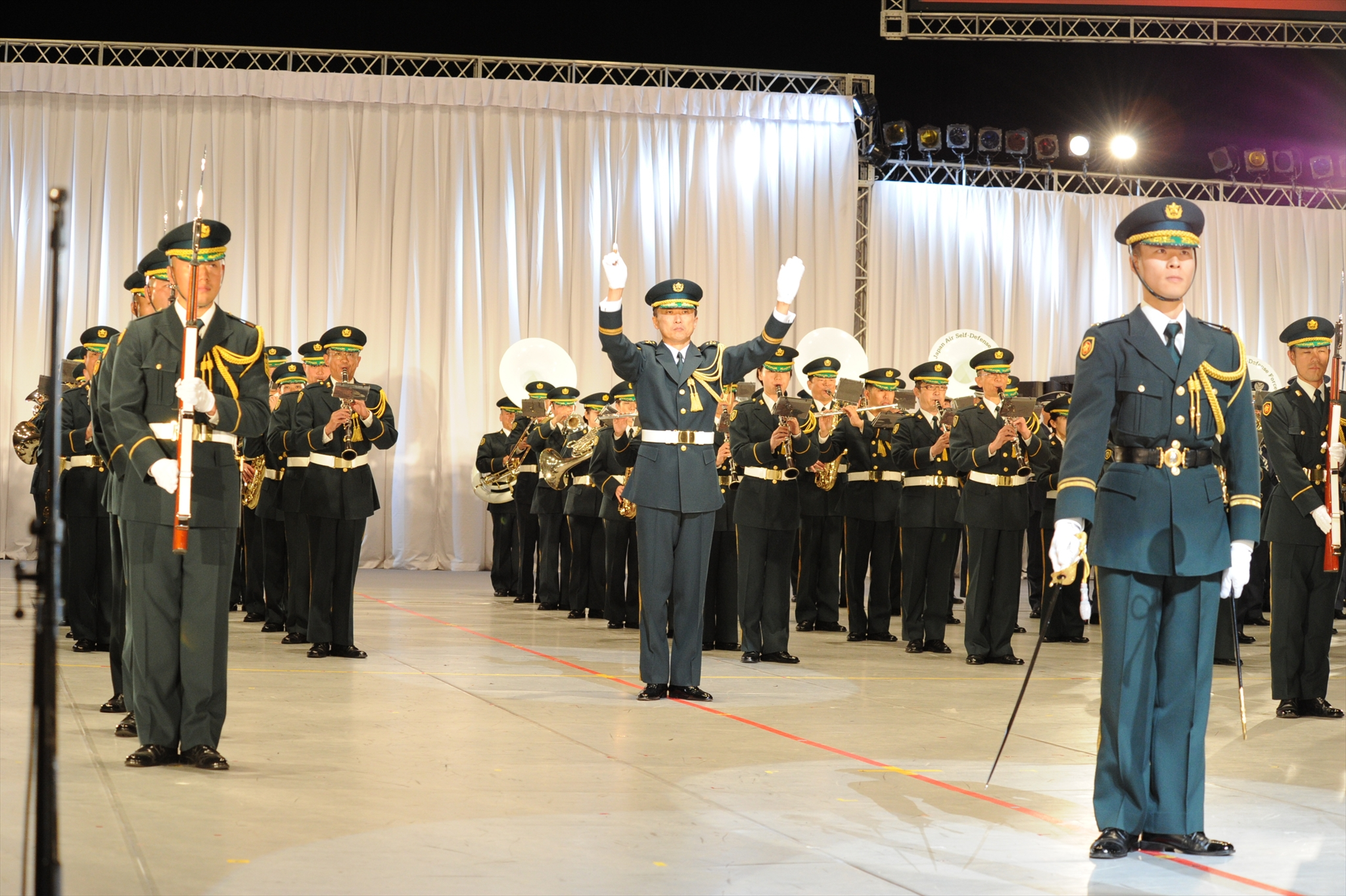
着剣捧げ銃の敬礼（および指揮官は刀の敬礼）

### 旧日本陸軍の礼式

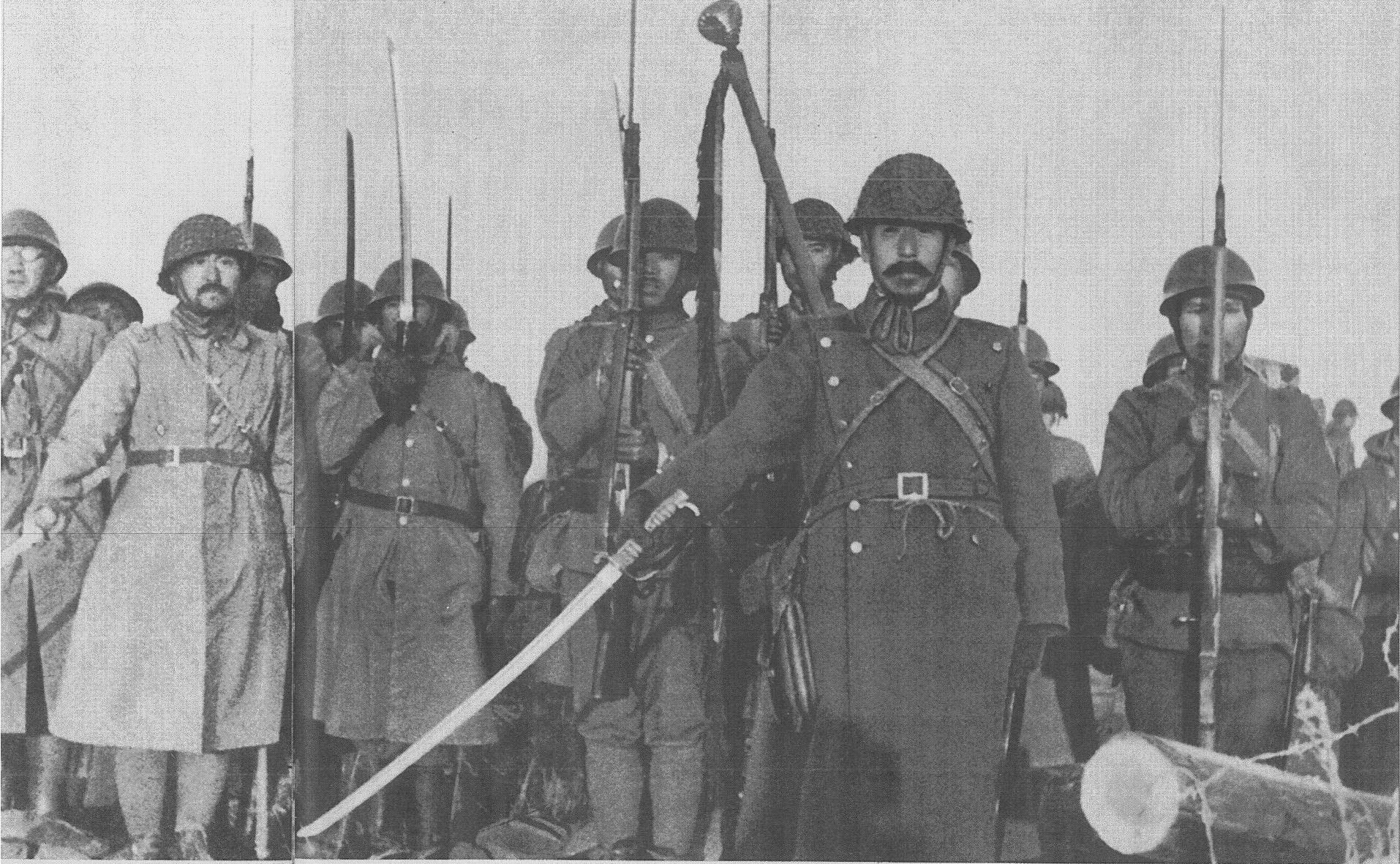
軍旗の敬礼（宮城遥拝）。手前の連隊長以下将校と見習士官は「投刀」、後列の下士官兵のうち帯刀本分者は「捧刀」、他は「着剣捧銃（捧銃の敬礼）」を行っている

旧日本陸軍における独自の礼式としては、種々の沿革があるが「陸軍礼式令（昭和15年1月25日軍令陸第3号）」によると第4章に軍旗に関する敬礼が定められている。
軍旗の敬礼
軍旗は、天皇に対するとき及び拝神の場合に限り敬礼を行うものとされ、旗手、軍旗衛兵並びに軍旗中隊及び誘導将校、護衛下士官並びに軍旗誘導部隊は、軍旗の敬礼を行う場合に限り敬礼を行うものとされた。
軍旗に対する敬礼
抜刀将校や武装下士官兵の軍旗に対する敬礼は天皇に対する敬礼に同じである。すなわち、抜刀将校は刀の礼、武装下士官兵は捧銃・捧刀の礼を行う。
室内においては、拝礼する。
軍旗に行き遇い又はその傍を通過する者は、行進間においては停止し、乗馬者は乗馬のまま、乗車者は乗車のまま、軍旗に面して敬礼を行う。

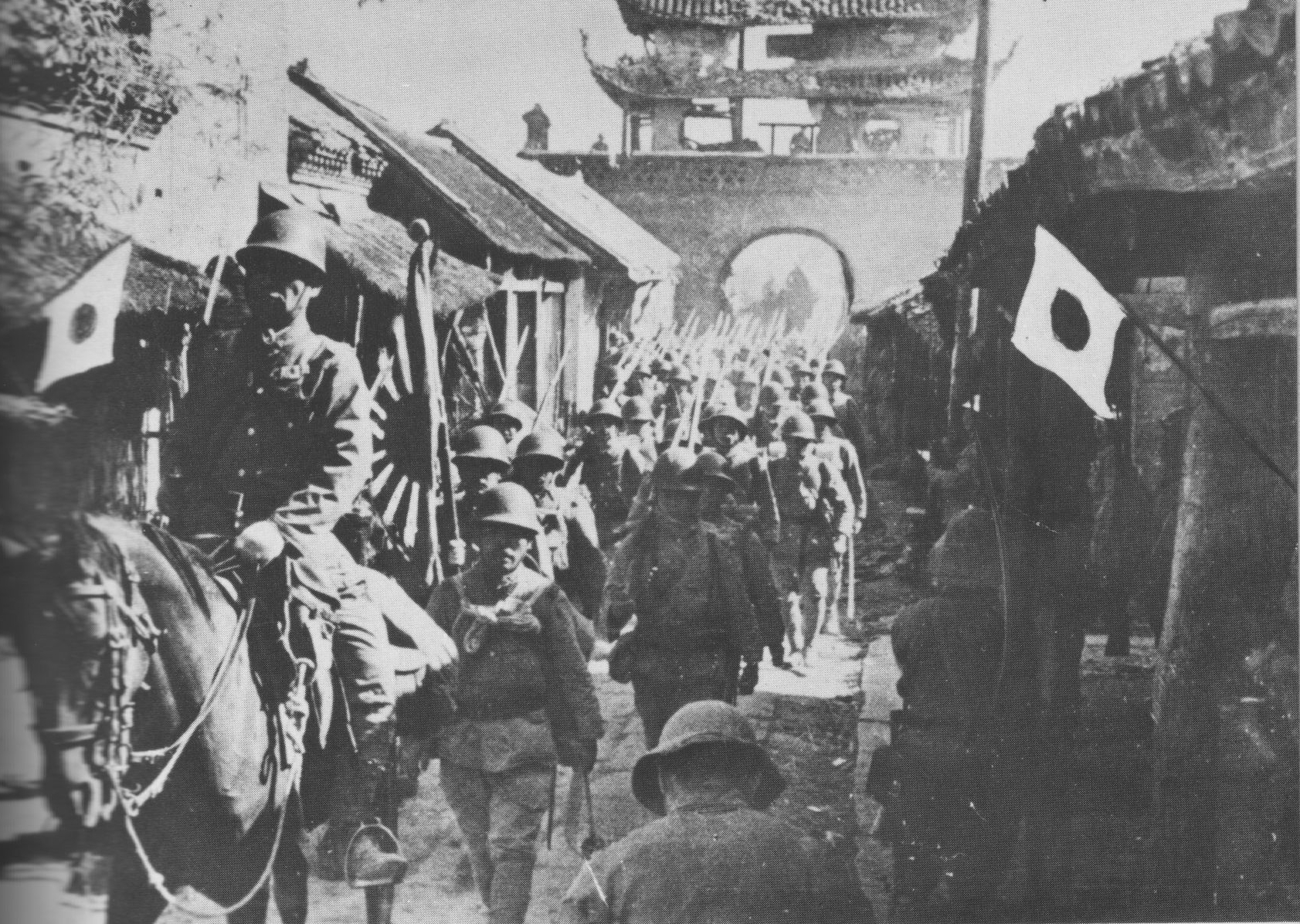
軍旗に対する敬礼。占領地に入城する軍旗に対し、衛兵（右奥）は「捧銃（執銃の敬礼）」を行い注目している
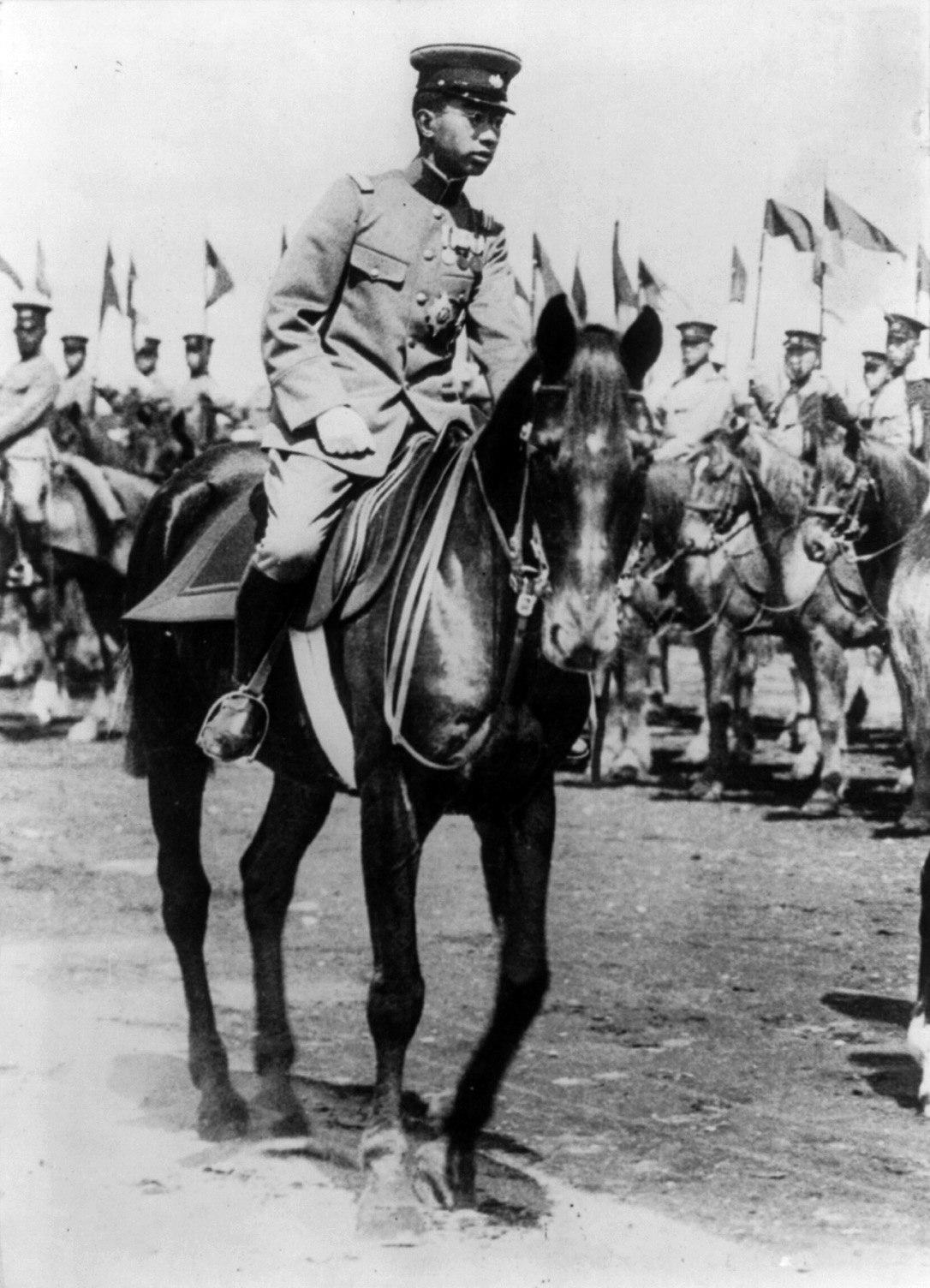
皇太子（のちの昭和天皇）に対し、馬上で敬礼を行う儀仗兵たる近衛騎兵連隊の将兵。将校（最左）は「投刀」、下士官兵は槍旗を付した騎兵槍を奉じ注目している

### 旧日本海軍の礼式
旧日本海軍においては、通則として「君が代」の奏楽、吹奏を聞くときは姿勢を正すこと、上官に対しては敬礼し、上官はこれに答礼し、同級者は相互に敬礼を交換すべきであるとされる。
各個の敬礼
室内、室外の区別があるが、室外の基本形式は挙手注目の礼である。拝神の礼は常に室内の最敬礼に依る。また剣を持ってするもの、銃を執ってするものなどがある。
艦船部隊の敬礼
軍艦旗の揚卸は艦艇の毎日行事であるが、楽隊（信号兵）は「君が代」を吹奏し、衛兵隊は捧銃し、上甲板以上に在る者はこれに向って挙手注目し、中甲板以下に在る者は姿勢を正す。将旗を掲げる軍艦または短艇に対しては、衛兵隊は敬礼し、「海行かば」を1回吹奏し、上甲板に在る者は敬礼し、姿勢を正す。短艇の敬礼は将官に対しては「橈立（かいた）て」、佐官・尉官に対しては「橈上（かいあ）げ」を行う。軍隊の敬礼は「頭右（左）」を令し、隊長は各個の敬礼を行う。拝神の礼は「捧銃」を行い、「国の鎮め」を吹奏する。ただし靖国神社のみに対しては「海行かば」のうち「水漬く屍」の節を吹奏する。
軍艦の敬礼は、
- 軍艦旗に対する敬礼。
- 軍艦が天皇乗御の艦船に遇った場合には幹部および当直将校は艦橋に集まり、その他の乗員は上甲板および舷側に整列して敬礼を行い、衛兵隊および番兵は捧銃し喇叭「君が代」を吹奏し、副長の令で祝声（万歳三唱）を唱えて敬意を表する。
- 軍艦が相遇う時、将旗あるいは代将旗を掲げた軍艦または短艇に遇う時は、喇叭を吹奏して敬礼し、外国軍艦に相遇った時にも互いに敬意を表する。
- 船舶灯台などより軍艦に対しその国旗を降下して敬礼する時は軍艦は軍艦旗を半ば降下して答礼する。外国商船もまた軍艦に対してはその国旗を降下して敬意を表する。
- 艦船にはその他登舷礼式といって天皇に対する敬礼を行う場合、および戦時、事変あるいは遠洋航海などのため出入港する艦船を送迎する時、総員が舷側に整列して敬礼を表する。
- 軍艦の敬礼の中に号笛を吹いて敬意を表する敬礼がある。制規の服装をして軍艦に出入する副長以上あるいは特命全権大使などが乗艦退艦する際、舷門で行うものである。

### 挙手の敬礼

花輪に対して「敬礼（挙手の敬礼）」を行うアメリカ空軍大佐（将校、中央）と上級部隊等最先任上級曹長（下士官、右）他。「敬礼（挙手の敬礼）」の形が大きく異なっている

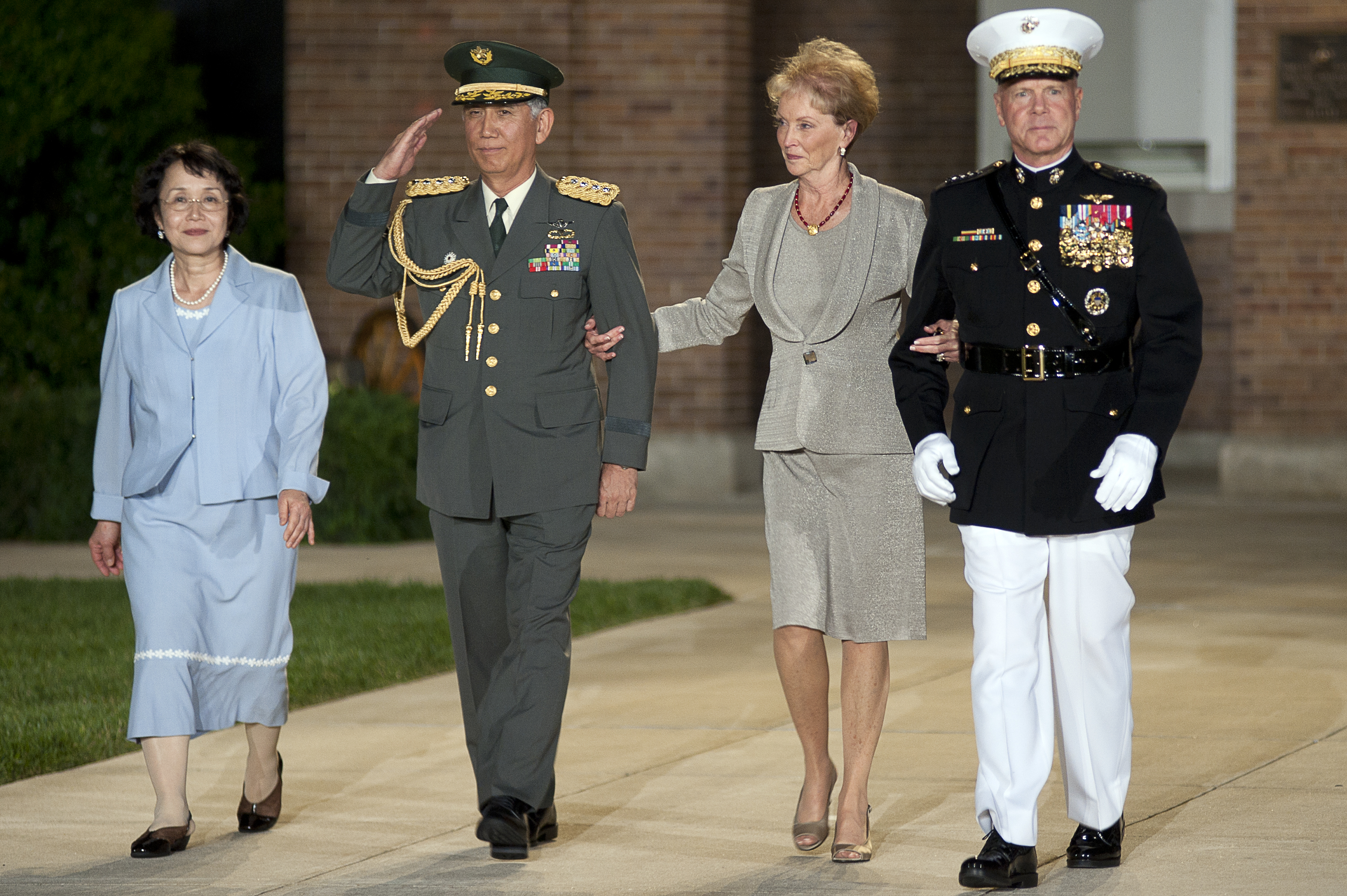
陸上自衛隊幹部（陸上幕僚長たる陸将君塚栄治）の「答礼」。「敬礼」に対し上位者が行う「答礼」であるため、肘は張らずに指と腕も伸ばさず、力を入れない形になっている。君塚の左にいるのは夫人。右の二人はアメリカ海兵隊大将ジェームズ・F・アモス夫妻

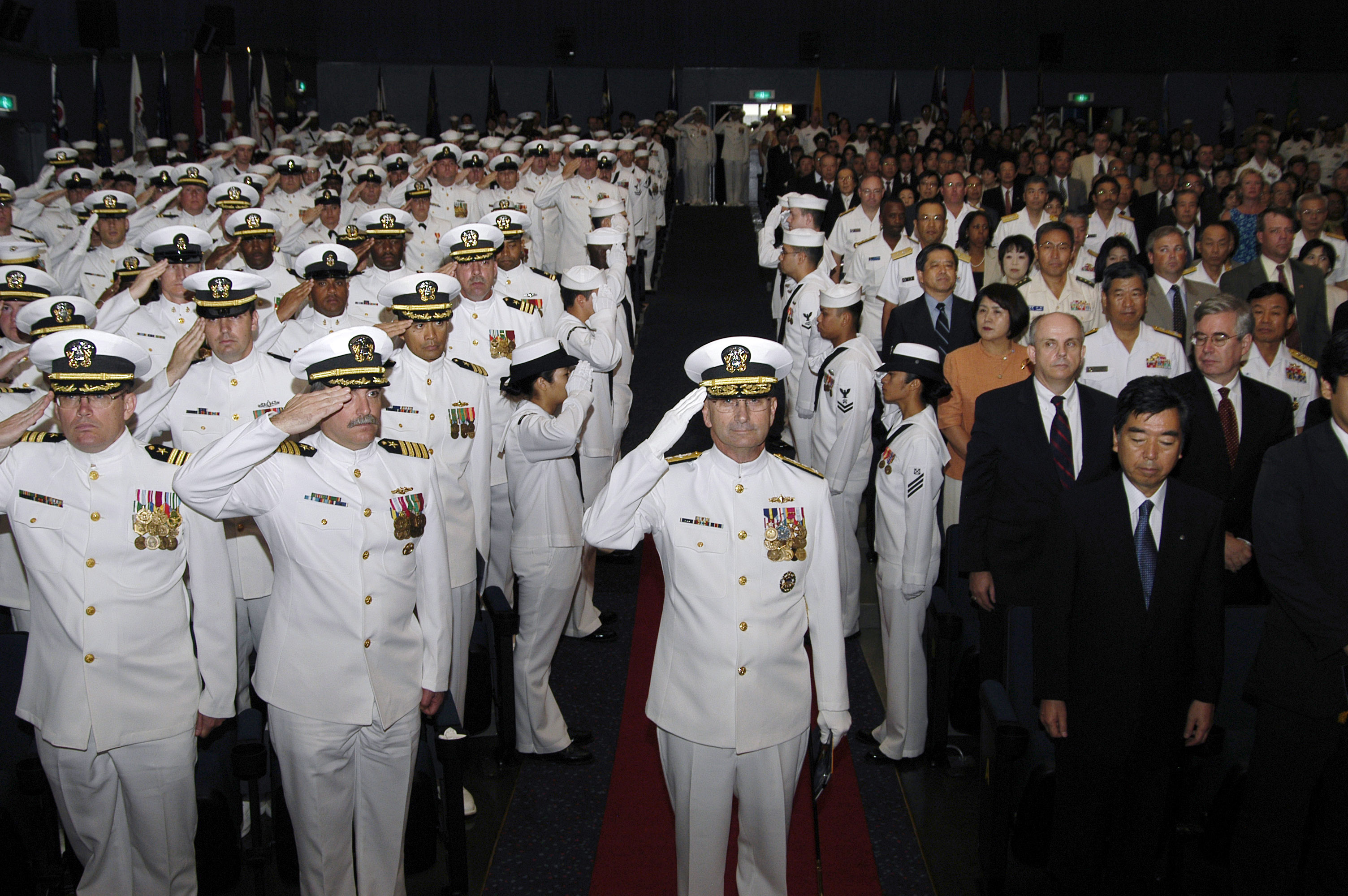
「敬礼（挙手の敬礼）」を行うアメリカ海軍の軍人（将校・下士官・兵）。「敬礼（挙手の敬礼）」の形は各自大きく異なっている

挙手の敬礼（挙手注目の敬礼）は、軍隊の敬礼（軍隊礼式）の中で最も有名なものである。この敬礼は近代的軍隊の発祥地であるヨーロッパにおいて、鎧を装着した騎士が王族や貴族に拝謁する際、鉄兜の目の保護具である鎧戸を持ち上げるその仕草が端緒とされる。イギリスでは王・女王に騎士が謁見をする際、自らの額に右手の甲を当てて、手のひらに武器を握っていないことを証明するために行われていた。
下位の者より「敬礼（挙手の敬礼）」を受けた受礼者たる上位の者は、例外を除き「答礼（挙手の答礼）」を行う。受礼者が行う「答礼」は厳密には「敬礼」と異なるものであるが、動作がほぼ同様であるため一般的にはこれも「敬礼」と総称されることが多い。
また、上位の者が行う「答礼」および同位の者同士が交換し合う「敬礼」の場合、動作や形（指や腕の位置・角度）は下位の者が行う「敬礼」と異なり、力まず簡易なものになる場合も多い。
軍隊組織において挙手の敬礼の形は基本が定義され、新入隊者は教育隊などを含む各部隊や軍学校にて先ず敬礼の教育・指導を受けるものの、あくまで癖・嗜好・体格も異なる人間が行う動作であることから、同じ軍種・職種・階級であってものちのち形に相当の差異が生じることは珍しくはない（かつ、時と場合によっては同一人物であっても差異が生じる場合もある）。そのため、軍隊組織において画一的な挙手の敬礼の形というものは厳密には存在しない。例として、以下の3枚の画像は「答礼」を行うアメリカ海軍将校を捉えたものであるが、各自の「答礼」の形は全く異なることが確認出来る。

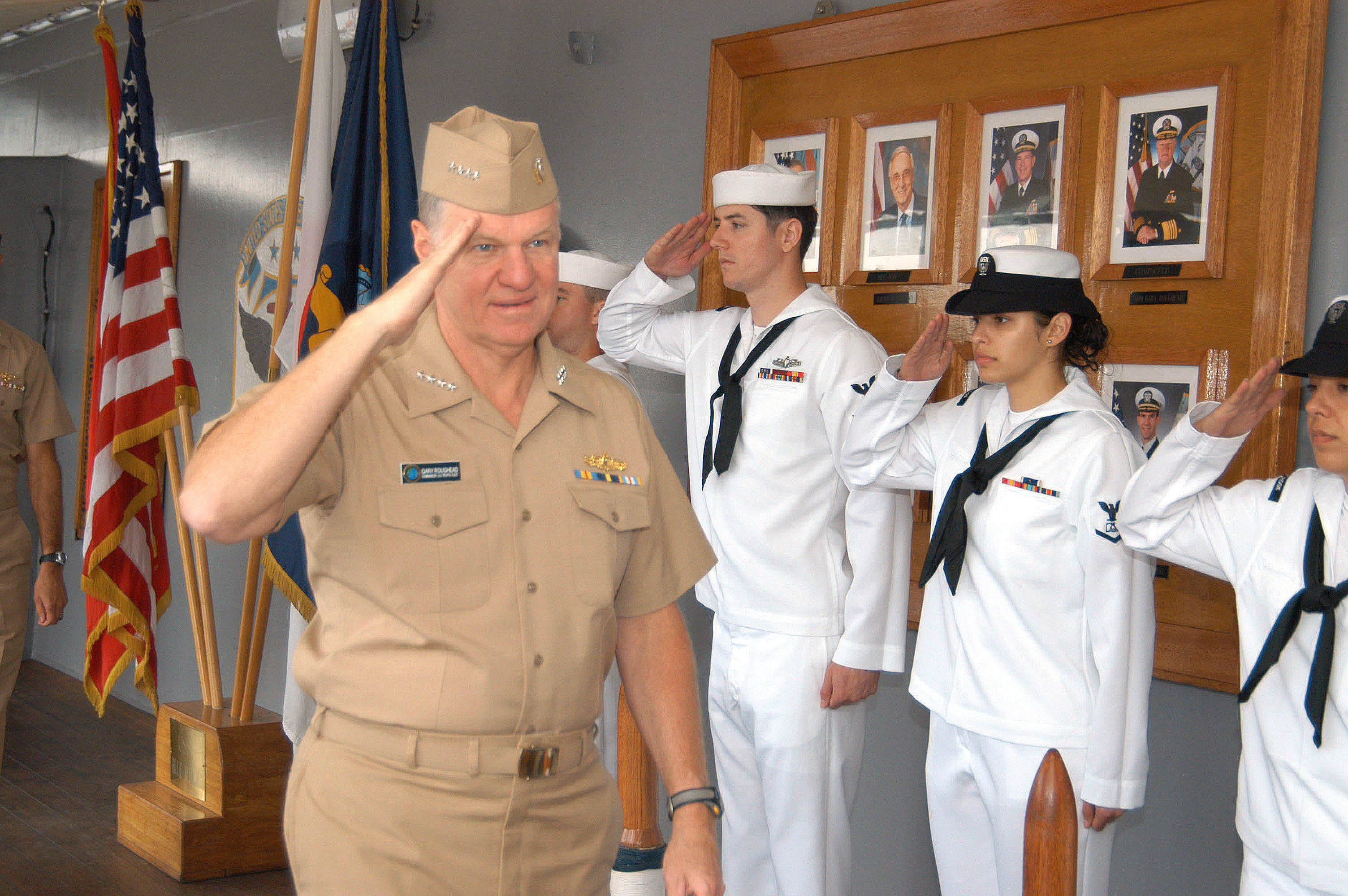
「敬礼」（右列）に対し「答礼」を行うアメリカ海軍将校（将官、左）。右掲画像の海軍軍人とは形が異なる
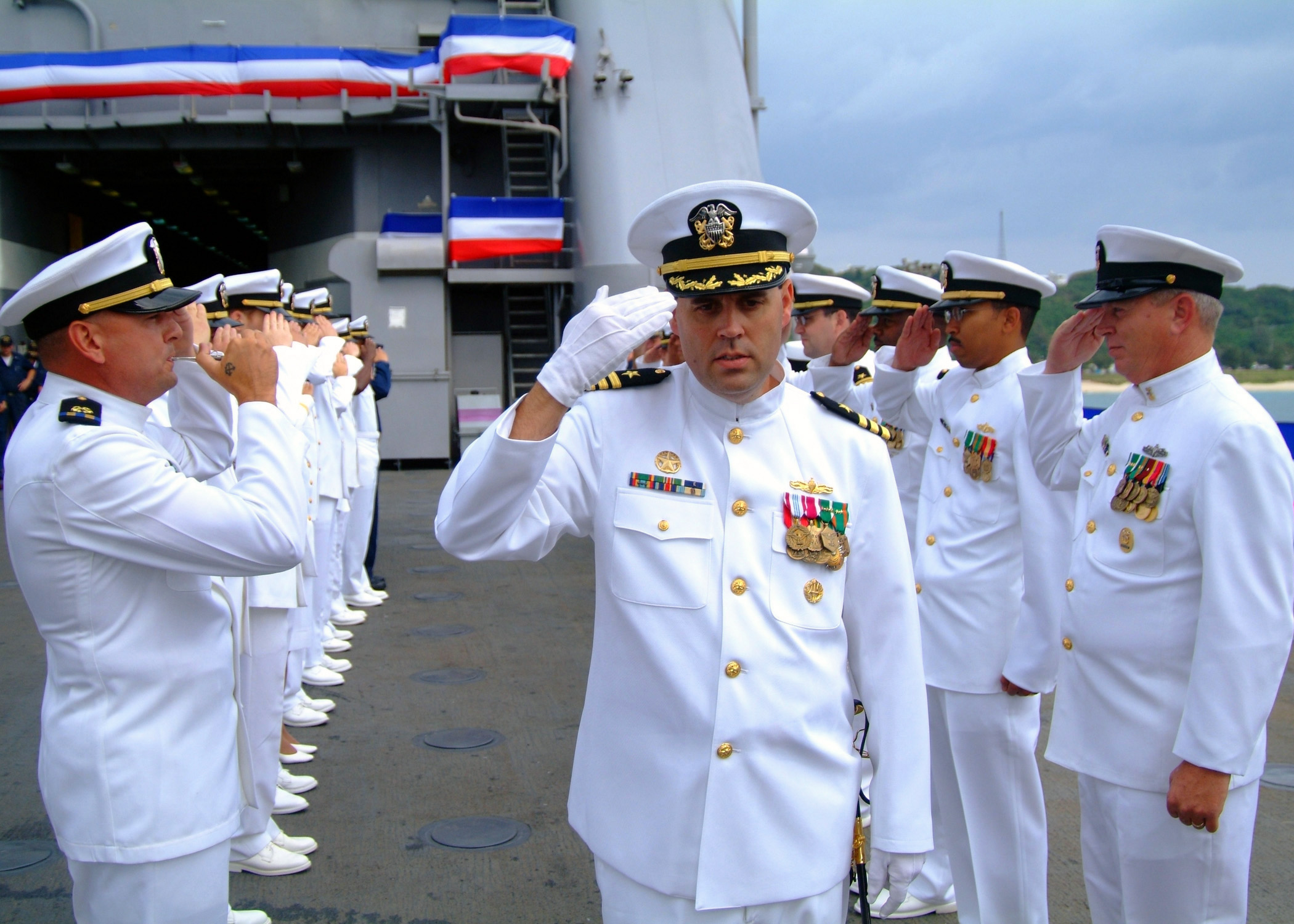
「敬礼」（左右列）に対し「答礼」を行うアメリカ海軍将校（中央）。左右掲画像の海軍軍人とは形が異なる
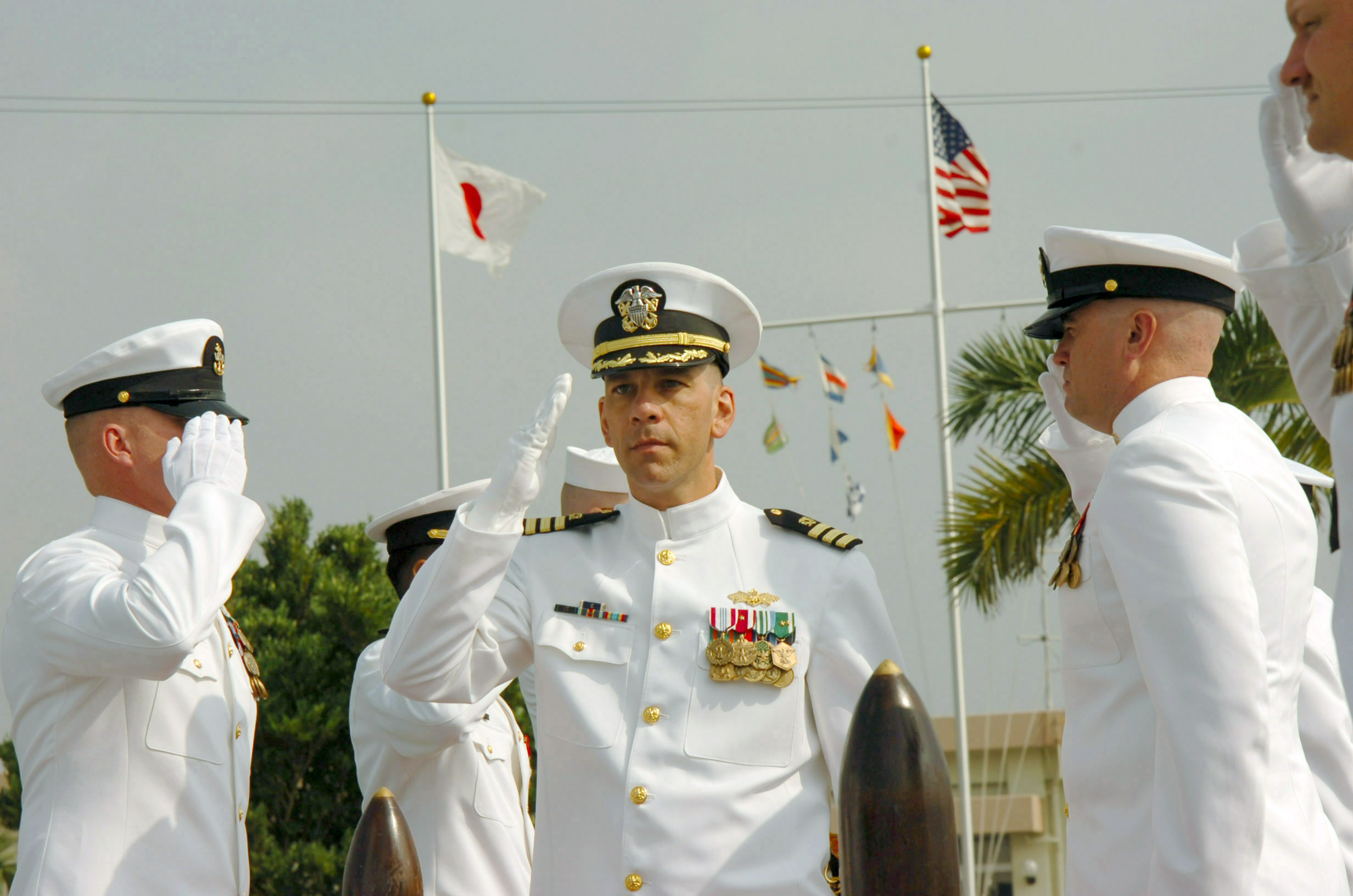
「敬礼」（左右列）に対し「答礼」を行うアメリカ海軍将校（中央）。左掲画像の海軍軍人とは形が異なる

日本では明治初め、西洋を模範とした近代軍隊である陸海軍（旧日本軍）建軍の際に導入された。脱帽時には挙手の敬礼をしてはならず、会釈・お辞儀の敬礼をする。日本以外の軍隊などにおいては脱帽時にも行うところが多い。国によっては、負傷などの理由で右手を使えない場合、左手で挙手礼を行うよう定めている場合もある。

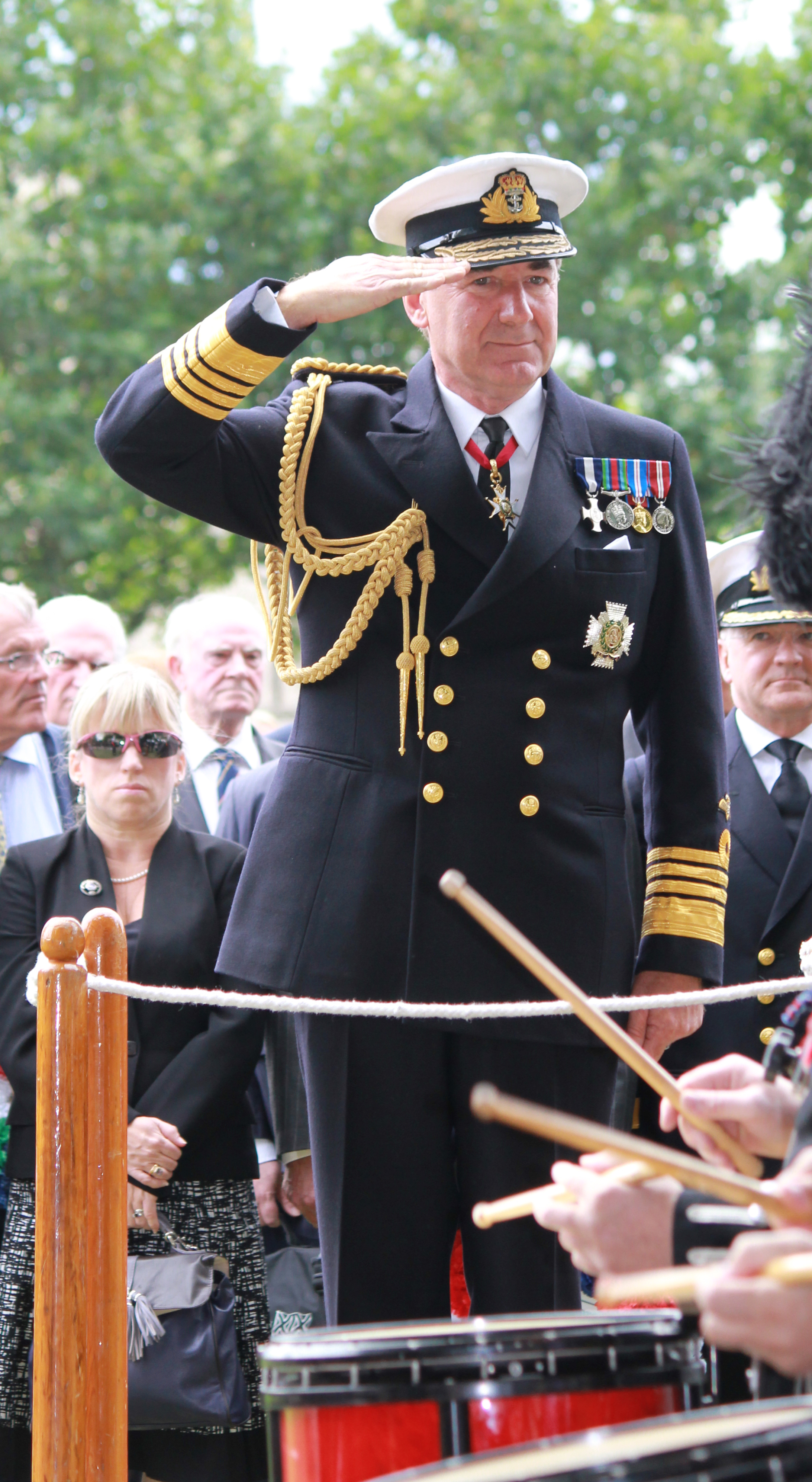
イギリス海軍将官（海軍大将ジョージ・ザンベラス）の「敬礼」ないし「答礼」
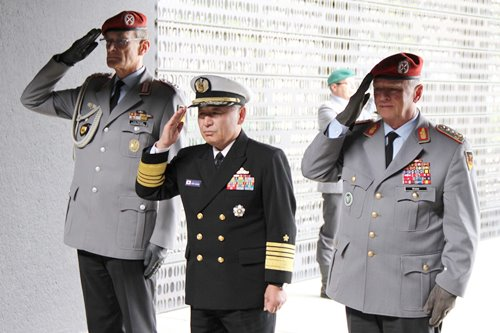
ドイツ陸軍将官（右）および同佐官（左）と、海上自衛隊将官（中央）の「答礼」
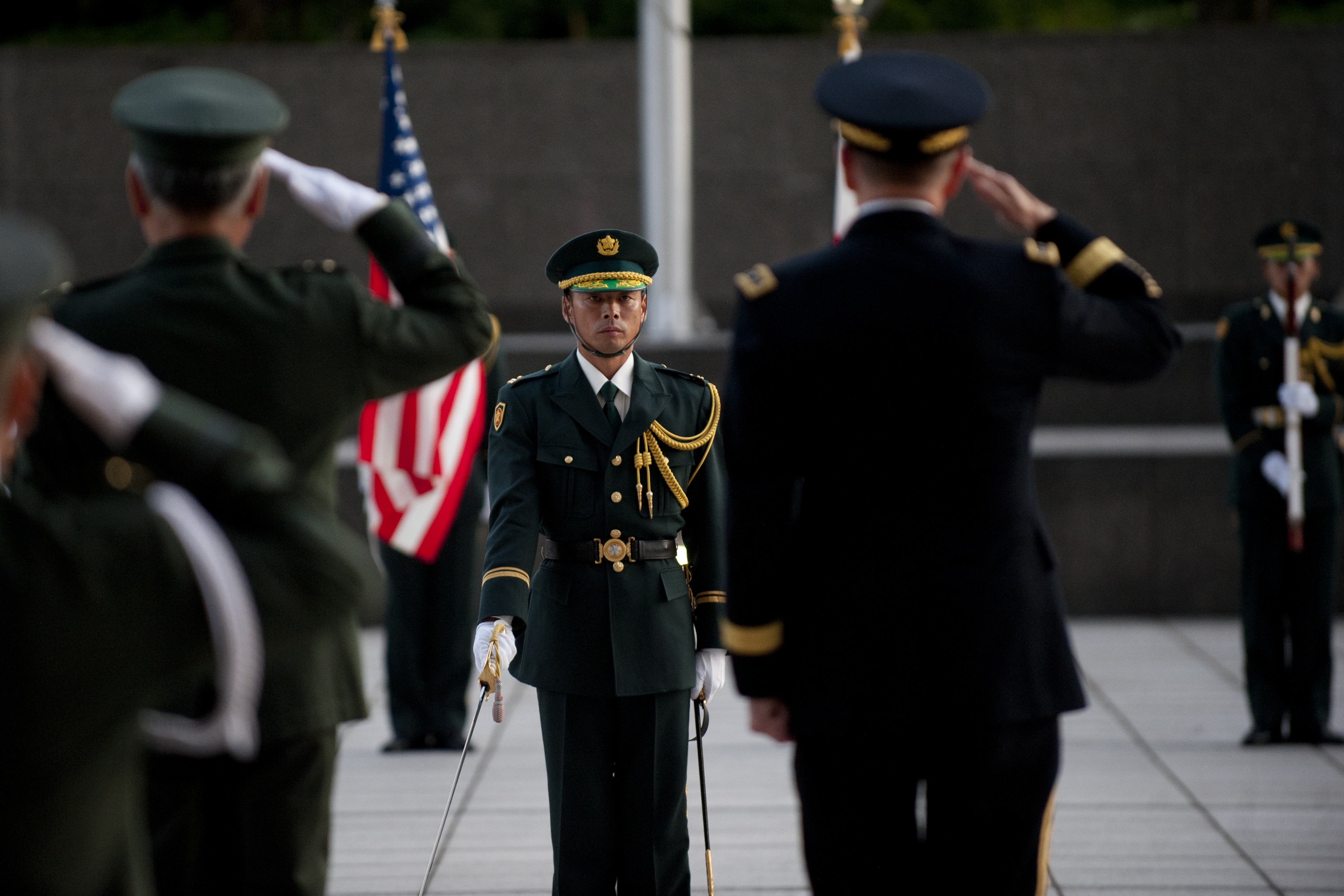
陸上自衛隊の特別儀じょう隊（中央他）の「敬礼」を受け、「答礼」を行う陸自将官（左）とアメリカ陸軍将官（右）
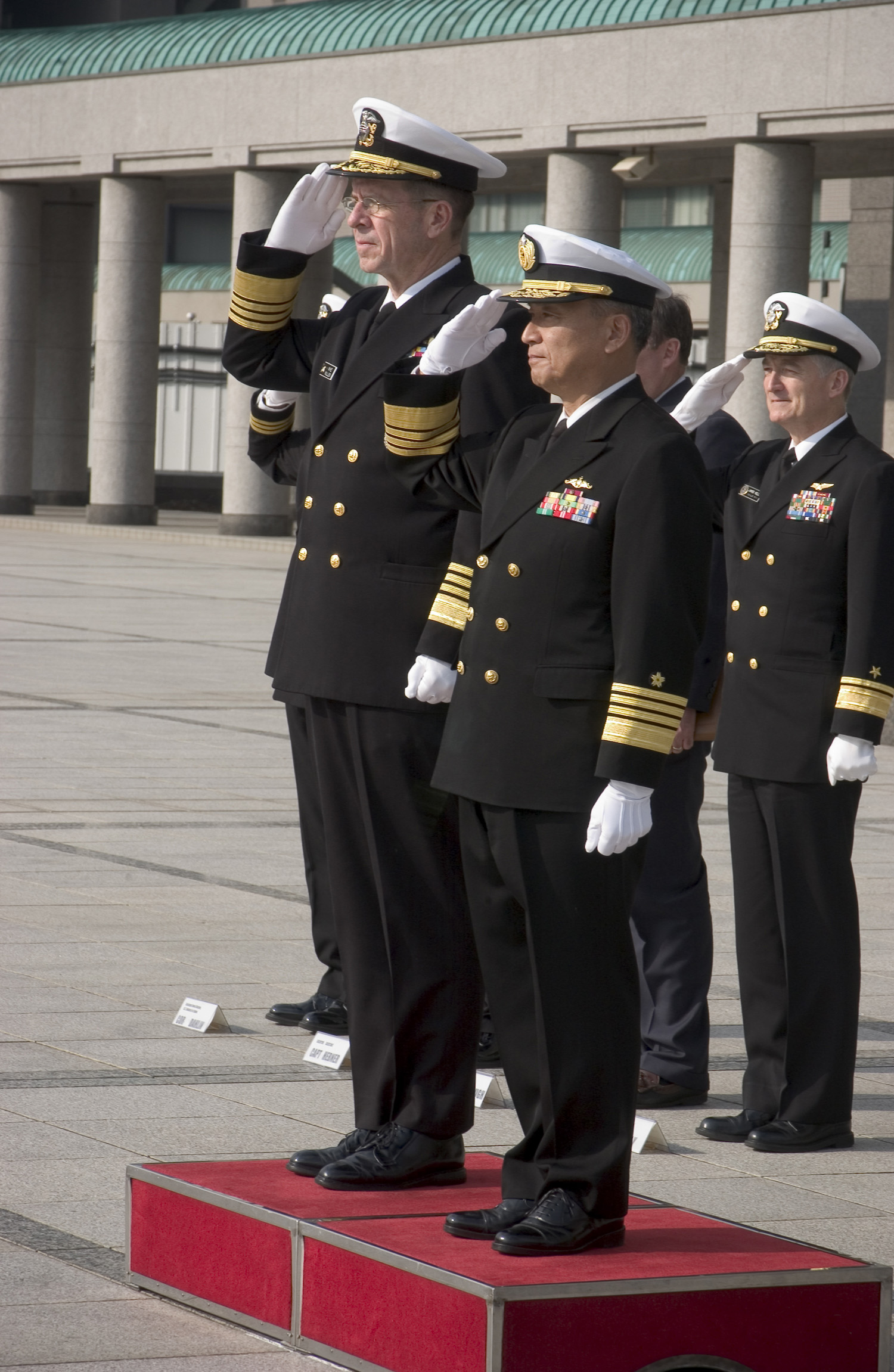
「敬礼」を受け「答礼」を行う壇上のアメリカ海軍将官（左）と海上自衛隊将官（右）
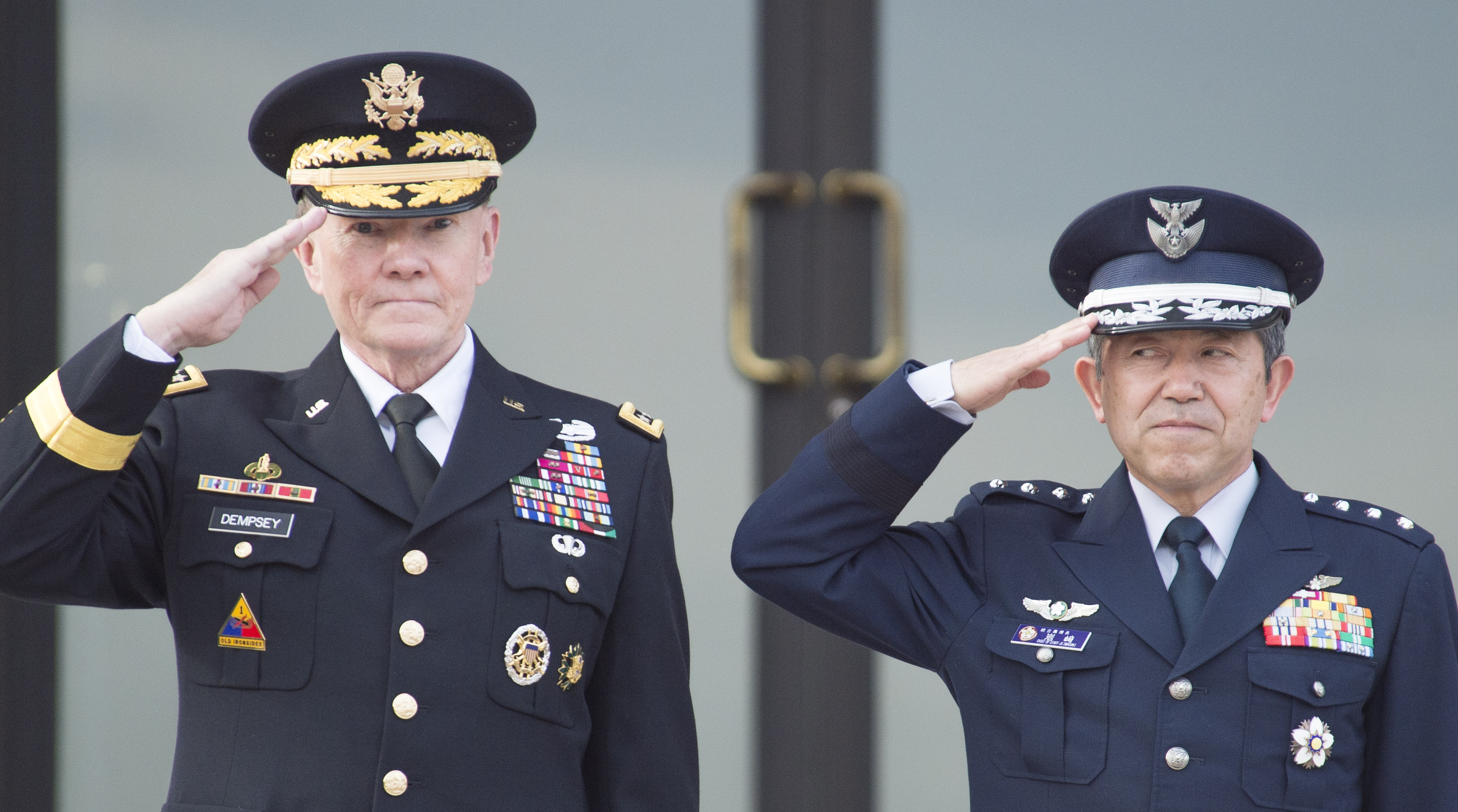
「敬礼」を受け「答礼」を行うアメリカ陸軍将官（左）と航空自衛隊将官（右）
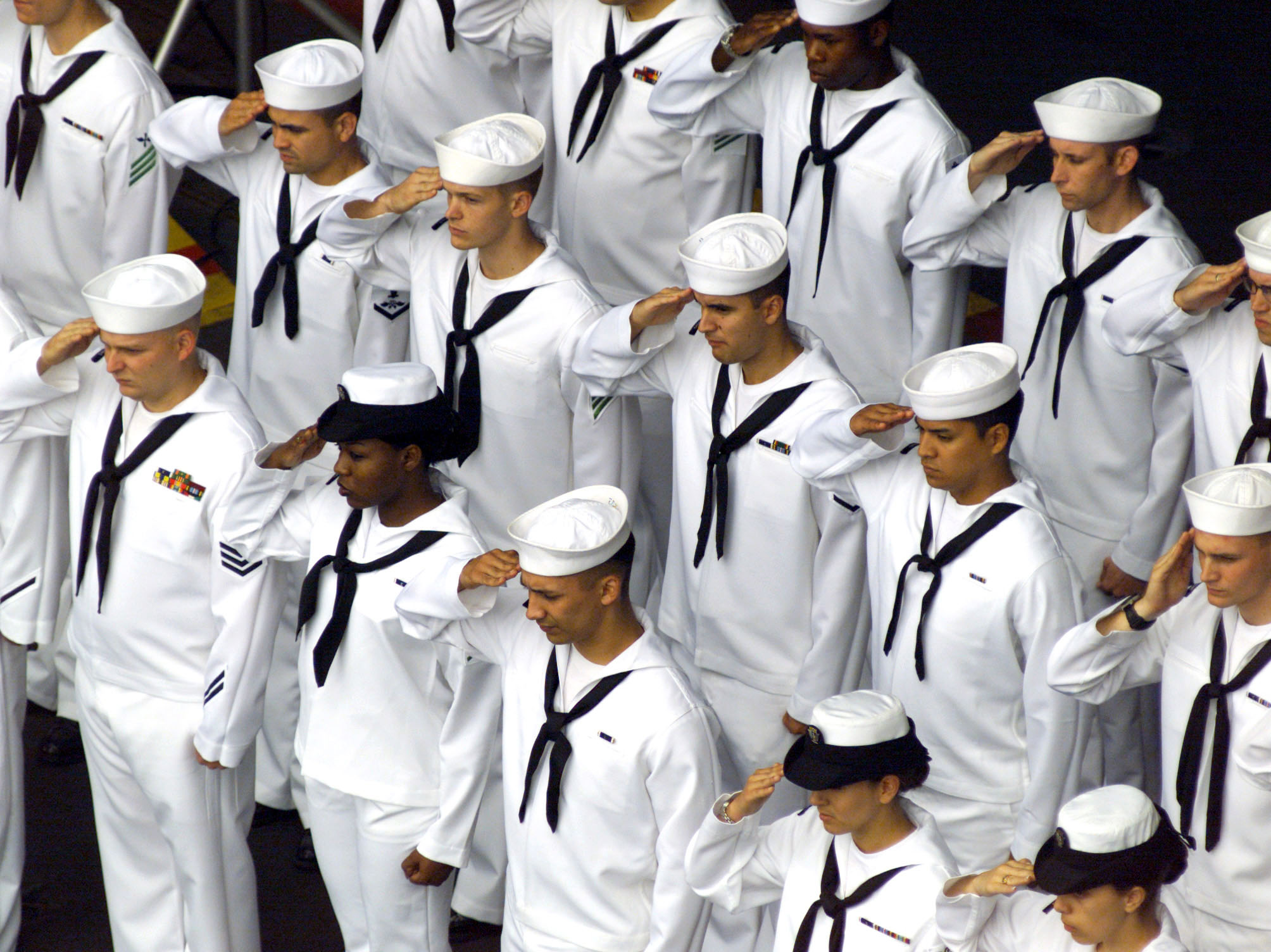
「敬礼」を行うアメリカ海軍兵。「敬礼」の形は各々異なっている

#### 掌の向き
掌を下方に向けるか前方に向けるかという差もあり、アメリカ軍や自衛隊など多くの国では掌を下方に向ける。フランス軍とその礼式を採用したベトナム軍などの国々、イギリス軍の影響を受けたパキスタン軍やイラク軍などでは前方に向ける。イギリス軍では、歴史的経緯から陸軍・空軍は前方へ、海軍は下方に向けるといった違いがある。現在のインド軍は第二次世界大戦以降に編成されたが、旧宗主国であるイギリスの影響で各軍の掌の向きはイギリスと同じになっている。

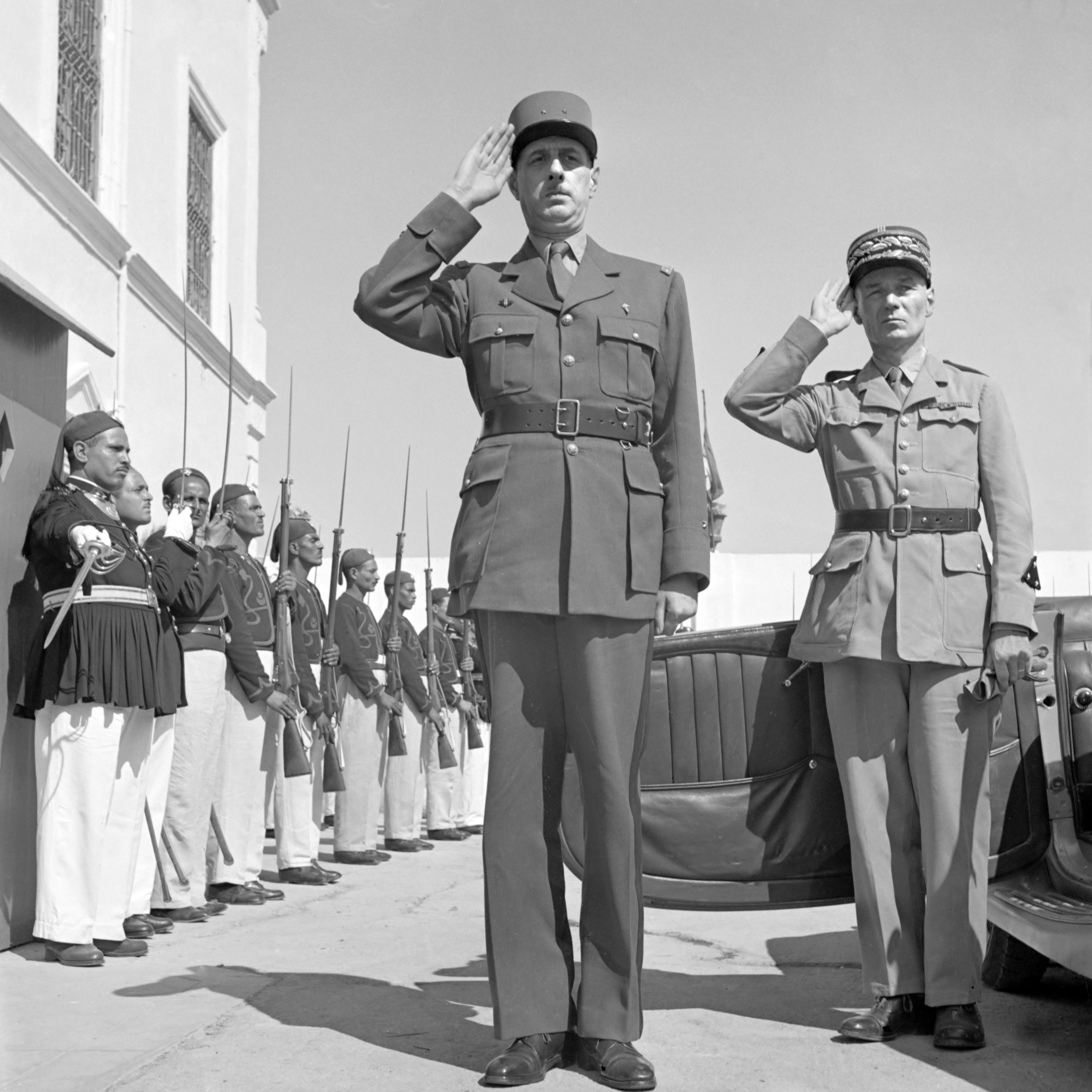
フランス陸軍の挙手の敬礼（中央の人物はシャルル・ド・ゴール）
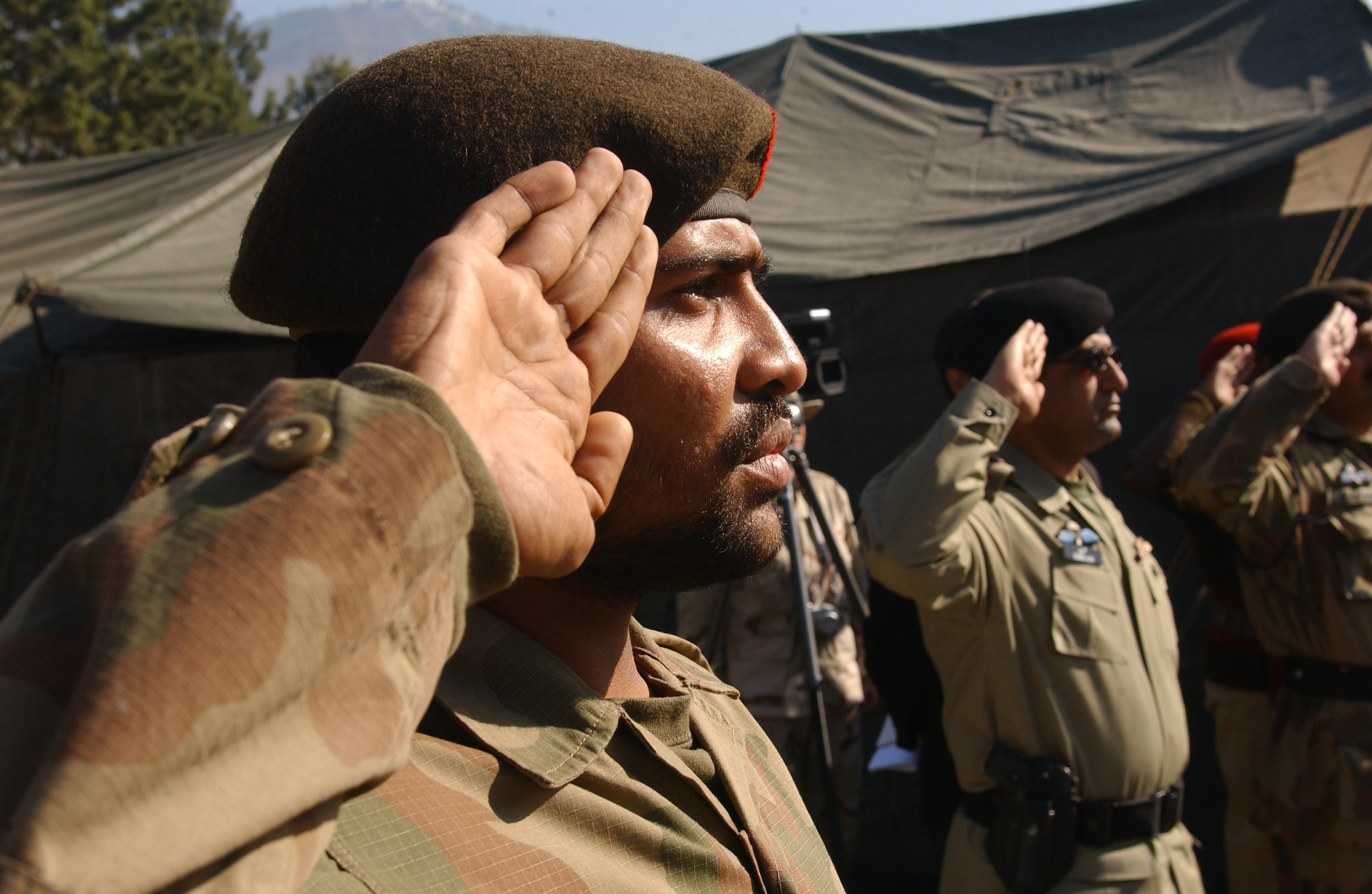
パキスタン陸軍の挙手の敬礼
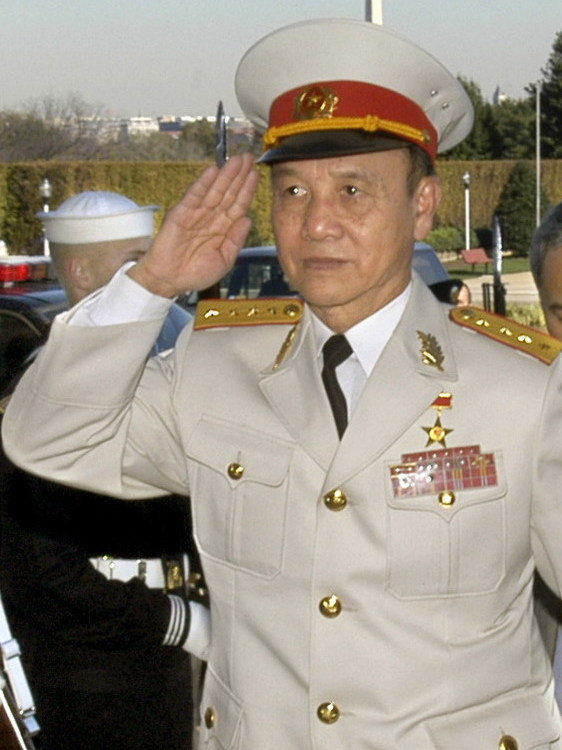
ベトナム軍の挙手の敬礼（ファム・ヴァン・チャ）
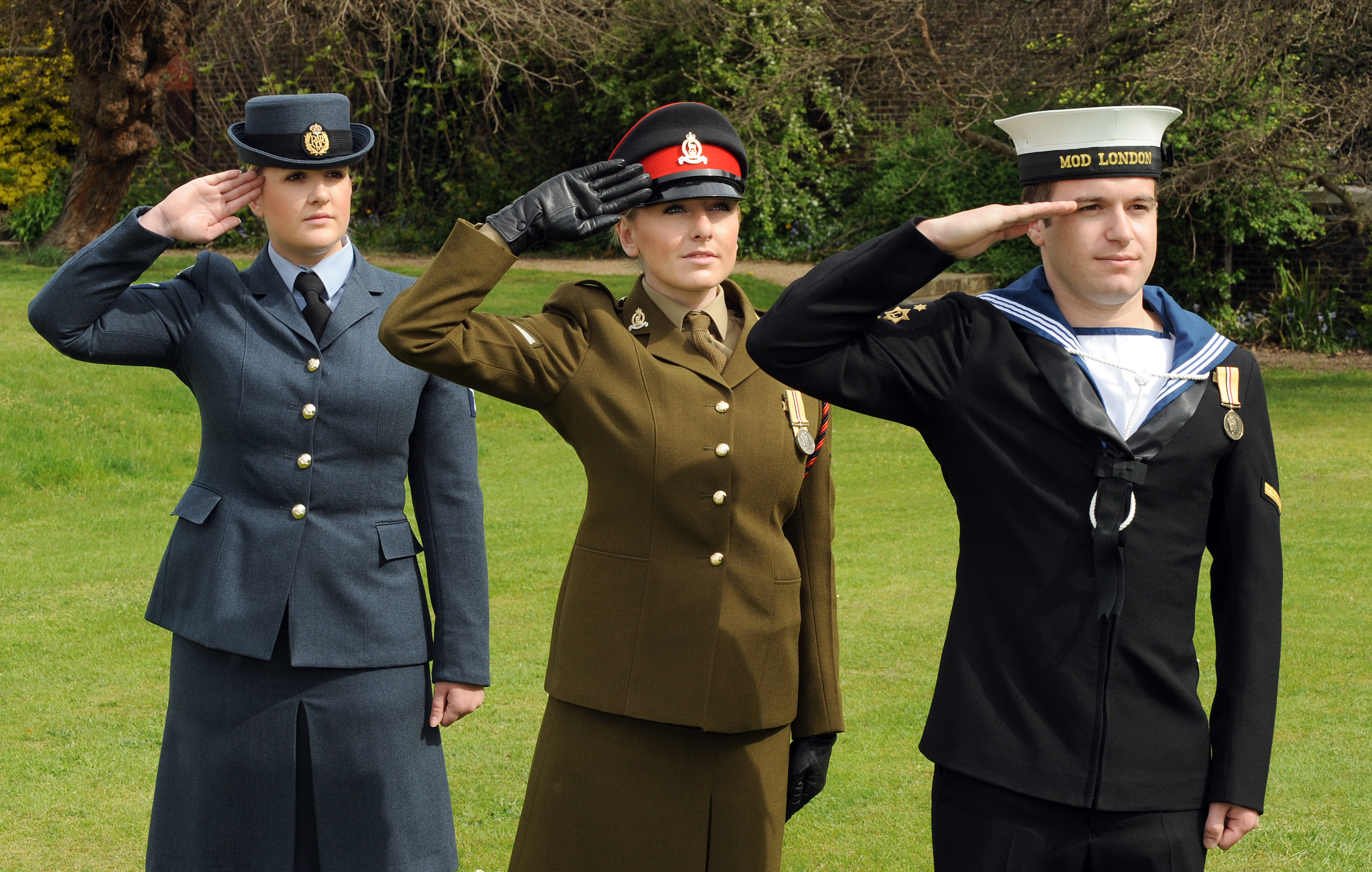
イギリス軍の挙手の敬礼。左より空軍・陸軍・海軍
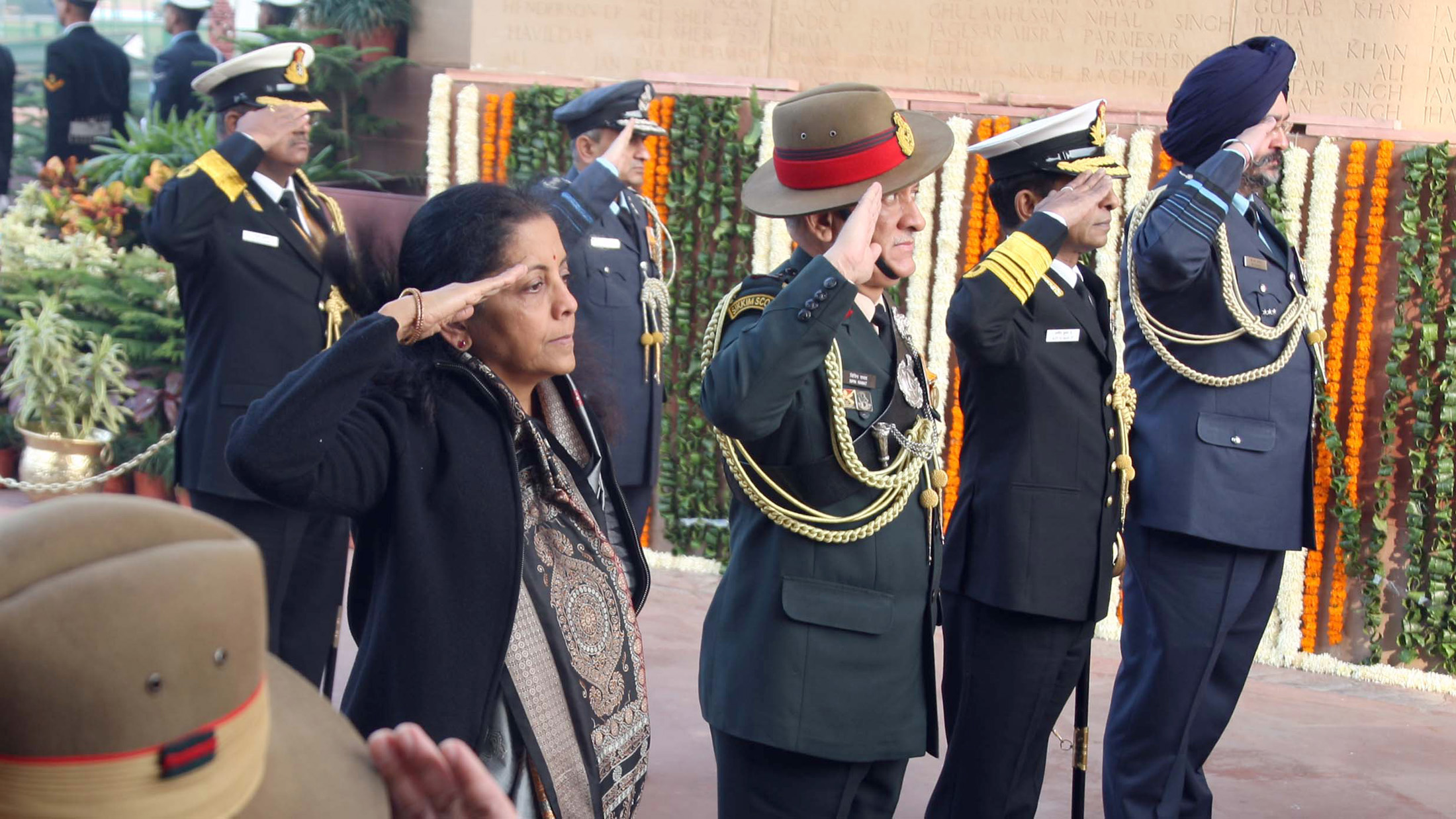
インド軍の挙手の敬礼。イギリス軍と同じく陸軍・空軍は前方へ、海軍は下方に向けている。国防相（制服を着用しない無帽の女性）は海軍式の挙手敬礼を行っている。

#### 旧日本陸軍

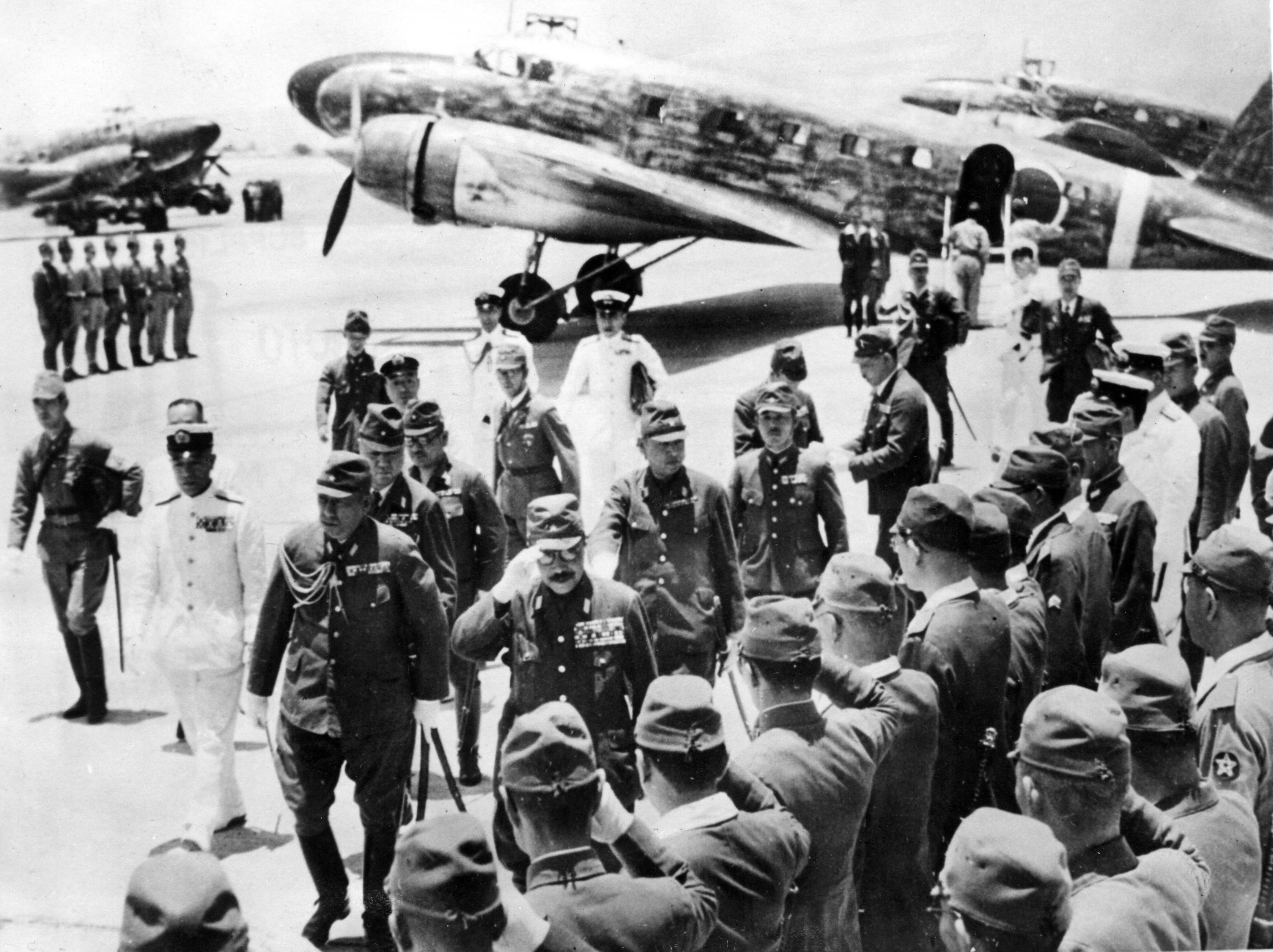
視察に訪れた陸軍大将東條英機（中央）に対し、出迎えの陸軍将校・陸軍軍属高等官一同（手前列）が「敬礼」を行う姿。陸軍大将（東條）はその「敬礼」に対し「答礼」を行っている

日本陸軍の陸軍礼式令（昭和15年1月25日軍令陸第3号）では、「挙手注目の敬礼は姿勢を正し右手｛傷痍疾病に依り右手を使用し得ざる者は左手｝を挙げ其の指を接して伸ばし食指と中指とを帽の庇の右（左）側（庇なき帽に在りては其の相当位置）に当て掌を稍〻(やや)外方に向け肘を肩の方向にて略〻其の高さに斉しくし頭を向けて受礼者の目若くは敬礼すべきものに注目す」（片仮名を平仮名に改め、小文字を｛｝で括る）と、定義されている。
なお、元帥陸軍大将寺内正毅は右腕が不自由だったため、左手を挙げて敬礼を行っていた。

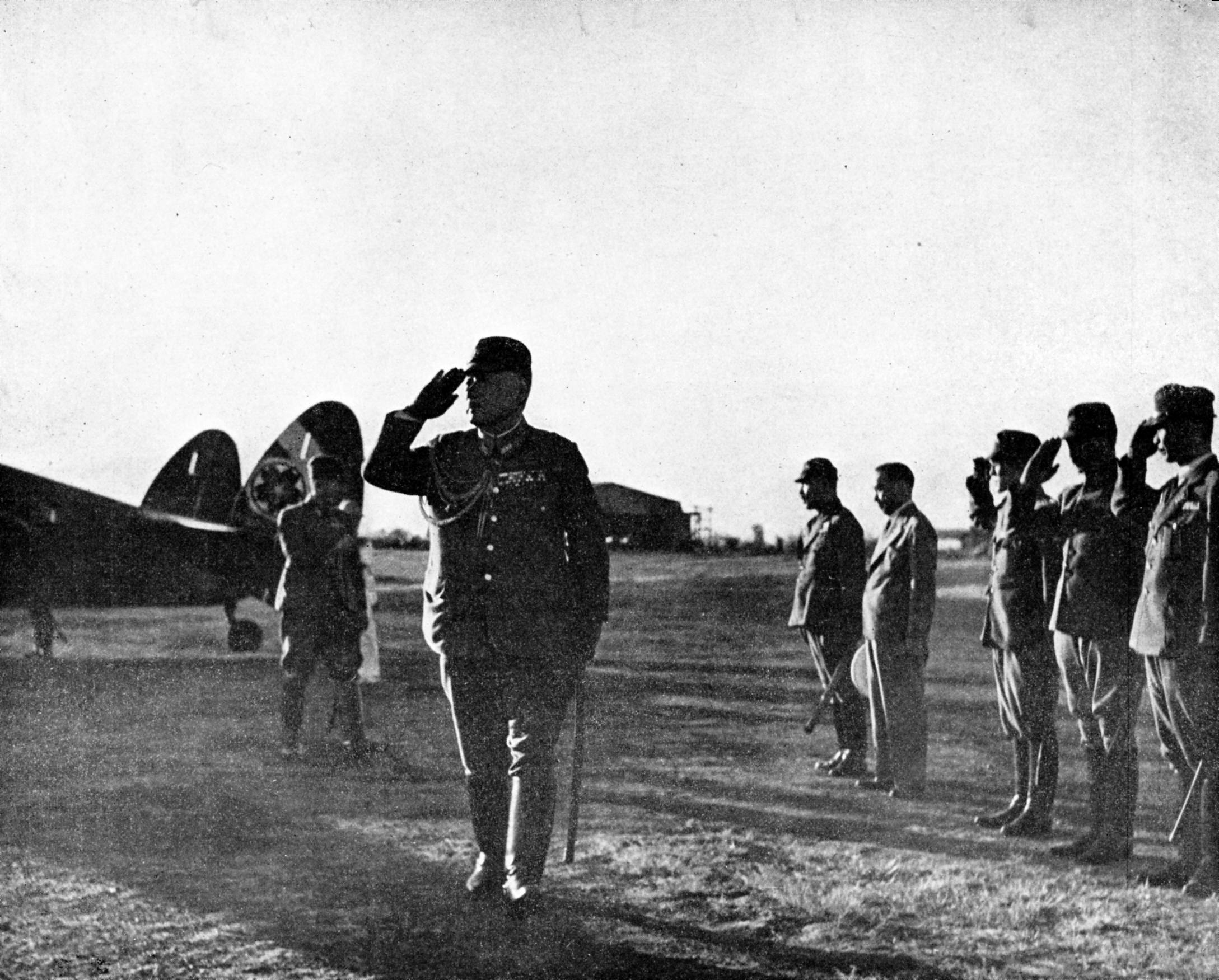
元帥陸軍大将杉山元の答礼。出迎えの陸軍将校3名（右列手前）は元帥陸軍大将（杉山）に対し敬礼を行っている
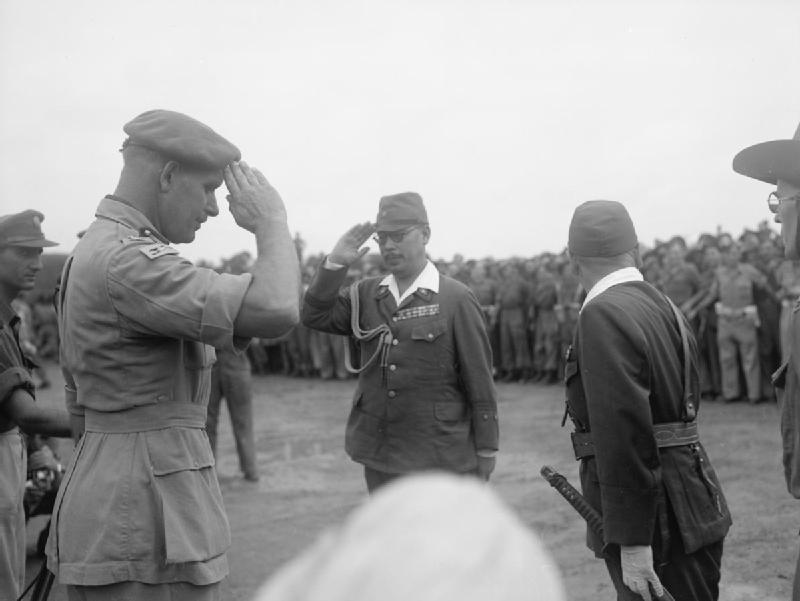
イギリス陸軍将校に対し敬礼ないし答礼を行う南方軍総参謀長陸軍中将沼田多稼蔵（中央）
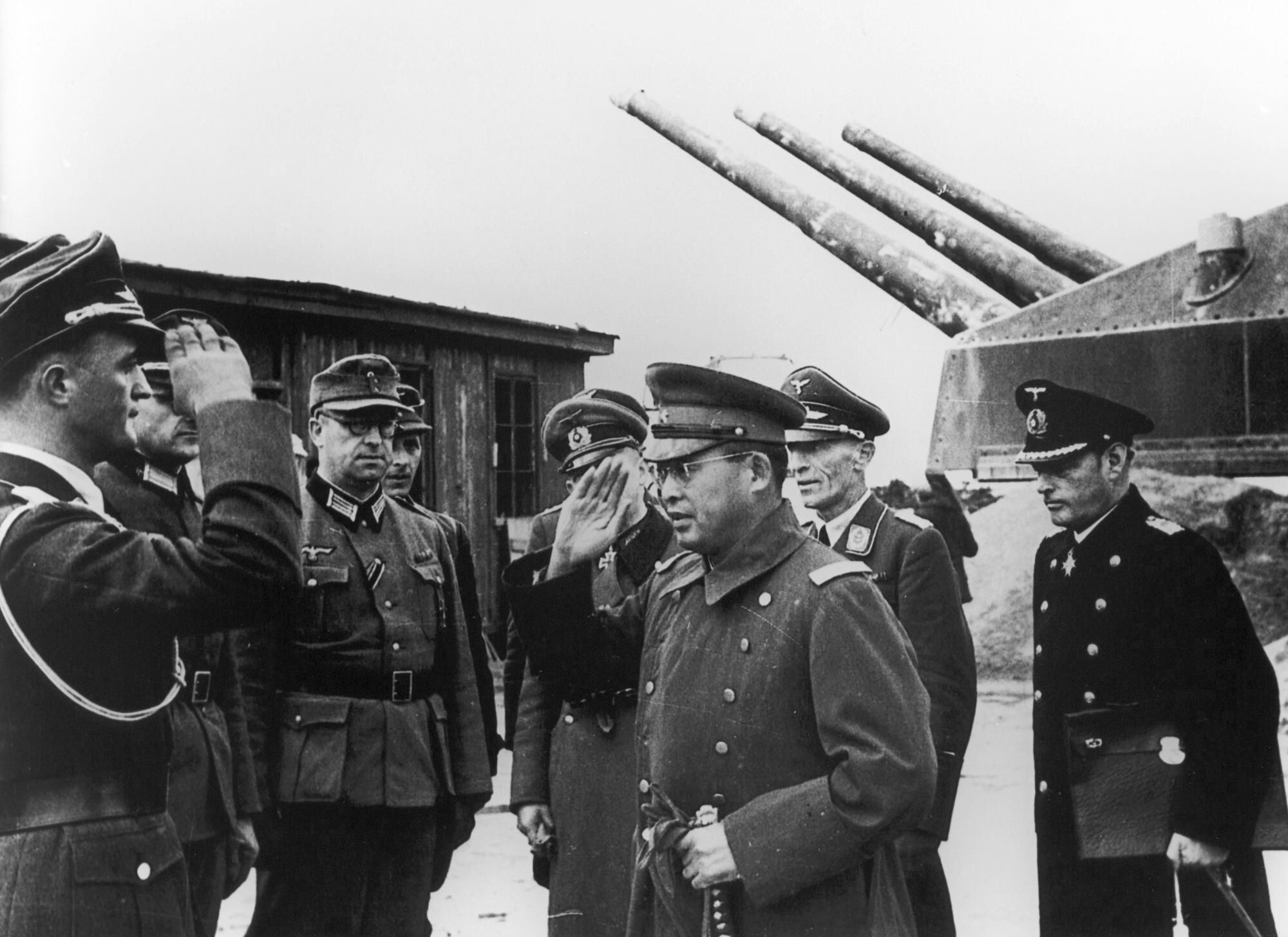
ドイツ空軍将校に対し答礼を行うスウェーデン公使館付武官陸軍大佐小野寺信
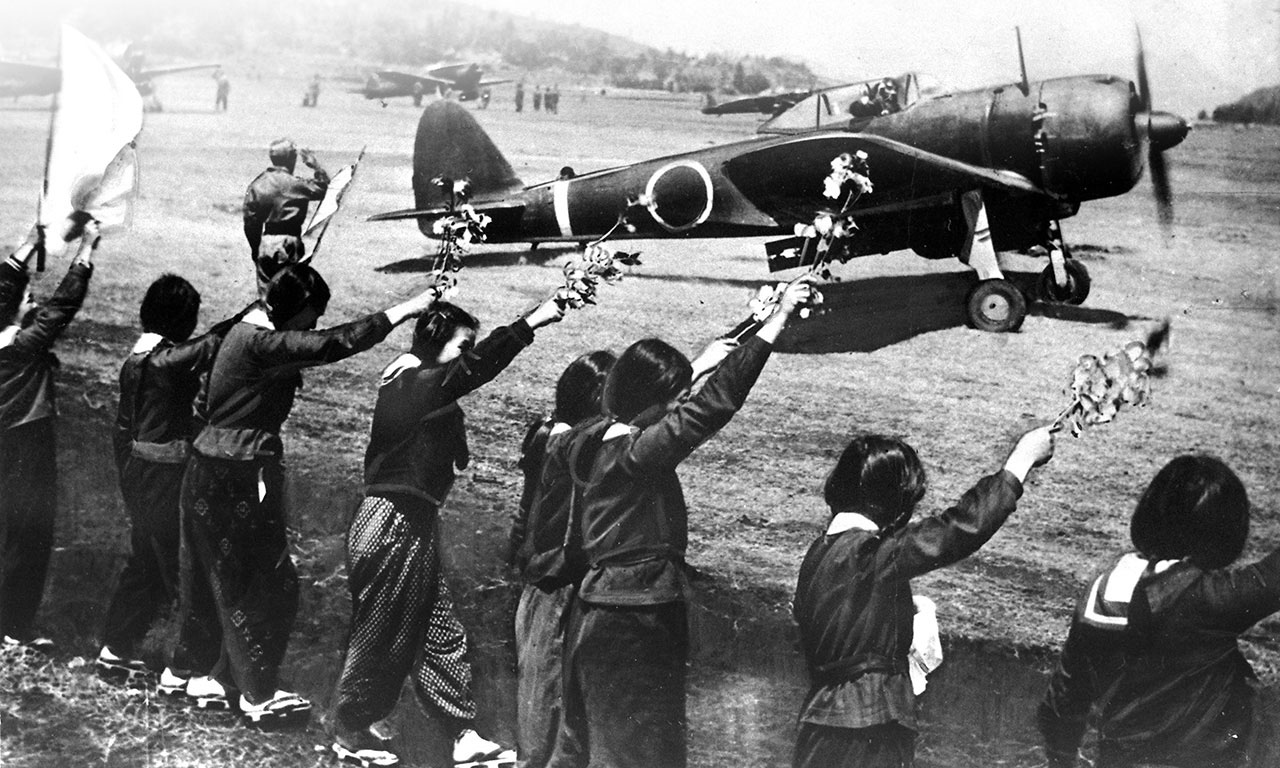
見送りの女学生らに対し機上（一式戦「隼」）から答礼を行う陸軍特別攻撃隊第20振武隊陸軍少尉穴澤利夫。地上勤務者（中央左）は敬礼を行っている
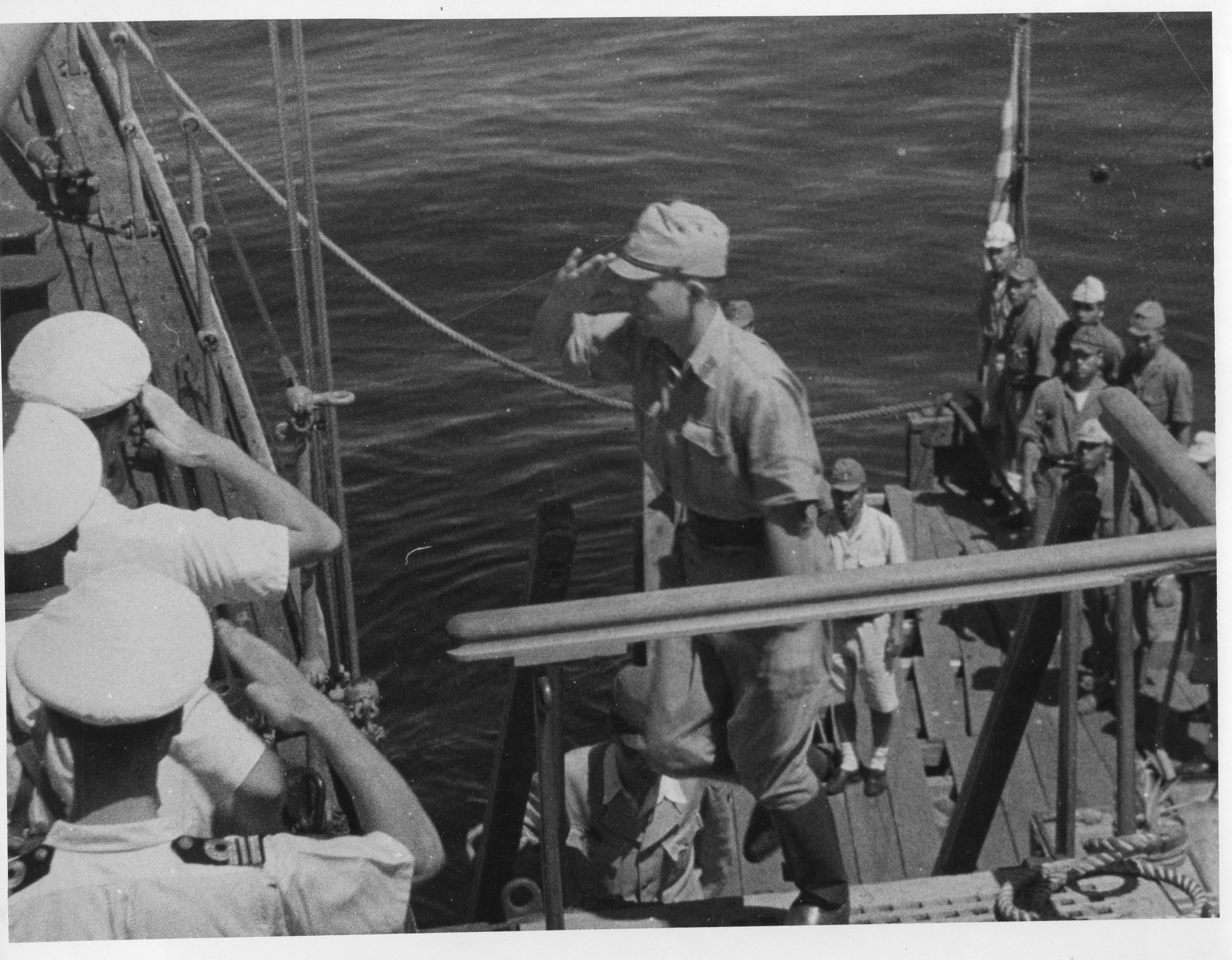
敬礼を交える陸軍将校（中央）とイギリス海軍将校・下士官（左）

#### 旧日本海軍

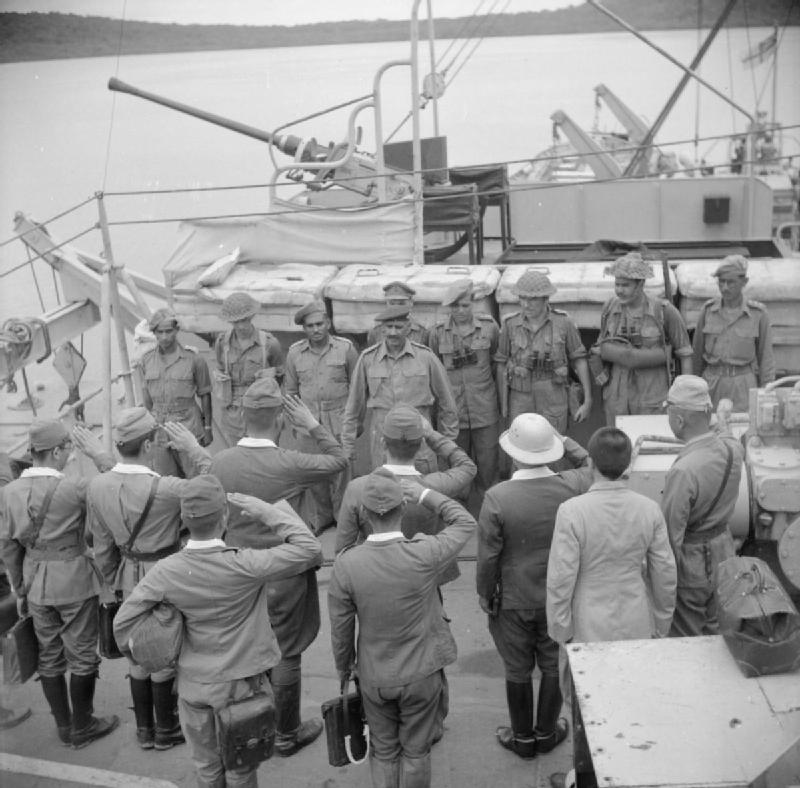
イギリス陸軍将校に対し「敬礼」を行う海軍士官および陸軍将校・陸軍軍属高等官。斜革付剣帯を着用した前列左端の2名と右端の1名が海軍士官であり、中央の3名および後列の2名はそれぞれ陸軍将校・軍属であるが、「敬礼」の形は陸海軍間で大差はない。さらに各将校・軍属間においても「敬礼」の形は各々異なっている。無帽の人物のみ姿勢を正す敬礼を行っている

日本海軍の海軍礼式令（大正3年2月10日勅令第15号） では、「第40条 挙手注目は姿勢を正し右手を挙げ右臂を右斜に右前腕及び掌を一線に保ち五指を伸ばして之を接し掌を左方に向け食指の第三関節を帽の右前部又は庇の右縁に当て頭を向けて受礼者の目又は敬礼を受くへきものに注目す」（片仮名を平仮名に改める）と、定義されている。
なお、「海軍では艦内は狭いため脇を締め肘を前に突き出すような形の挙手の敬礼をする」と説明される場合があるが、これは俗説か、もしくは特定の場面でそのような敬礼が行われたのが「海軍式敬礼」として誤って広まったものである。海軍礼式令では上述の通り、脇を締めるといったことは定められていない。実際、当時の海軍軍人が陸軍と同様の（脇を開いて）敬礼を行っている姿が当時の写真や映像等で多数確認出来る。また、逆に日本陸軍において主に受礼者が、脇を締めた敬礼を答礼として行っている姿もある。

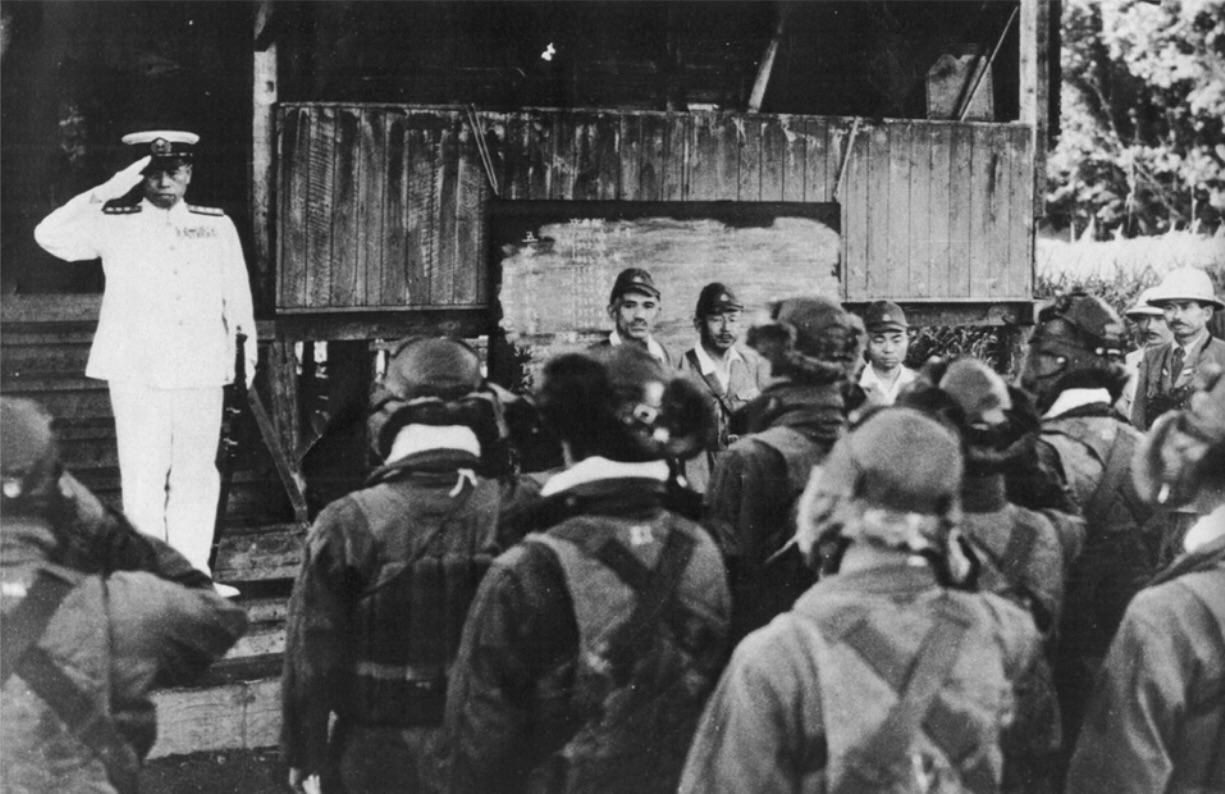
連合艦隊司令長官海軍大将山本五十六（左奥）の答礼。海軍将兵（手前列）は海軍大将（山本）に対し敬礼を行っている
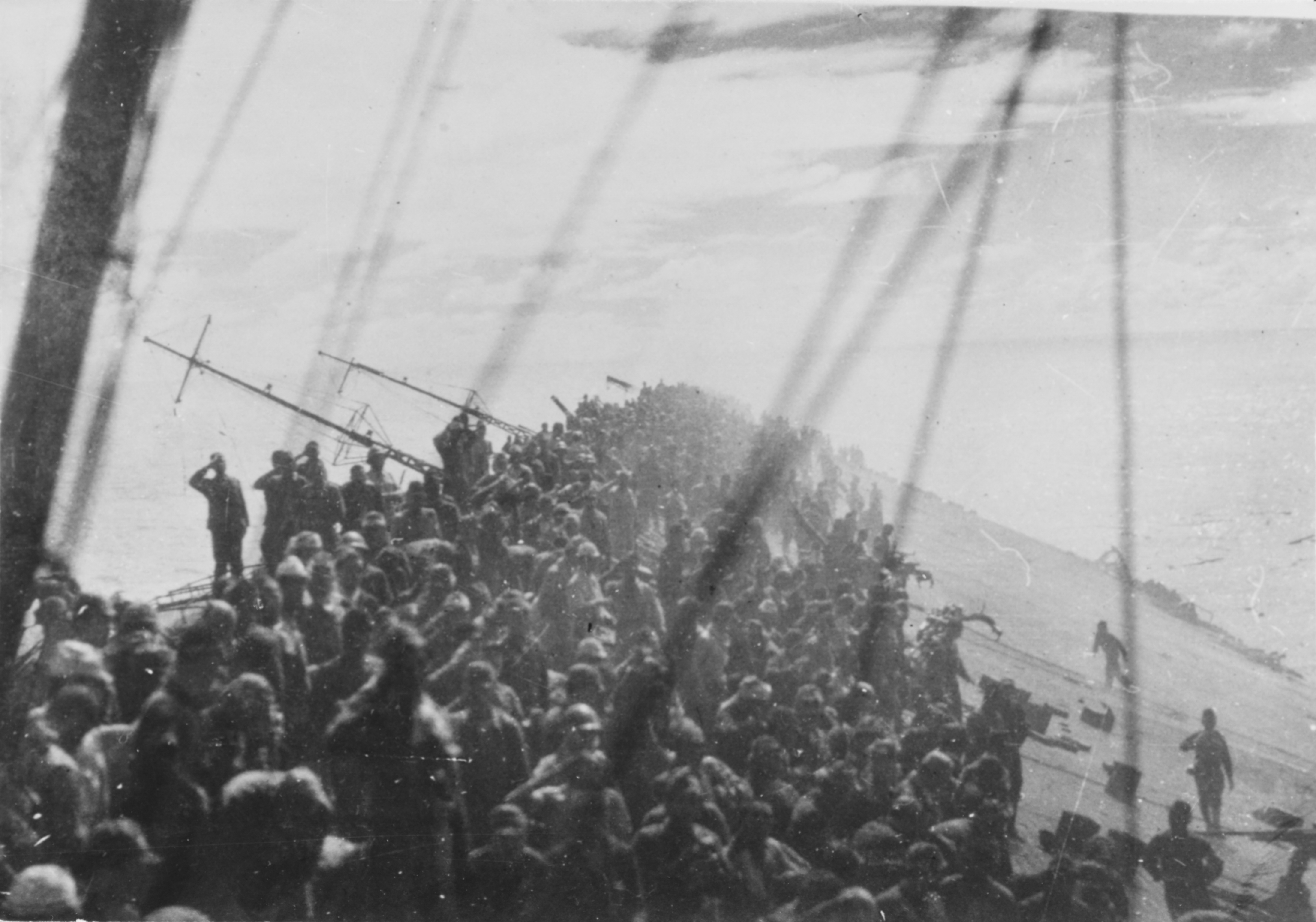
「瑞鶴」甲板上において降旗する軍艦旗に対し敬礼を行う乗組員一同
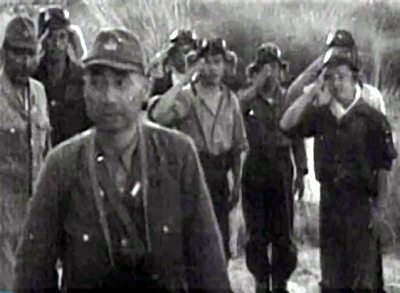
海軍中将大西瀧治郎（左手前）に対し敬礼を行う海軍将兵
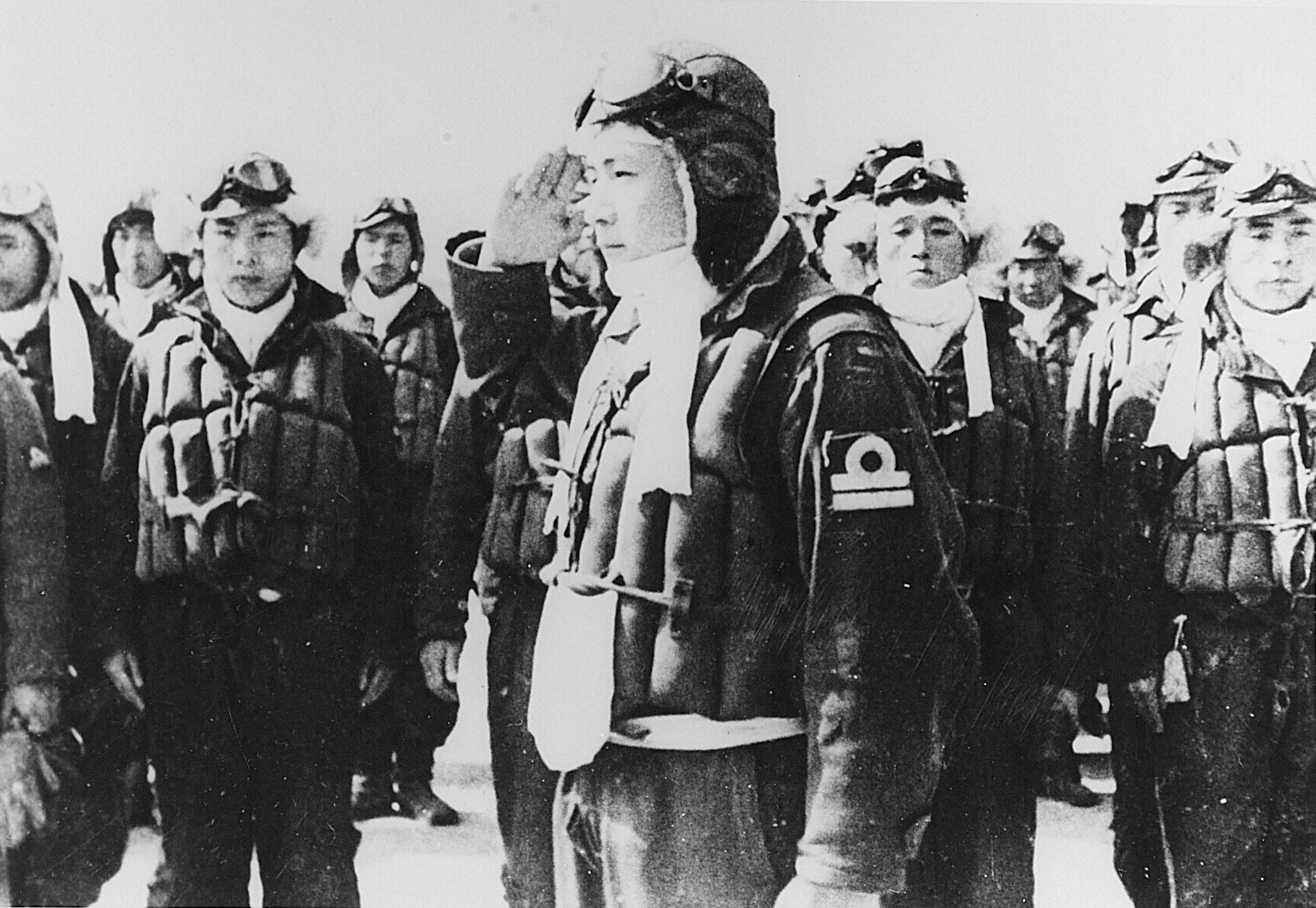
敬礼を行う海軍中尉[要検証 – ノート]
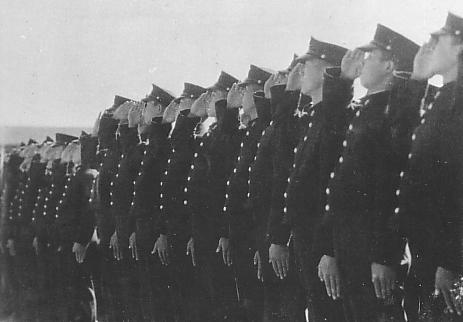
敬礼を行う飛行予科練習生
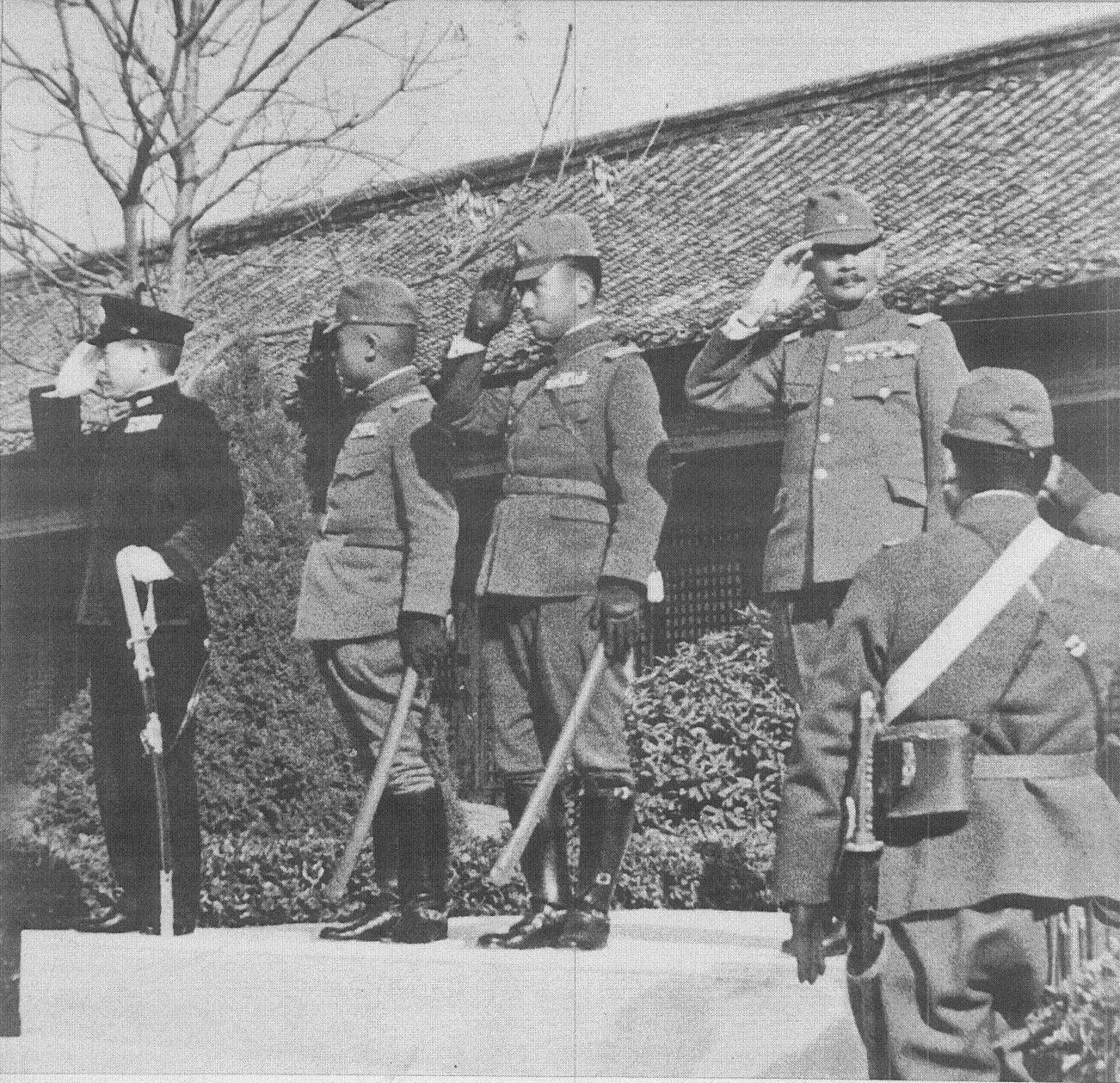
靡下将兵より敬礼を受け、答礼を行う支那方面艦隊司令長官兼第三艦隊司令長官海軍中将長谷川清（最左）他。答礼の形は同じ壇上に立つ上海派遣軍司令官陸軍中将朝香宮鳩彦王（中央）とほぼ同様
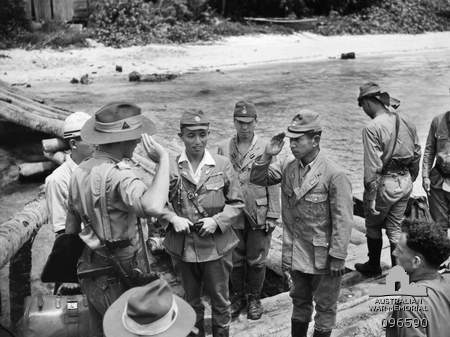
オーストラリア陸軍少佐の敬礼を受け答礼を行う第87警備隊司令加藤榮吉海軍大佐
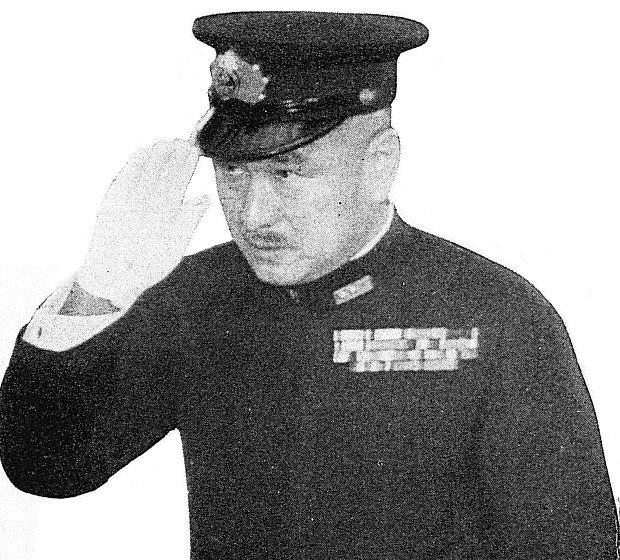
答礼を行う海軍中将嶋田繁太郎

#### 自衛隊

航空自衛隊幹部（統合幕僚長たる空将岩崎茂、中央）に対し「敬礼」を行う陸上自衛隊幹部（1等陸佐、左）および海上自衛隊幹部（3等海佐、右）。海自幹部の「敬礼」は肘を大きく張っており、陸海自衛官の「敬礼」の形に大差はない

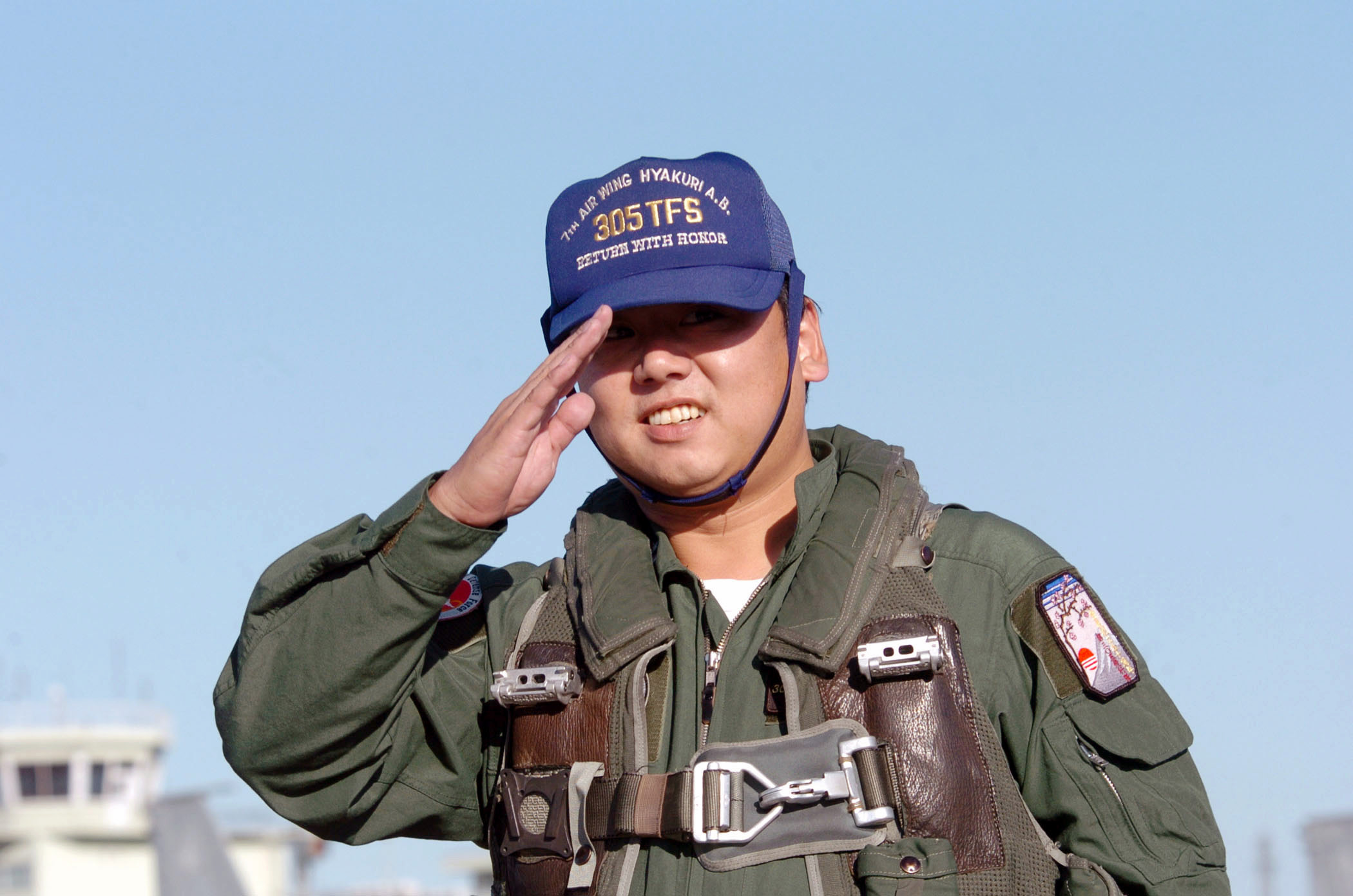
「敬礼」ないし「答礼」を行う航空自衛隊幹部

- 陸上自衛隊と航空自衛隊は、礼式に関する訓令第10条によって、「右手をあげ手のひらを左下方に向け、人さし指を帽のひさしの右斜め前部にあてて行う」とされる。
- 海上自衛隊は、狭い艦艇内で行われることを想定しているため、右肘上腕部を右斜め前約45度に出して肘を張らない特徴がある（肘を張ると擦れ違い敬礼の交換の際に相手とぶつかってしまうため）。しかし、本項各画像の様に陸自（空自）と同様の肘を大きく張った敬礼が行われる事も多々ある。また、艦内通路においてのみ、上席者に道を譲ることが優先されるため、結果、敬礼が抜けても問題視はされない[3]。

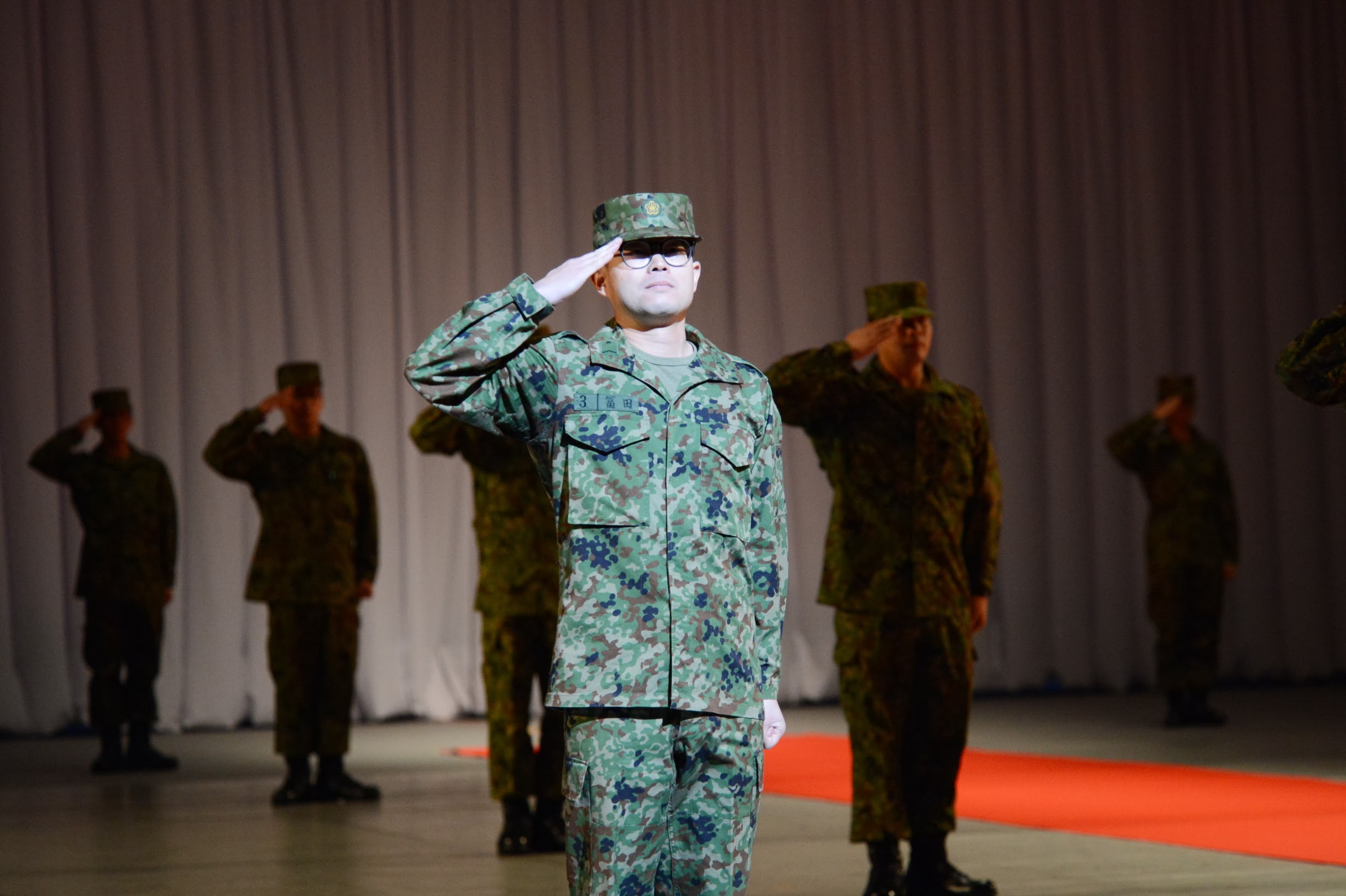
陸上自衛隊陸曹の敬礼
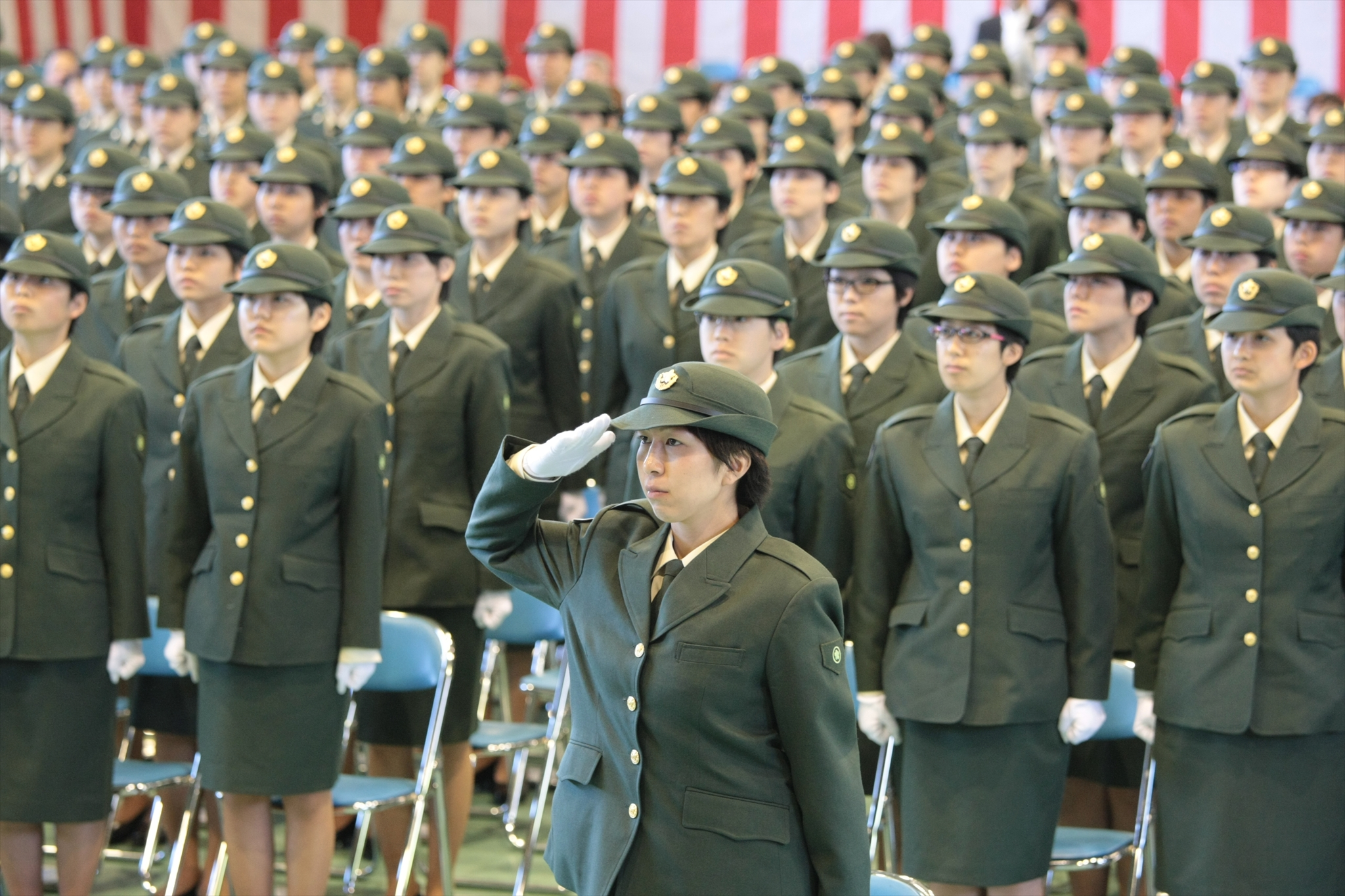
陸上自衛隊自衛官候補生の部隊の敬礼である頭中による指揮官の挙手の敬礼
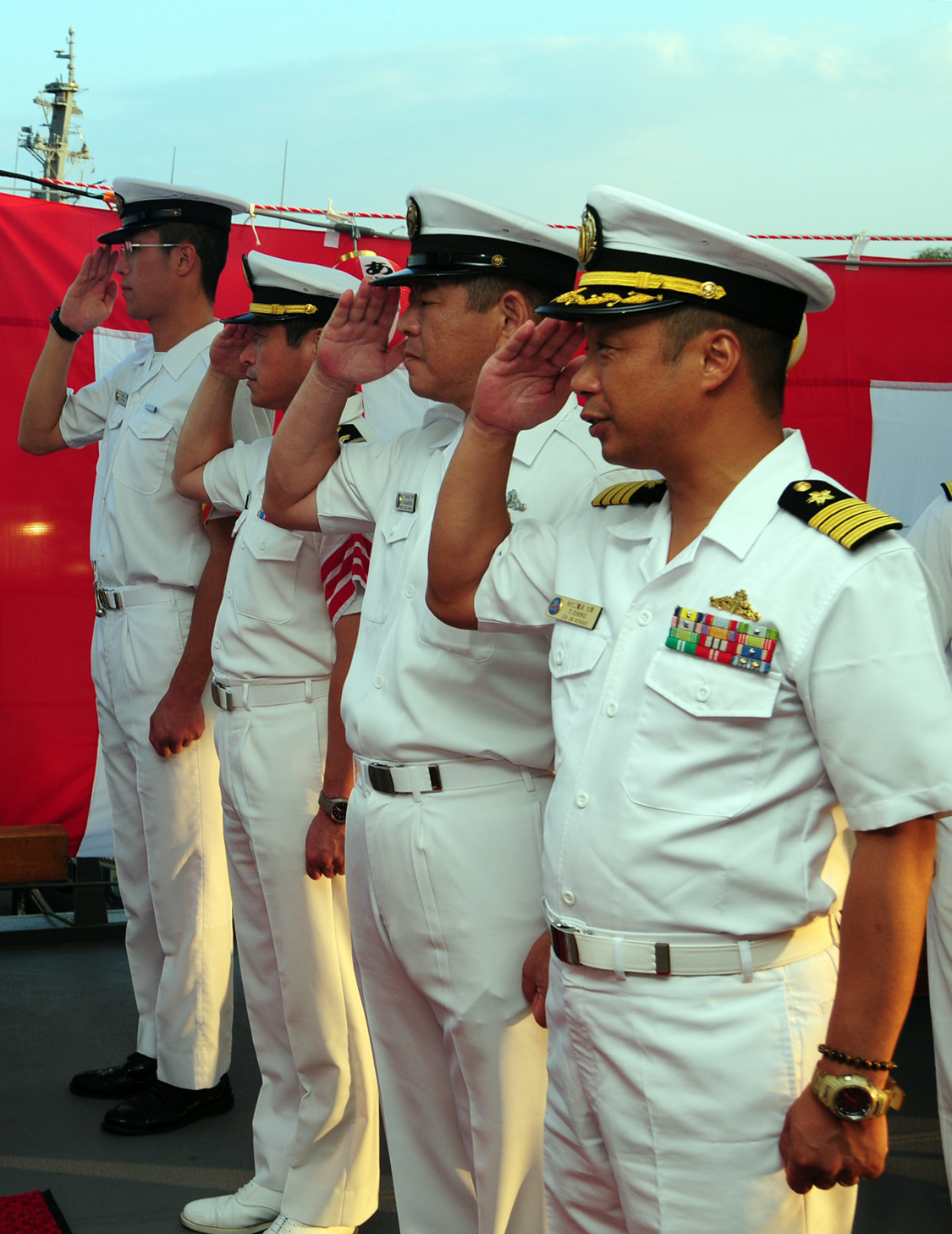
海上自衛隊幹部および海曹の敬礼
海上自衛隊幹部の敬礼
海上自衛隊海士の敬礼
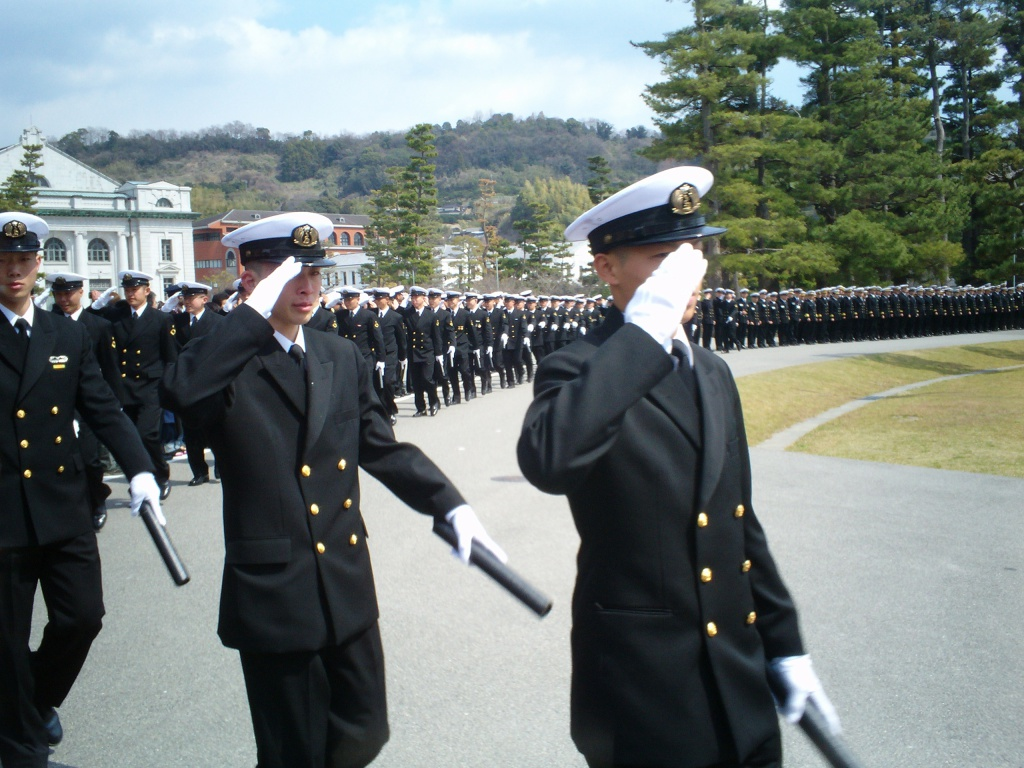
海上自衛隊生徒の敬礼
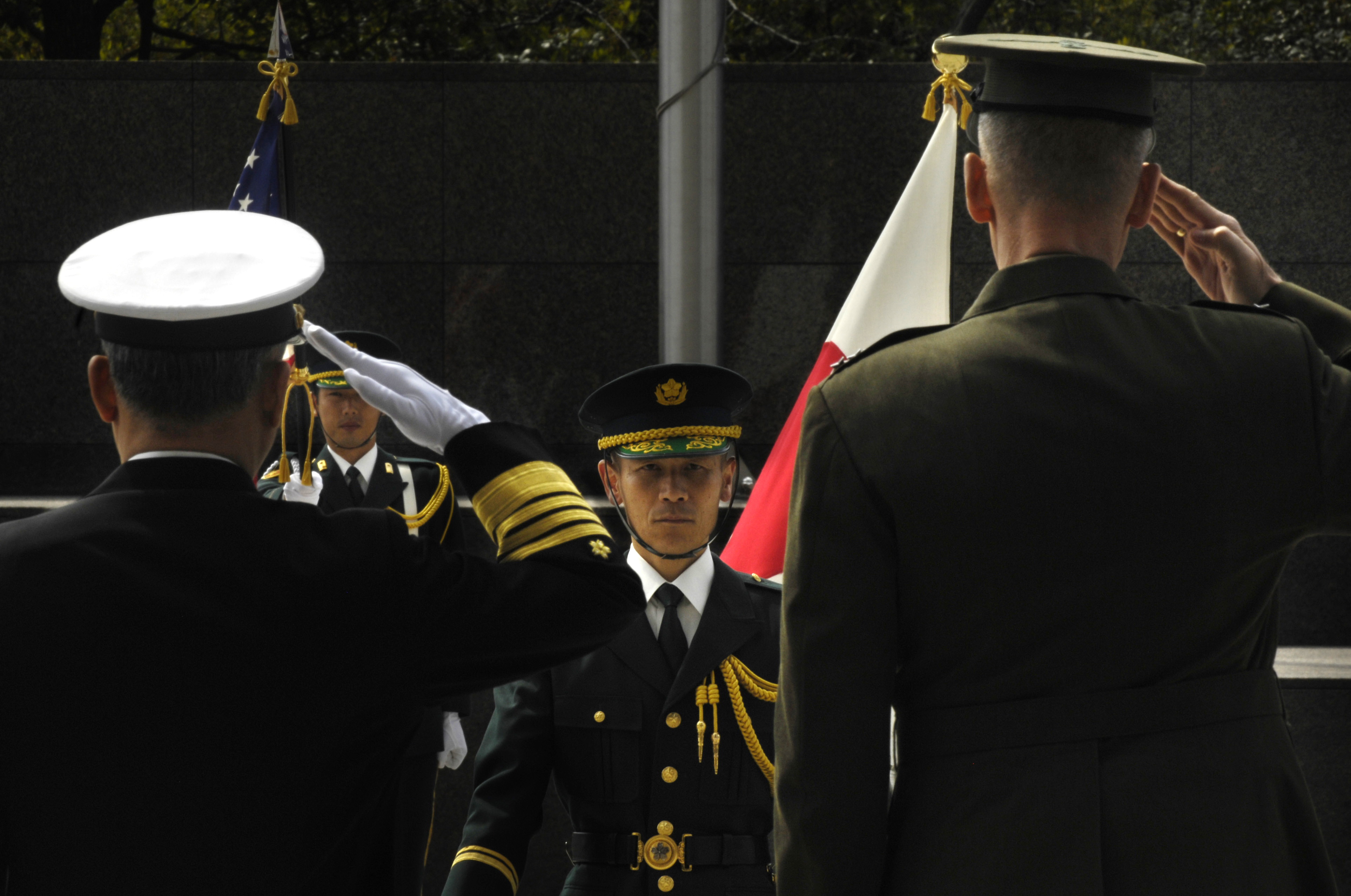
陸上自衛隊の特別儀じょう隊（中央他）の敬礼を受け、答礼を行う海上自衛隊将官（左）とアメリカ海兵隊将官（右）。海自将官は肘を大きく張った敬礼を行っている
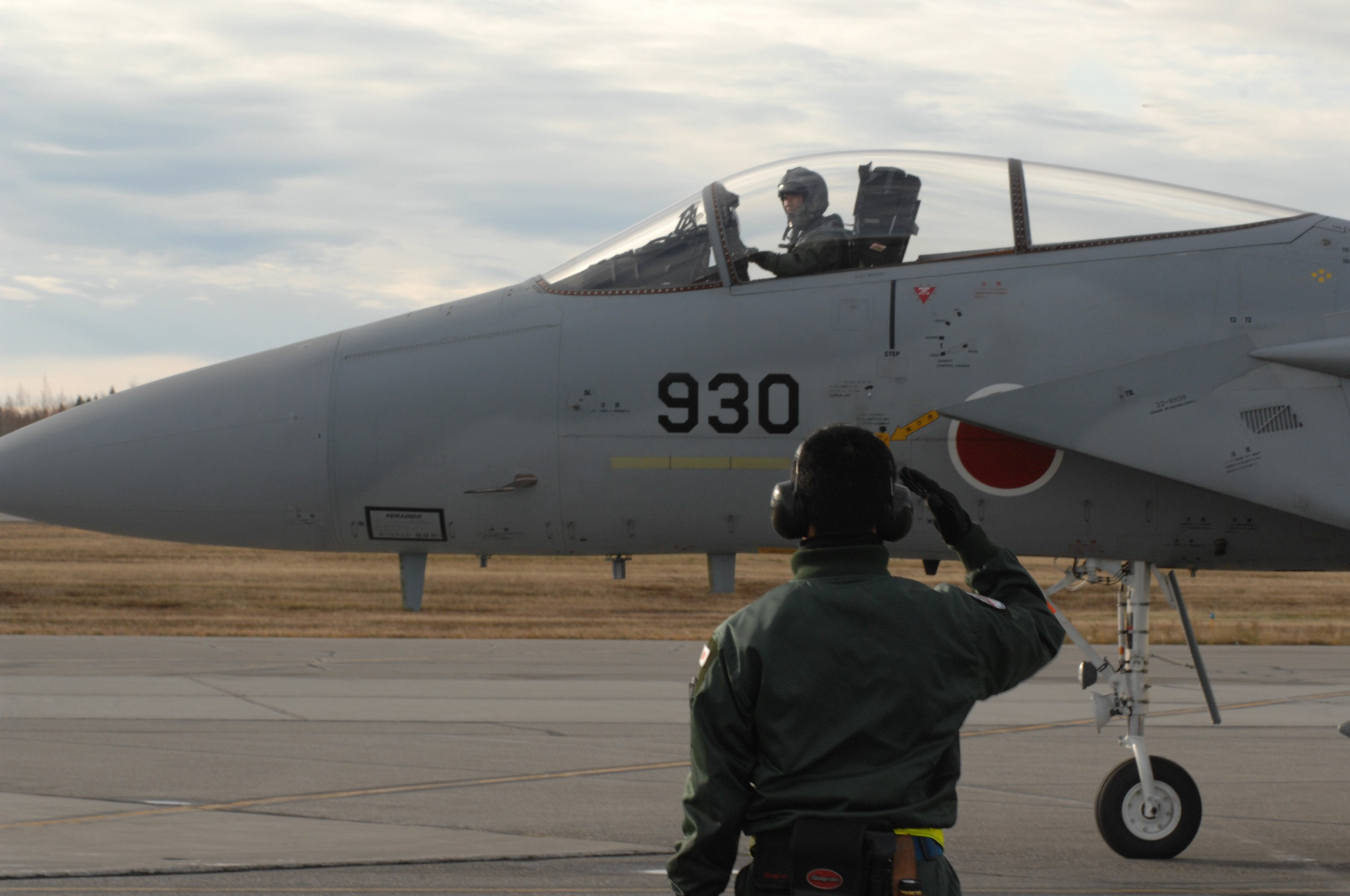
出発する機上(F-15J)の操縦士を敬礼で見送る航空自衛官。操縦士は機器の操作があるため答礼はしていない。

#### 特殊な形式の例
- 古代ローマのローマ軍団ではいわゆる「ローマ式敬礼」を行っていた。これを元にファシスト党の敬礼が制定され、更にナチス・ドイツでも採用された。詳細はナチス式敬礼を参照。
- ポーランドでは、掌を前方に向けた上で人差し指と中指のみを揃えて伸ばし残りの指は握る二指の敬礼を行う。
- 共産主義その他の革命思想を掲げる武装組織や軍隊では、掌の指を伸ばす一般的な挙手の礼を「ブルジョワ的」または「反動的」として廃し、握り拳を掲げる「Communist salute」をとった例もある。例にはスペイン内戦時の国際旅団、ドイツ共産党の赤色戦線戦士同盟、文化大革命時代の中国人民解放軍、ペルーのセンデロ・ルミノソ、ネパール共産党毛沢東主義派の武装組織などがある。なおソ連軍においては一般的な挙手の礼を行い後進組織にもそれを行うよう指導していたが、革命思想の宣伝ポスターでは握り拳の人物が多用されており、「掲げた拳（Raised fist）」は革命のシンボルとして広まっていった。これとは無関係に自衛隊で発言を求める際の挙手は、手のひらを握るように指導されている[4]。手のひらを見せないためともされるが、正確な理由は不明である[5]。
- アルバニアではゾグー1世が親衛隊の敬礼として、右手を胸の前で水平にし掌を下に向ける「ゾグー式敬礼（Zogist salute）」を採用し、自らが国王に即位した際には王立アルバニア軍にそのまま採用したが、士官の多くは従来通りの敬礼を行っていた。エンヴェル・ホッジャ時代にはこれが個人崇拝であるとし、握り拳を掲げる形式に変更したが社会主義時代が終わると一般的な掌を下に向ける敬礼に変更された。アルバニアとは無関係にアルゼンチン軍が1940年代に採用していた他、インドの民族義勇団が採用している。
- 航空機のパイロットは搭乗中にも挙手の敬礼を行うが、戦闘機では操縦席が狭く操縦桿を握る右手を長時間離せないため、キャノピーを閉めていたり機器の操作で忙しい場合は省略してもよいとする国もある。代わりに敬礼が見えていることを知らせるため左手のサムズアップを答礼とする者もいる[注釈 10]。複座の場合は機長（後部に座るナビゲーターなど）だけが敬礼する。

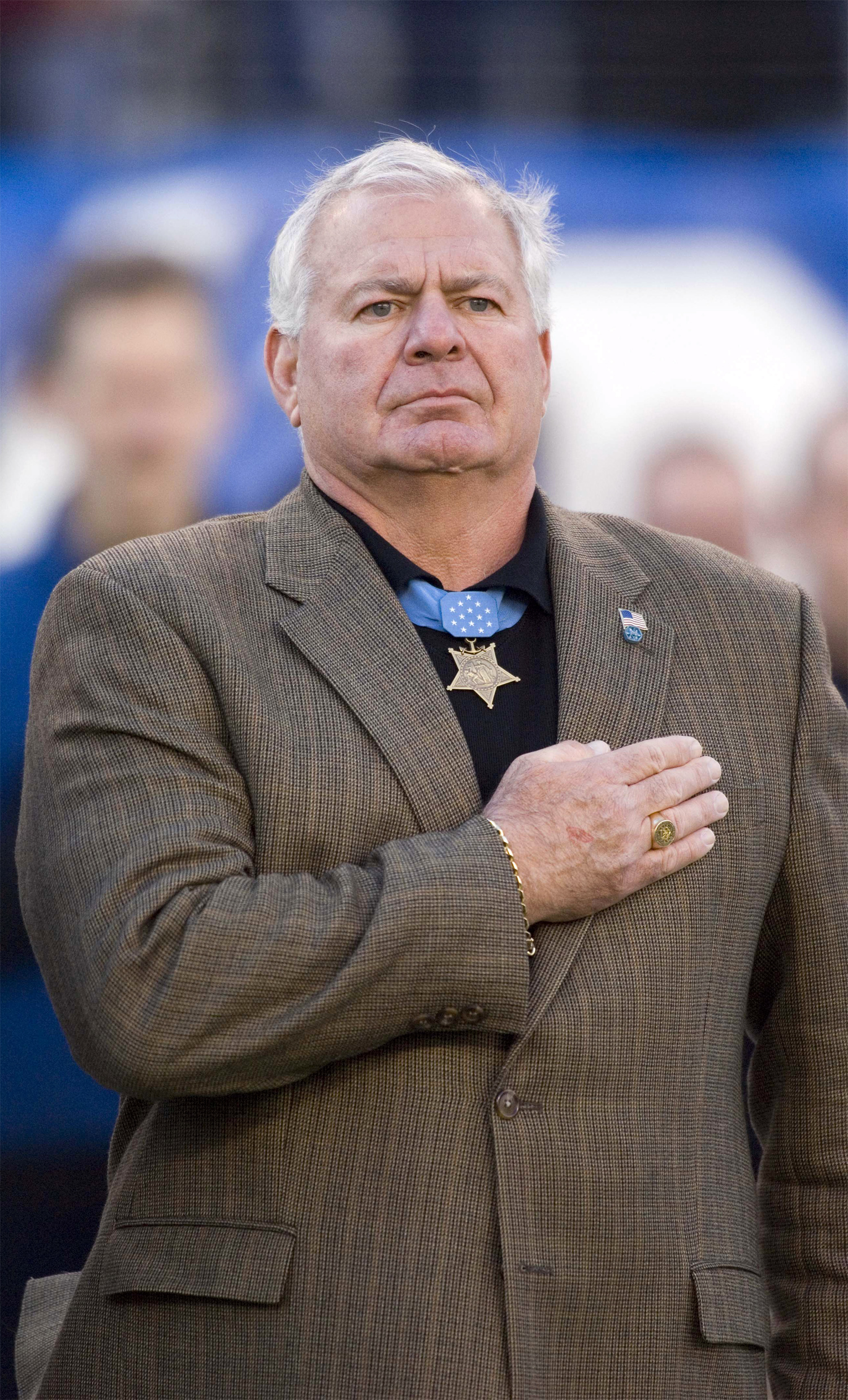
軍部隊の敬礼を受けた文民は、左胸に帽子又は右手を当てることで答礼する（元米国海軍将校のマイケル・ソーントン）
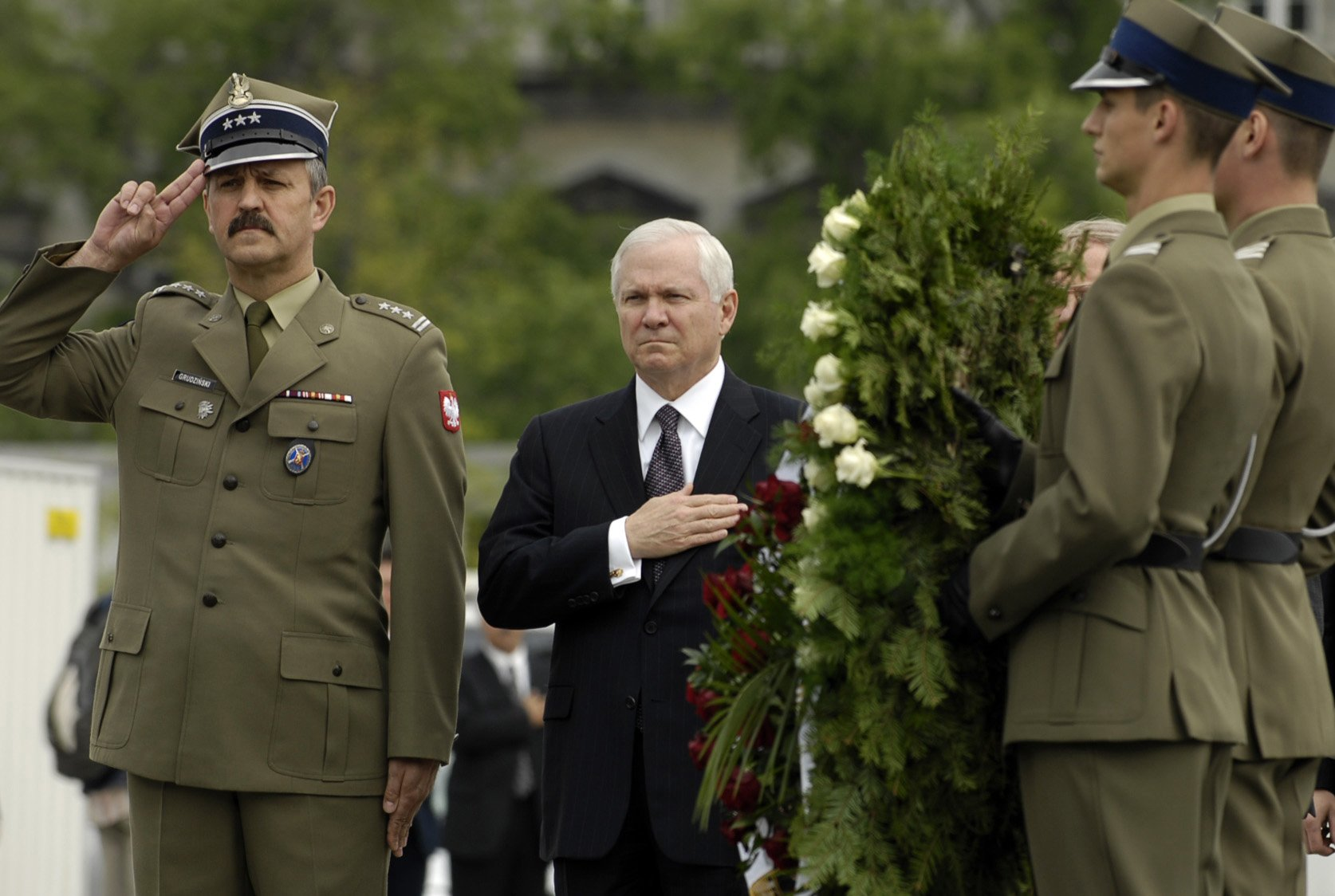
ワルシャワにある無名戦士の墓に献花するゲイツ国防長官。隣のポーランド軍将校は二指の敬礼をしている。
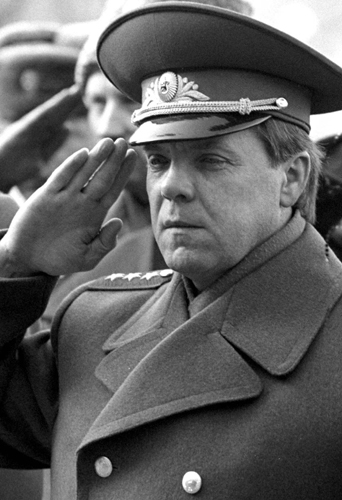
普通の敬礼をするソ連軍将校（ボリス・グロモフ）
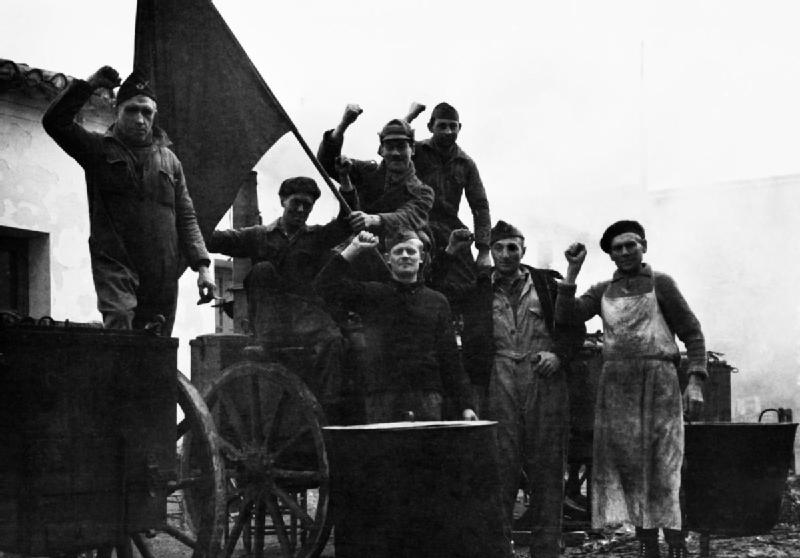
アルバセテのキャンプで握り拳を掲げる国際旅団のメンバー
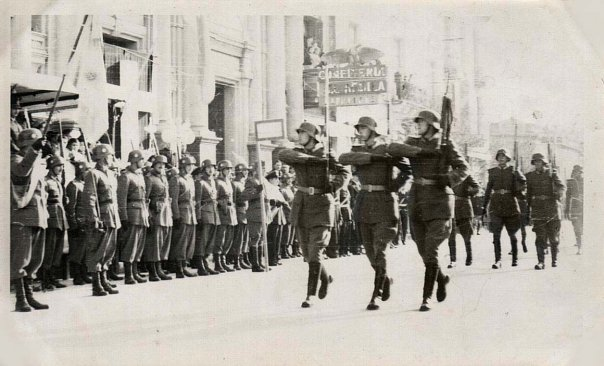
ゾグー式敬礼をするアルゼンチン軍兵士（1940年代）
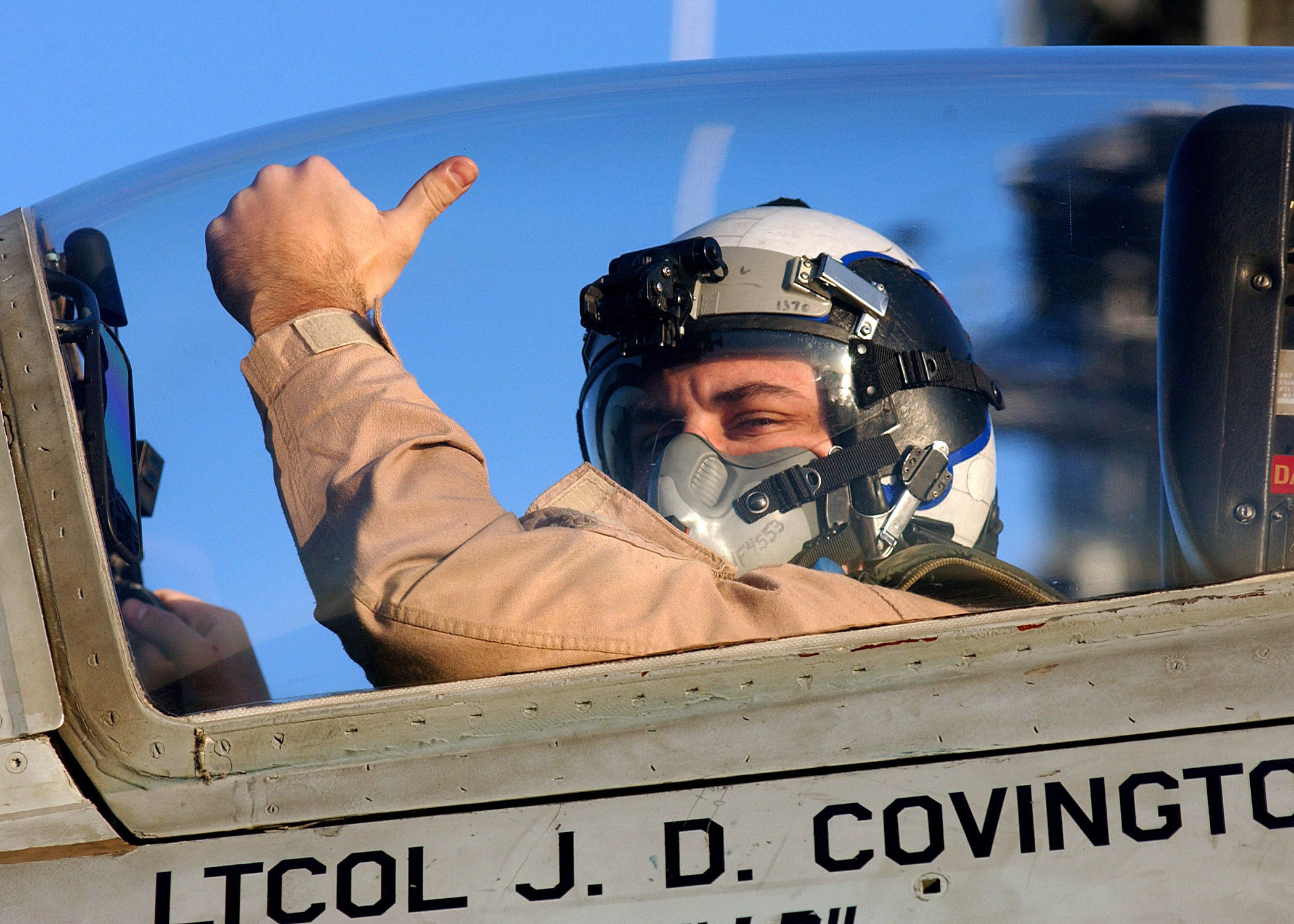
撮影者に対しサムズアップするアメリカ海兵隊のパイロット。
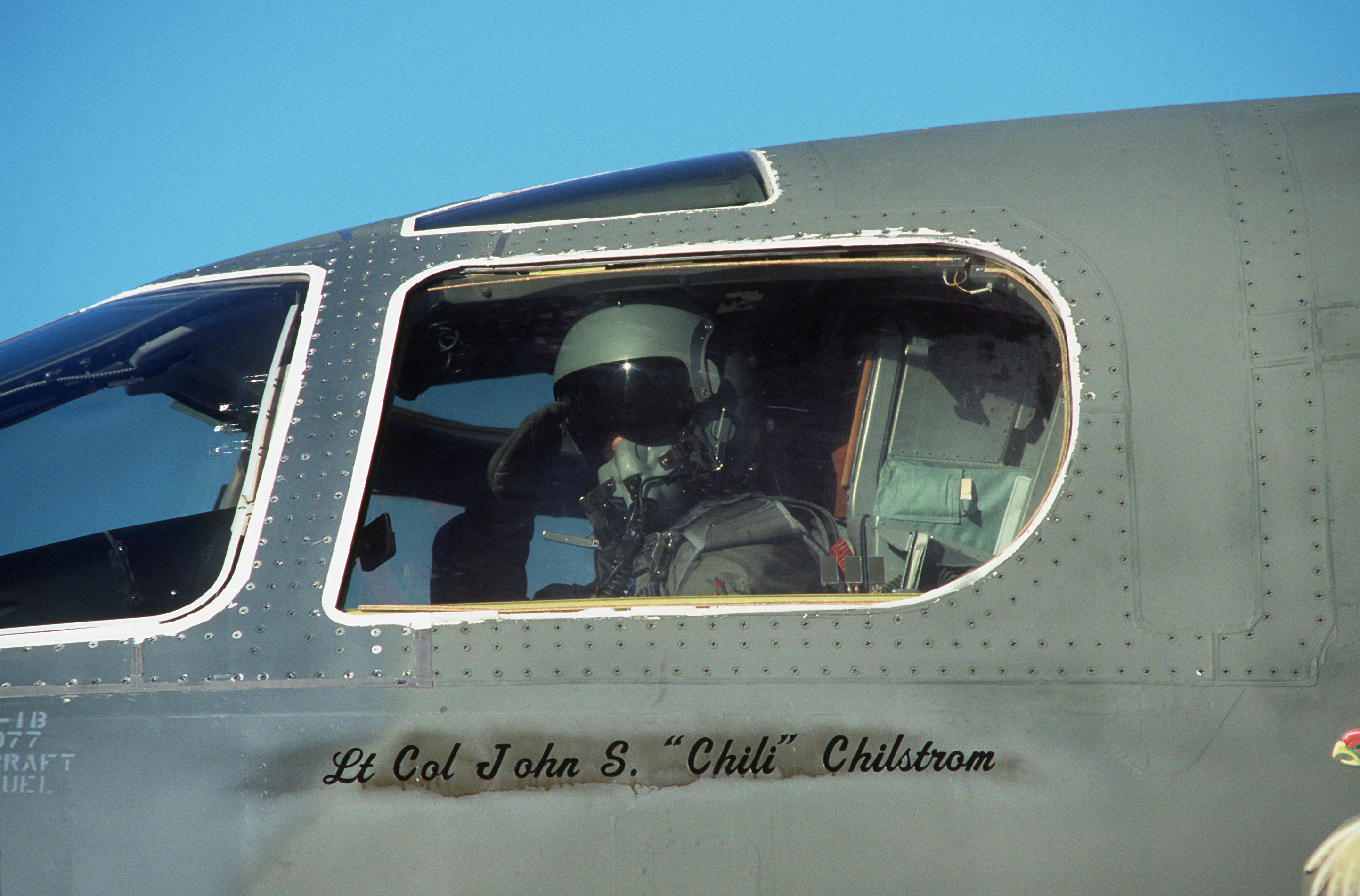
操縦席に余裕があるため普通の敬礼をするB-1のパイロット。

## 警察
警察の礼式は、軍隊の礼式に準じている国と、独自の礼式を採用する国がある。日本では、警察礼式(昭和29年国家公安委員会規則第13号)に定めがある。
室内の敬礼
室内の敬礼は通常脱帽している室内で行い、室外であっても着帽していない私服勤務員などは室内の敬礼を行う。その要領は、受礼者に向って姿勢を正し、注目した後、体の上部を約15度前に傾け、頭を正しく上体の方向に保って行う。その場合において、帽子を持っているときは、右手にその前ひさしをつまみ、内部を右ももに向けて垂直に下げる(制帽を持っている婦人警察官にあっては、右手にその縁をつかみ、記章を前方に、内部を右腰に向け、右腕に抱える )。室内の敬礼は受礼者から離れること約3歩の間合いで行う。
挙手注目の敬礼
挙手注目の敬礼は制帽やヘルメットなどを着帽している場合に行い、無帽の場合は行わない。その要領は、受礼者に向かって姿勢を正し、右手を上げ、指を接して伸ばし、ひとさし指と中指とを帽子あるいはヘルメットの前ひさしの右端（制帽を着用している婦人警察官にあつては、つばの前部の右端）に当て、たなごころを少し外方に向け、ひじを肩の方向にほぼその高さに上げ、受礼者に注目して行う。挙手注目の敬礼は受礼者から離れること約8歩の間合いで行う。なお、テレビの刑事ドラマなどで、しばしば登場人物の刑事が私服無帽ながらこれを行うシーンが登場することがあるが、日本の警察礼式においては誤りとなる。
警棒の敬礼
受礼者に向かって姿勢を正し、警棒を握ったこぶしを(手の甲側を受礼者に向けるように)前方に向け、そのおや指があごの直前約10センチメートルの位置に来るよう活発に上げ、警棒を身体と約15度になるように前に傾け、つばの一方の先端部をあごに向けて受礼者に注目して行う。捧刀の礼の動作に同じ。誘導棒を使用する公務中にも行われる。
部隊の敬礼
まず隊列を正し、指揮官の「かしらー右（左）」又は「注目」の号令で、受礼者に対し、指揮官は挙手注目又は警棒の敬礼を行い、隊員は、注目し、「なおれ」の号令で旧に復する。受礼者が、隊列を離れること約8歩の所で行う。

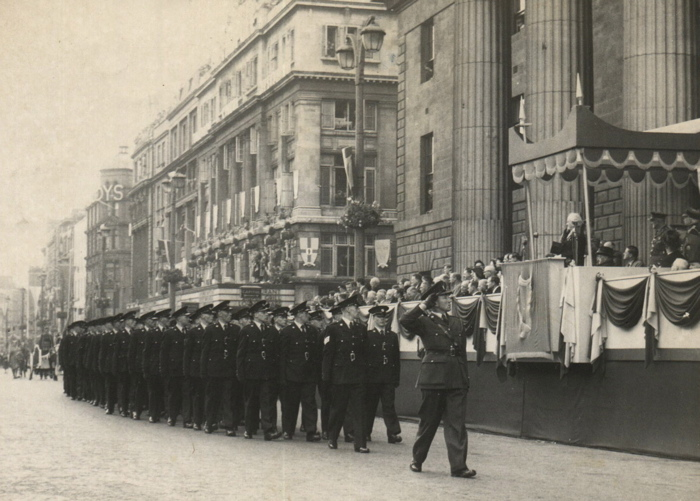
アイルランド警察部隊部隊の敬礼。代表たる指揮官のみが挙手注目の敬礼で、隊員は受礼者に対し注目して敬礼 (かしら左) している（1954年）
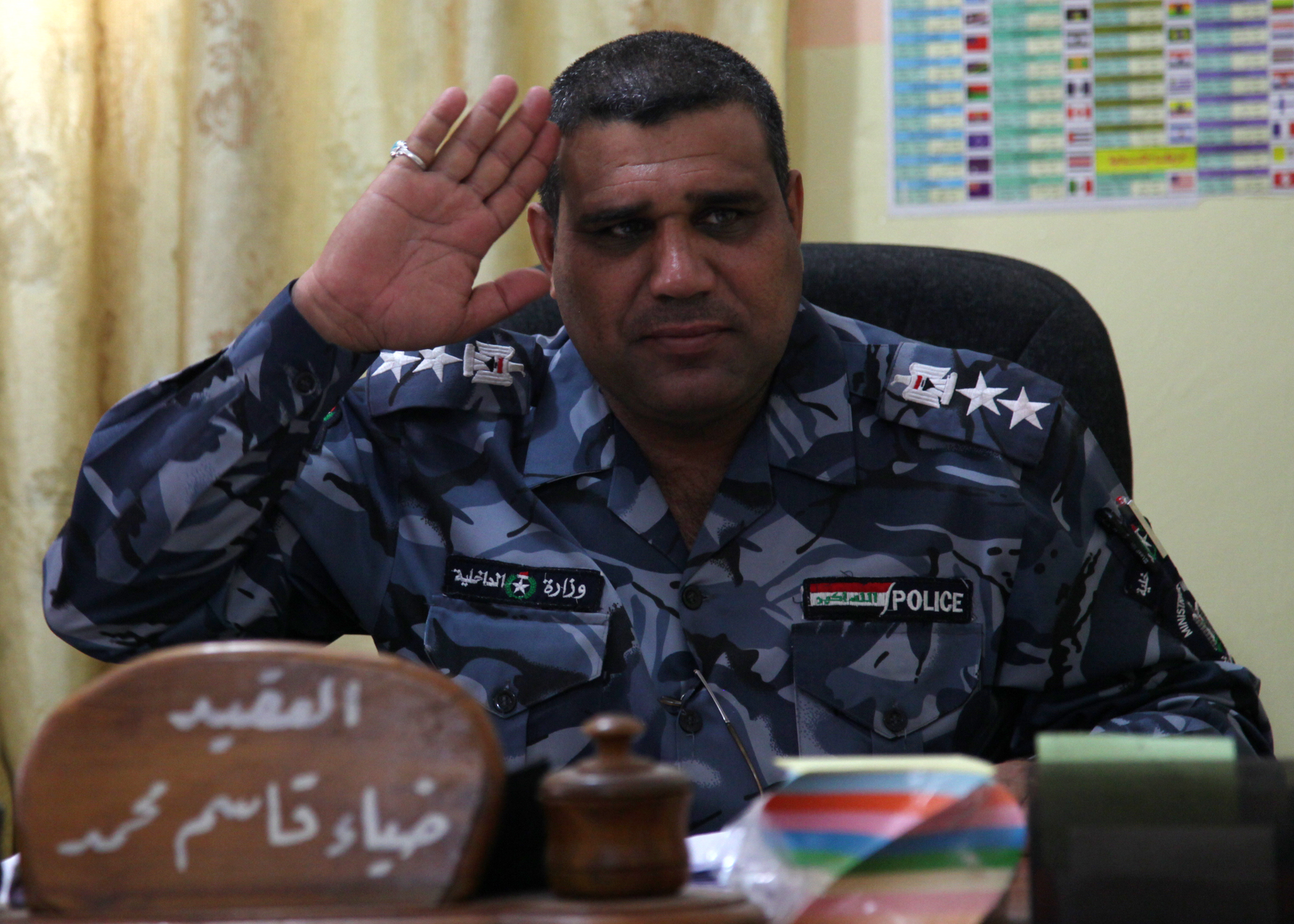
掌を正面に向けたイラクの警察官。
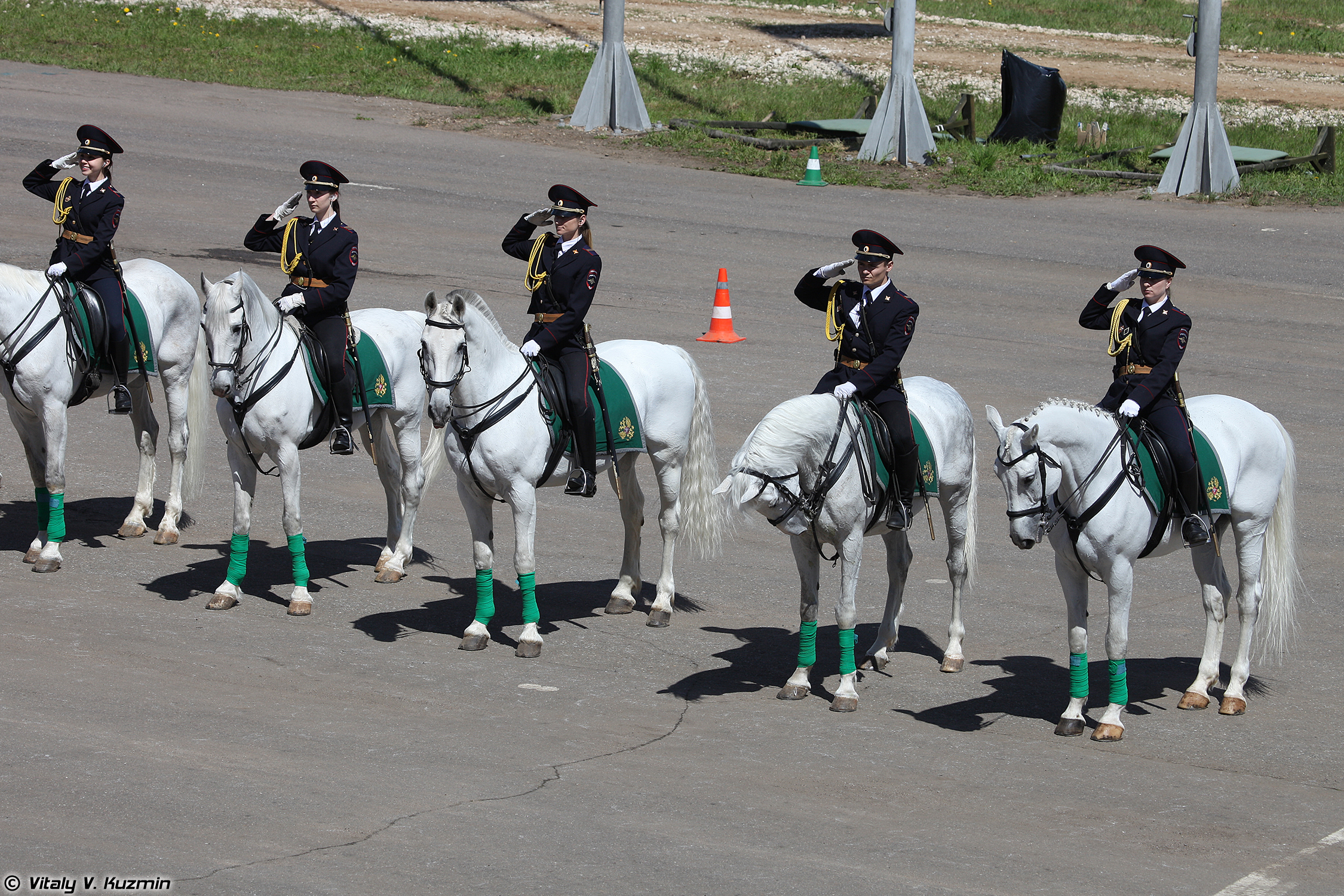
騎乗したまま敬礼するモスクワ警察の騎馬隊

## 消防
消防庁では消防吏員の礼式として警察と類似した礼式を制定している。
日本の消防団では消防吏員の礼式を簡略化した動作を採用している。

## 沿岸警備隊
沿岸警備隊では自国海軍の礼式を取り入れた国もあるが、警察の礼式、独自の礼式とするなど一定していない。
アメリカ沿岸警備隊ではアメリカ海軍と類似した敬礼を採用している。
海上保安庁では海上自衛隊と類似した敬礼を採用している が、潜水士や海面救助員はウエットスーツ着用時のみ、右拳を左の鎖骨の下に当てる敬礼となる。これは宇宙戦艦ヤマトのクルーの敬礼を真似て採用したという説がある。なお海上自衛隊の潜水員はウエットスーツを着用していても通常の敬礼を行う。

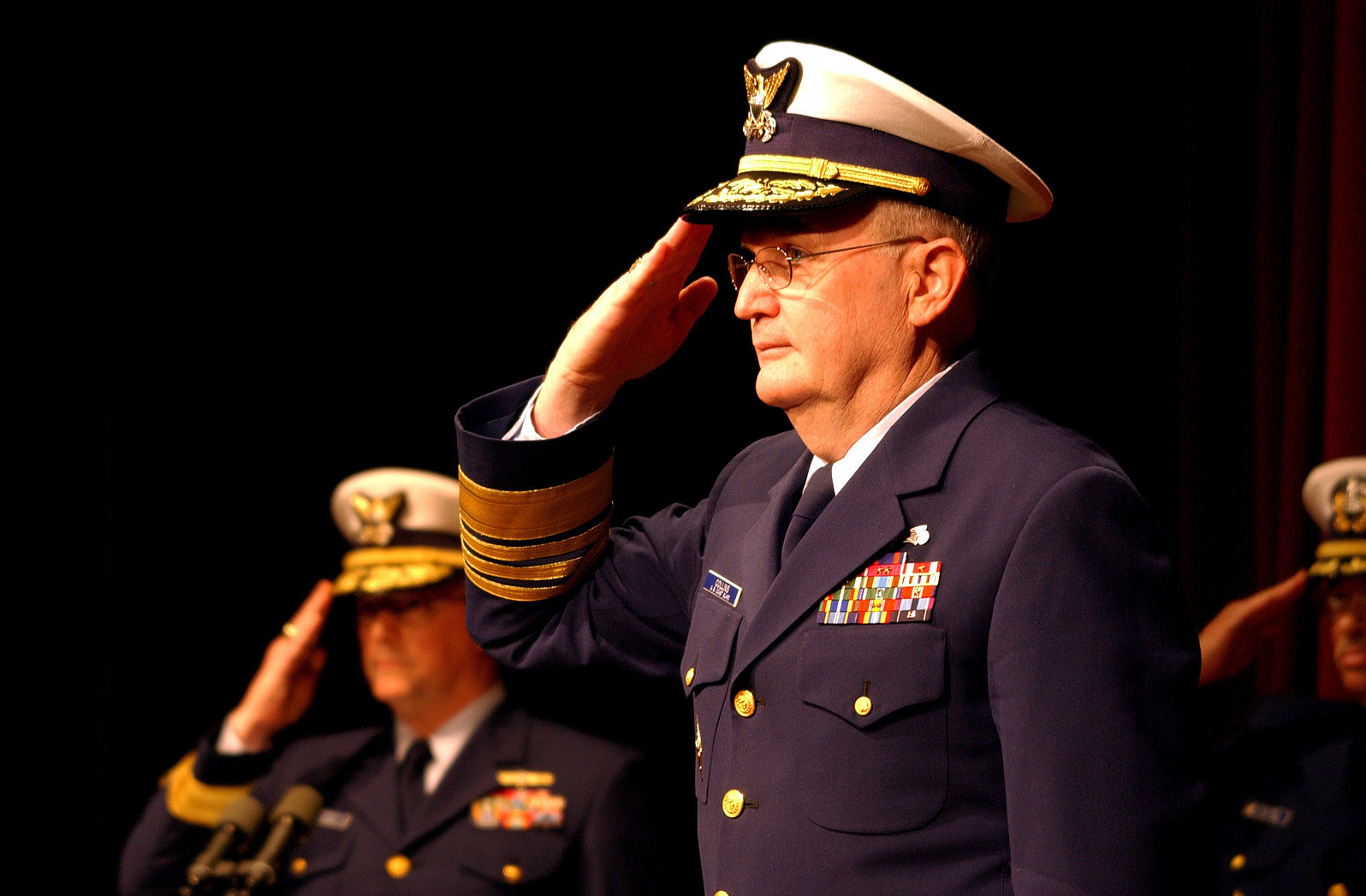
アメリカ沿岸警備隊大将の就任式で敬礼するトーマス・H・コリンズ
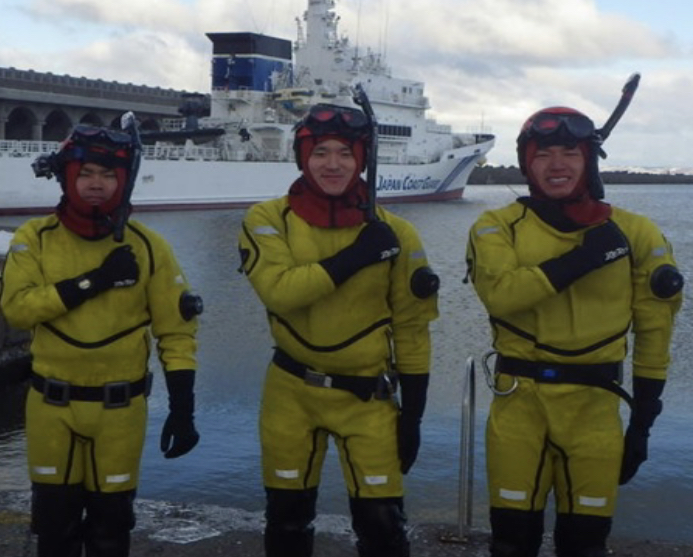
ウエットスーツを着用した海上保安庁の海面救助員、右拳を左の鎖骨の下に当てる敬礼。

## 民間の礼式
民間でも制帽を着用する職業では軍の礼式を取り入れている組織がある。

### 少年団
ボーイスカウトでは、右手の親指と小指をつなぎ、残りの3指は伸ばす三指の敬礼を行う。盾を持つ手である左手での握手は相手への友好と信頼を表すとされていることから、右手で敬礼しつつ左手で握手をすることが多い。カブスカウトやビーバースカウトは二指の敬礼。
海洋少年団でも、類似した敬礼を採用している。
ピオネールやその類似団体の挙手の敬礼は、挙手の敬礼に似ているが、掌を額の前にかざす点が異なる。遠くを見るため眼の上に手をかざす所作を取り入れたものという説がある。

### 交通機関
鉄道会社やバス会社の車掌・運転士は頭を下げる代わりに挙手注目の敬礼をするが、これは勤務中制帽を着用しているため（内勤で無帽の運行管理者は頭を下げる答礼）。バス運行中に、すれ違う同僚と“お疲れ様”の挨拶を交わす場合は軽く手を挙げるだけ、という事が多い。JR各社では警察礼式に近い形式であるが、肘の角度には個人差がある。
民間船員の挙手注目の敬礼は海上自衛隊と同じく肘を張らないのが特徴である。

### 乗馬
馬術では礼が重んじられる。近代オリンピックで見られるようなブリティッシュ馬術の競技会では、全ての競技者は審判長または臨席の国家元首に対し敬礼を行わねばならない。
敬礼は騎乗したまま行われる。競技者が男性の場合、ヘルメット着用時には挙手注目の敬礼を、トップハット（シルクハット）または山高帽（ボーラーハット）着用時には脱帽して前傾する敬礼を行う例が多い。女性では、指を揃えた右手を横斜め下に伸ばしつつ前傾する敬礼を行う例が多い。なお、馬場馬術競技においては、手綱を片手にまとめて取って敬礼を行うよう規則づけられている。
競馬においては、馬上では保護帽を取って頭を下げ、下馬した状態では膝を着いて頭を下げる。但し、レース後から後検量が行われるまでの間、騎乗馬の故障など正当な理由のない下馬をすることが禁じられている（一例として、日本中央競馬会（JRA）においてはJRA競馬施行規程にて騎乗馬が故障した場合を除き、競走後にコース内で騎手が下馬することを禁止するという規定がある。返し馬時に重りを馬場に捨て、競走後に下馬しコース上に捨てた重りを再び装着して検量室に戻るという不正を未然防止するため）場合が多く、基本的には馬上で脱帽する形を取らざるを得ない。
天覧競馬として実施された2012年（平成24年）の第146回天皇賞（秋）では、エイシンフラッシュに騎乗して優勝したミルコ・デムーロはコース内でいったん下馬して最敬礼を行った（下記画像ファイル参照）が、これを理由とした制裁は行われなかった。

### 他
忠誠の誓いにおいては当初ベラミー式敬礼が行われていたが、ナチス式敬礼と似ていたことが問題となり、フランクリン・D・ルーズベルト大統領により1942年6月22日から右手を心臓の上に置く姿勢に変更された。
アメリカのSFテレビドラマシリーズ『スタートレック』に登場するスポックが敬礼として行う「ヴァルカン式挨拶」は熱心なトレッキーの間で敬礼として使われ、スタートレック以外の作品にもパロディとして登場している。
銀河英雄伝説_(アニメ)では、着帽していない軍隊（帝国）が挙手の敬礼を行っている。
メキシコでは民間人の答礼にゾグー式敬礼が用いられている。
アメリカの公民権運動において黒人（アフリカ系アメリカ人）が黒人差別に抗議する意志を示すため、拳を高く掲げる行為はブラックパワー・サリュートと呼ばれる。

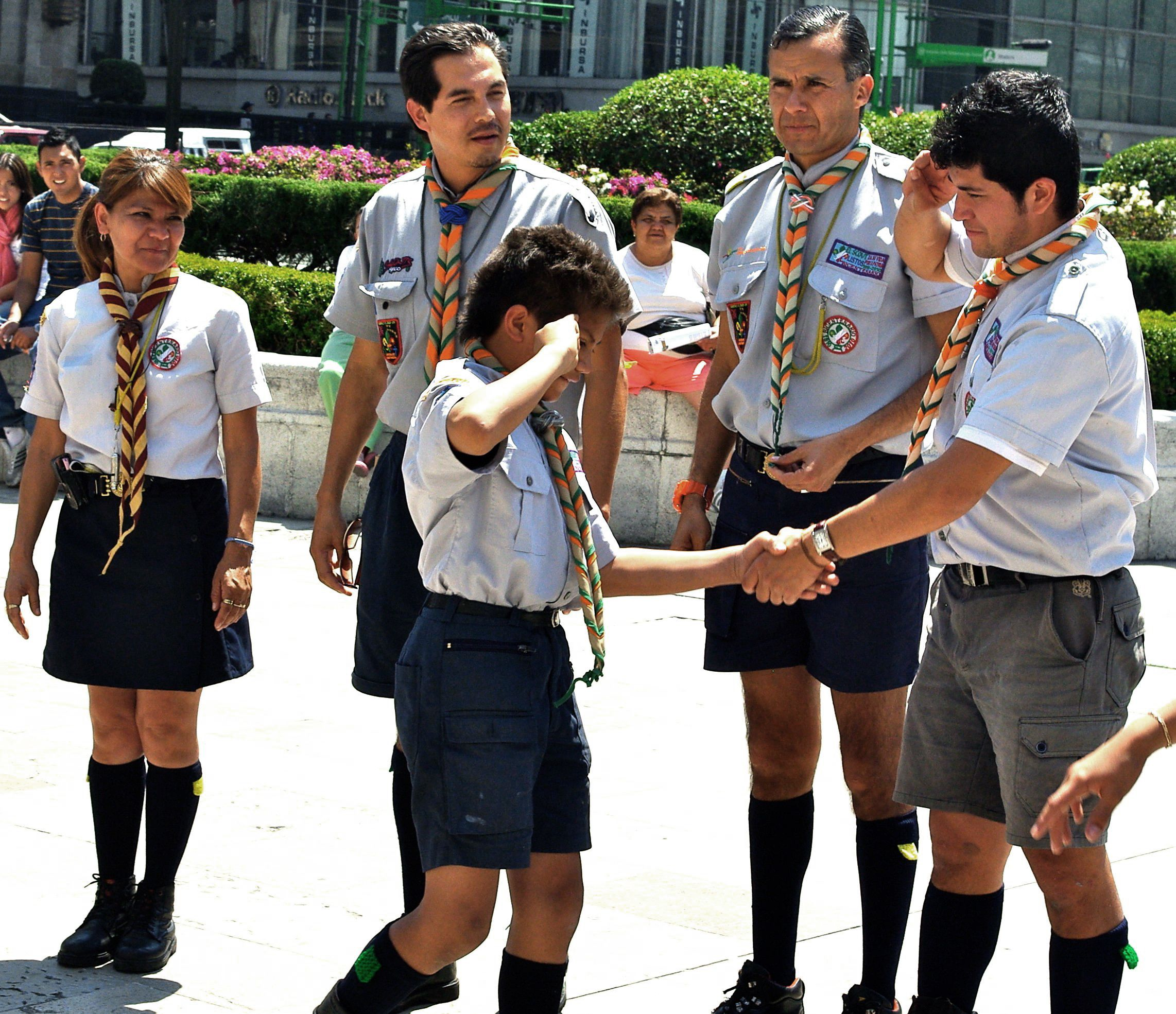
三指の敬礼をしつつ握手を交わすボーイスカウト
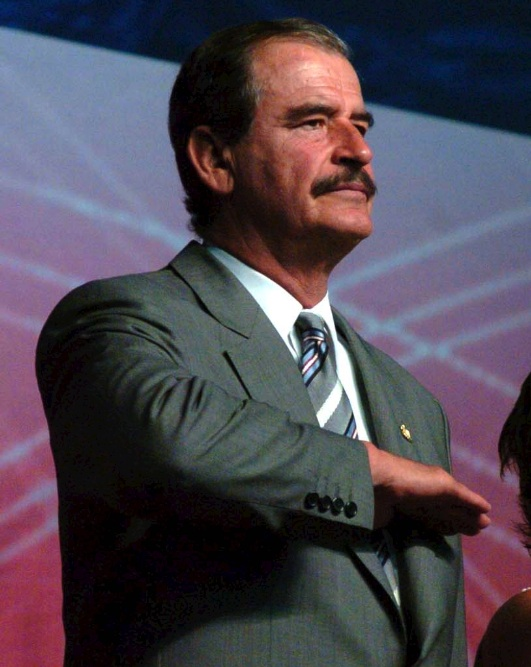
ゾグー式敬礼で答礼するメキシコ人。
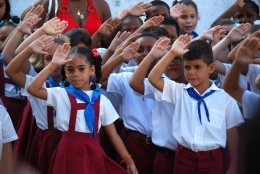
指を伸ばした掌を額の前にかざすピオネールの敬礼。
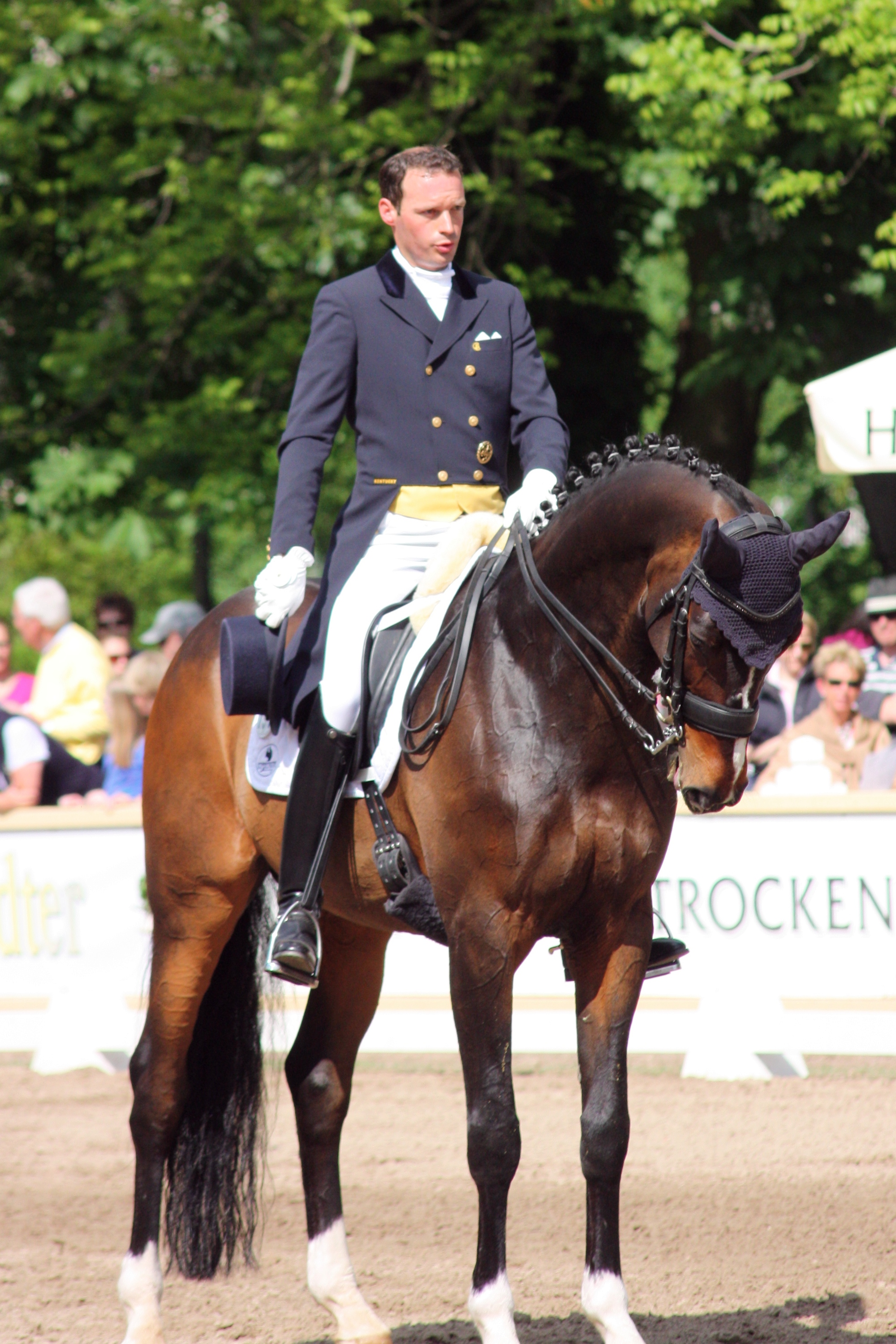
敬礼する馬場馬術の男性騎手
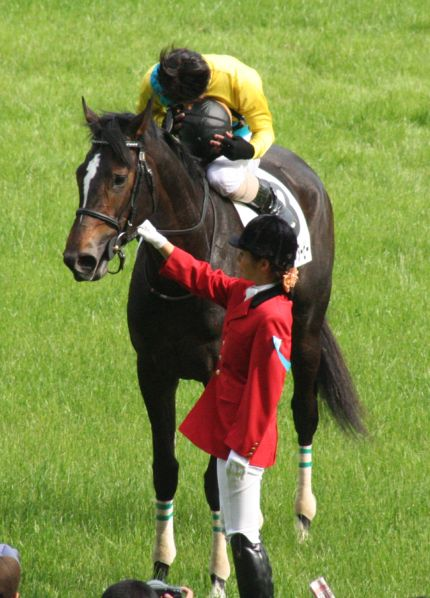
臨席した皇太子徳仁親王（当時）に対しウオッカに騎乗したまま最敬礼する四位洋文
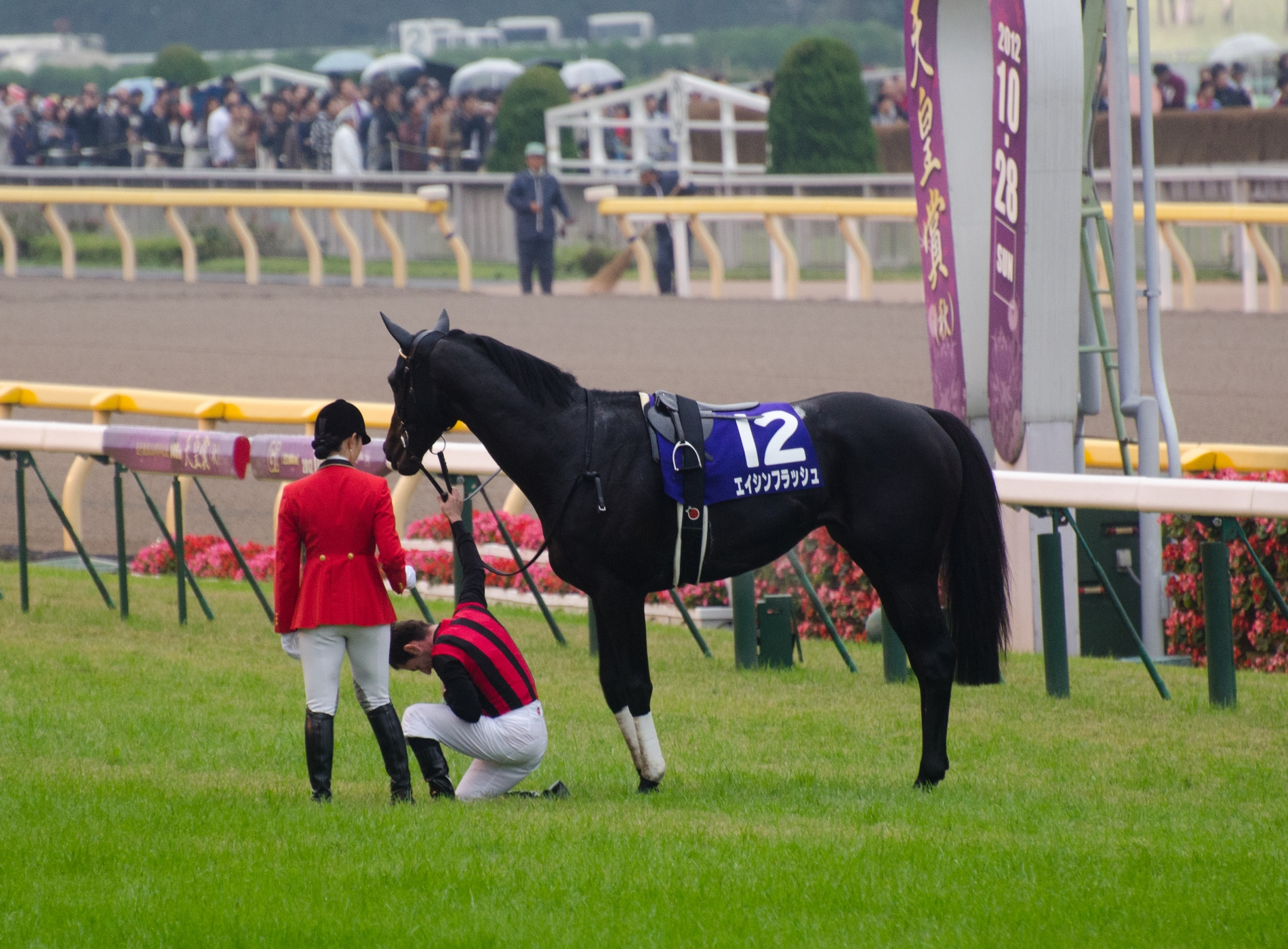
臨席した天皇明仁（当時）に対しエイシンフラッシュから下馬して跪礼するミルコ・デムーロ
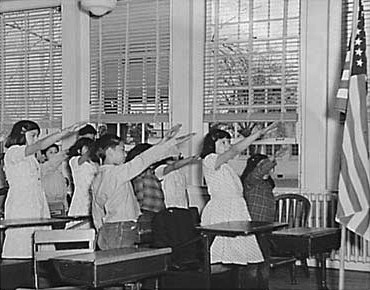
ベラミー式敬礼で国旗への誓いを暗誦するアメリカの児童（1941年）
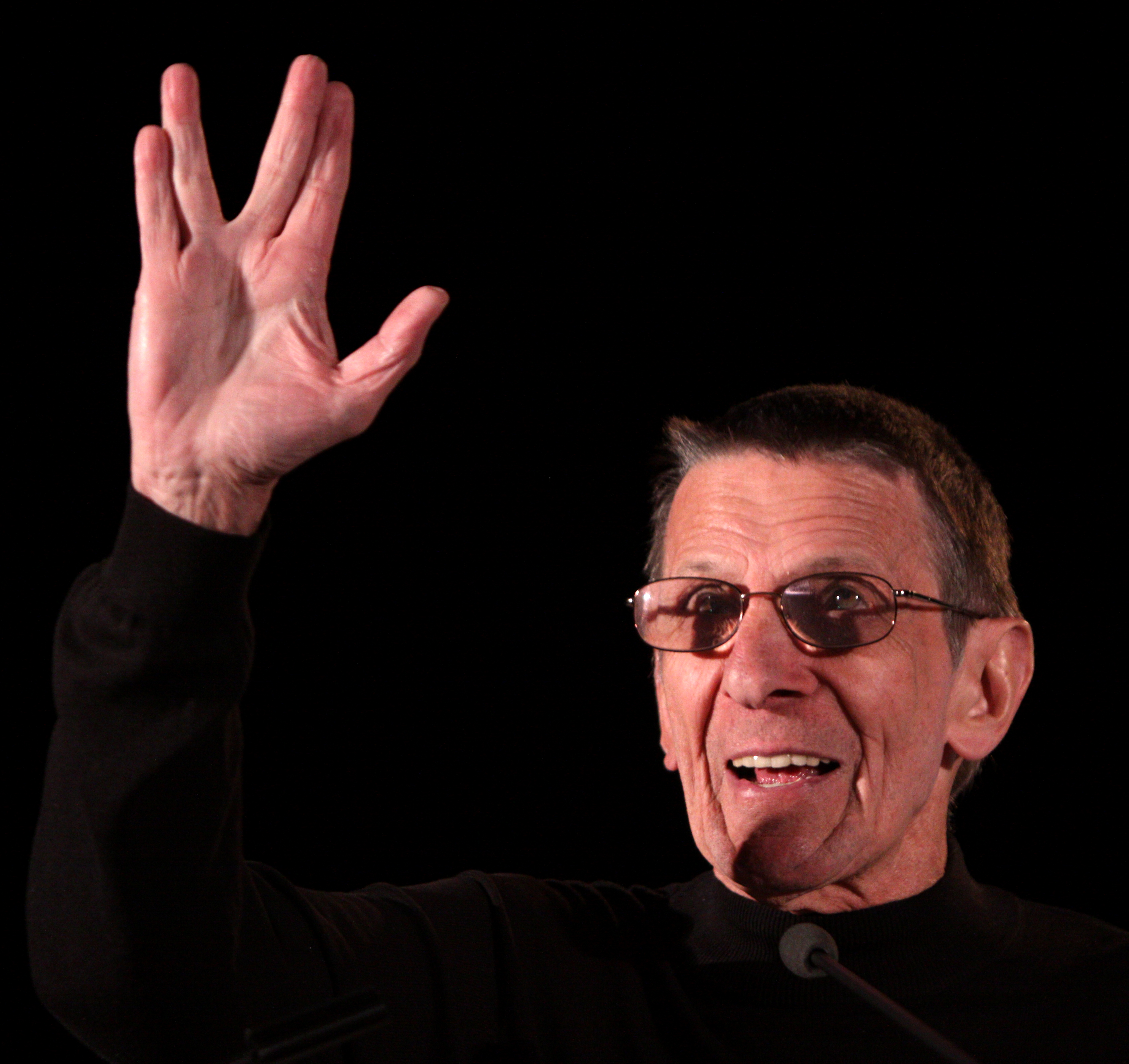
スポックを演じたレナード・ニモイによるヴァルカン式挨拶。

## 人間以外

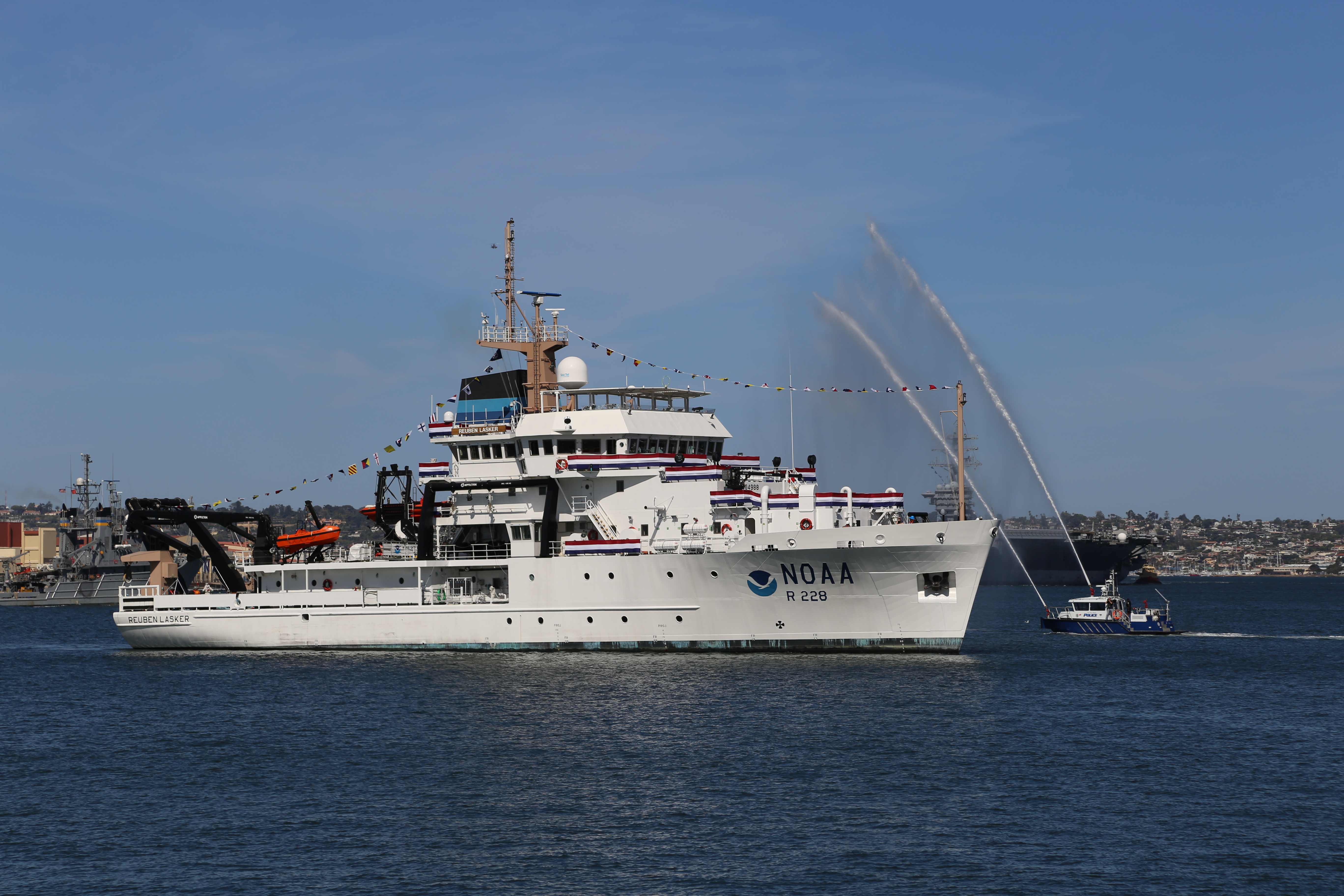
アメリカ海洋大気庁の調査船をウォーター・サルートで出迎えるサンディエゴ・ハーバー警察の消防艇。

民間船が軍艦に対して国旗の上げ下げで行う（人間が敬礼するのではない）ものと、人間が行う登檣礼がある。国旗礼では、民間船側が国旗を下げた後、軍艦側が同じ事をしたのを確認後、上げる事で完了する。入港の歓迎として消防艇などが放水でアーチを作る「ウォーター・サルート」が行われることもある。
船が行う敬礼としてフラッグディッピングが行われる。これは、旗を一度下げて戻すことで行われる。
航空機では低空飛行中に操縦士が挙手の敬礼やハンカチを振ることが行われていたが、ジェット機の普及に伴い飛行中にキャノピーを開放できなくなったため（単発プロペラ機さえも現代の機種は完全閉鎖・天井のある室内化されている）、何度かローリングして翼を振ることが行われている。航空業界は船舶の影響を受けているため、空港では消防車によるウォーター・サルートが行われることもある。

## 敬礼の対象
- 第二次世界大戦後、日本の警察官は必ずしも進駐する連合国軍に対して敬礼を行う必要はなかったが、1945年（昭和20年）11月1日、連合国軍最高司令官総司令部は覚書により、日本の警察官に対し進駐軍将校に敬礼を行うよう指示した[17]。